# Collection de sculptures du musée des Beaux-Arts de Lyon

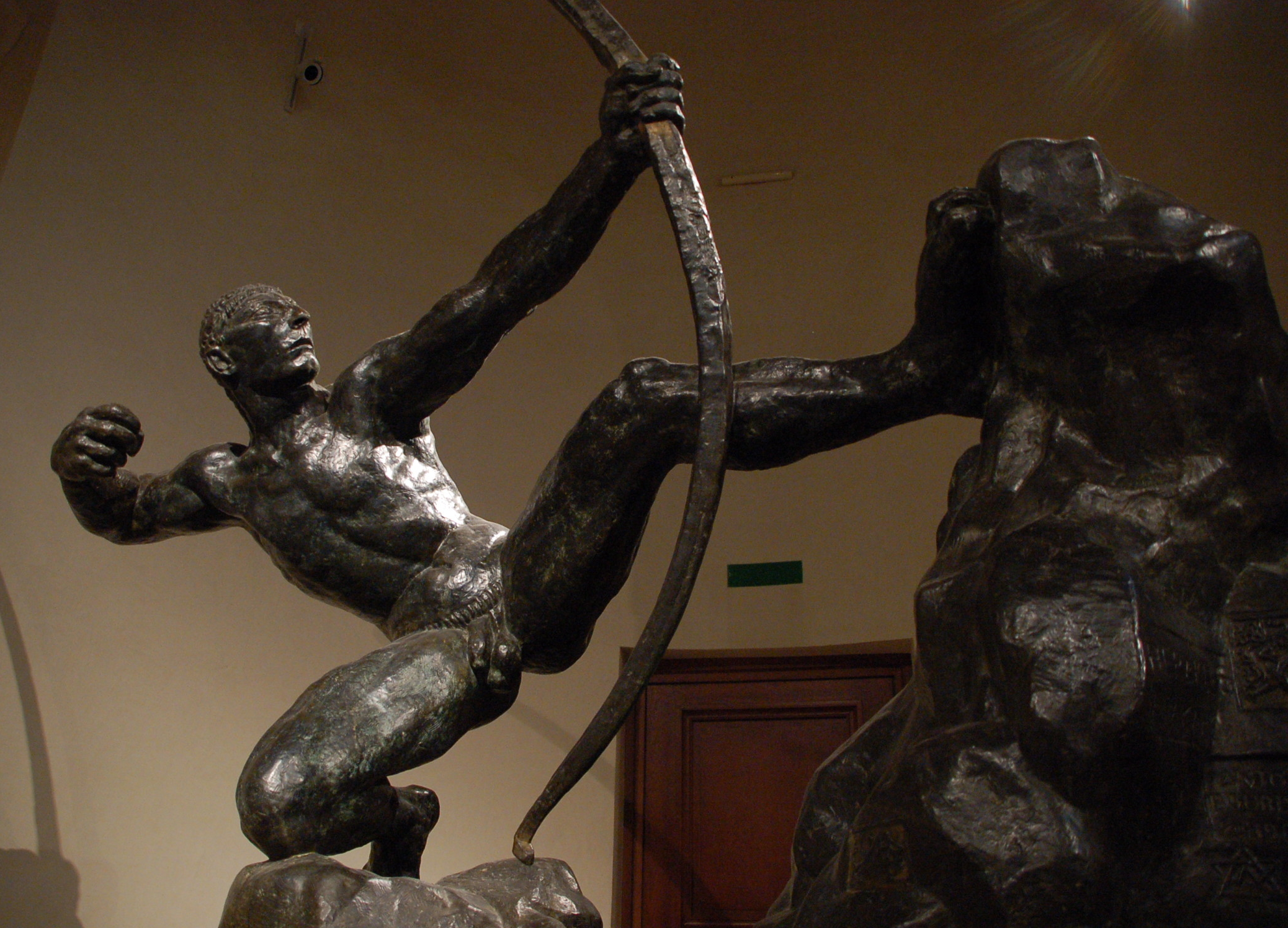
Antoine Bourdelle, Héraclès archer (1908-1909).

Le département des sculptures du musée des Beaux-Arts de Lyon conserve 1 300 sculptures réalisées selon différentes techniques (pierre, marbre, bronze, plâtre, bois…) et couvrant une période chronologique allant du Moyen Âge au XXe siècle. On y note deux points forts : le Moyen Âge et la Renaissance d'une part et le XIXe et le début du XXe siècle de l'autre.
Les salles du département sont séparées dans le musée : au premier étage, se trouvent les sculptures anciennes tandis que les œuvres plus récentes sont exposées dans la chapelle. Enfin, des bronzes et quelques marbres du XIXe siècle sont également visibles dans le jardin.

## Historique des collections

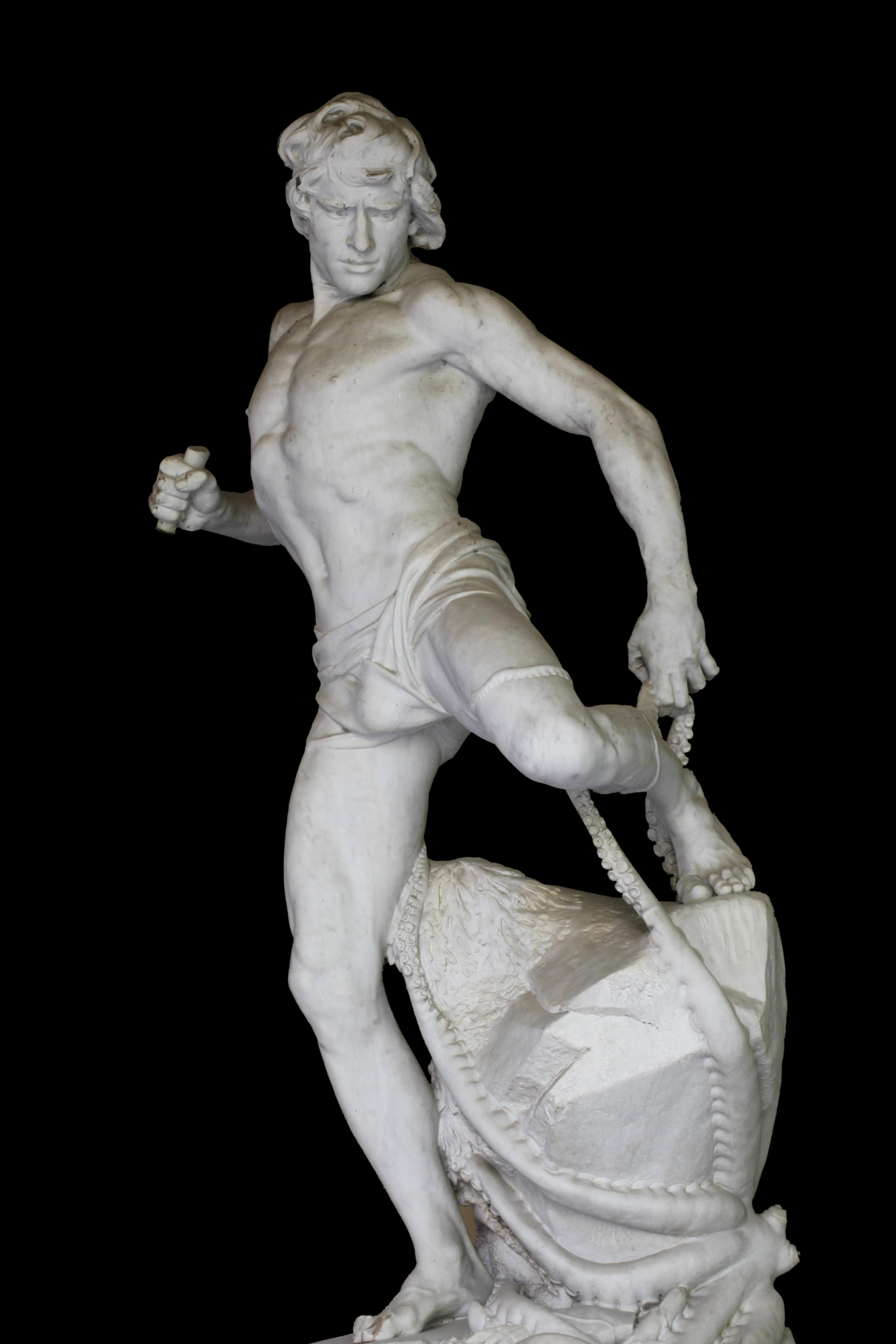
Joseph Carlier, Gilliatt et la pieuvre (entre 1880 et 1890).

De 1820 jusqu'au Second Empire, la collection s'est principalement étoffée par les envois de l'État ainsi que par l'achat d'œuvres de sculpteurs lyonnais tels que Joseph Chinard ou Jean-Joseph Carriès. Un leg de François Grognard effectué en 1818 à la ville de Lyon permet d'ouvrir en 1827 la galerie des « Lyonnais dignes de mémoire », déplacée en 1877 dans le Réfectoire. Une salle des marbres modernes est ouverte en 1839 et présente notamment les portraits de lyonnais célèbres, à l'emplacement de l'actuel médaillier. C'est à partir des années 1880 que, grâce à l'action d'Édouard Aynard, président du conseil d’administration du musée à la fin du XIXe siècle, et de Jean-Baptiste Giraud, le musée s'enrichit de sculptures anciennes du Moyen Âge et de la Renaissance. C'est, par exemple, à cette époque que sont acquis le Jongleur roman du Berry et le groupe siennois de l'Annonciation, deux pièces phares de la collection. Cette politique d'achat ambitieuse se poursuit jusqu'à la Seconde Guerre mondiale. Les achats effectués au XXe siècle en matière de sculpture moderne sont, quant à eux, caractérisés par un certain éclectisme, sans qu'il y ait de préférence marquée pour un courant particulier ou certains artistes. Cette orientation a été renforcée à partir des années 1980, avec la reprise d'une politique d'acquisitions plus volontaire, les collections s'enrichissant également des œuvres entrées au musée grâce au legs Jacqueline Delubac.

## Collections
Les collections sont présentées ci-dessous chronologiquement au nom de leur auteur quand il est connu. Les séparations par siècles étant arbitraires, les auteurs qui ont produits des œuvres sur deux d'entre eux sont placés dans celui où ils ont majoritairement produits.

### Présentation générale
Le musée possède un ensemble de sculptures médiévales important, comprenant toutes les écoles régionales, et quelques étrangères. Le parcours de sculpture ancienne débute avec des œuvres romanes dont le Jongleur réalisé dans le Berry à la fin du XIIe siècle. L'Ange et la Vierge de l'Annonciation, œuvres toscanes grandeur nature et polychromes datant du milieu du XIVe siècle, sont un autre chef-d'œuvre de la section de sculpture médiévale, qui renferme également de belles œuvres flamandes. L'art de la Renaissance est représenté par des œuvres de qualité comme le Saint Jean-Baptiste (vers 1475-1478) de Mino da Fiesole et l'étonnant Buste de femme en médaillon (1532) d'un anonyme sculpteur français. On compte également de nombreuses sculptures d'école italienne des XVe et XVIe siècles (école de Verrocchio, de Della Robbia, de Donatello, de Michel-Ange...). Les XVIIe et XVIIIe siècles sont moins riches que la période précédente, mais l'on note tout de même des œuvres de sculpteurs français célèbres tels qu'Antoine Coysevox, Guillaume Coustou ou Augustin Pajou (Neptune, marbre de 1767).
Pour le XIXe siècle, on retrouve Antonio Canova, plusieurs œuvres du Lyonnais Joseph Chinard, dont son Persée et Andromède (terre cuite, 1791), David d'Angers, Antoine Étex (Caïn et sa race maudits de Dieu, marbre, 1832-1839), James Pradier, Jean-Baptiste Carpeaux, Auguste Bartholdi, Jean Carriès, Medardo Rosso, François Pompon ou encore Pierre Auguste Renoir. Une place particulière doit être faite à Auguste Rodin, dont le musée possède le plus grand ensemble d'œuvres en province. Ce fonds, comportant marbres, bronzes et plâtres, a été constitué directement auprès du sculpteur, qui entretenait des relations amicales avec plusieurs amateurs lyonnais. Parmi les marbres, on remarque notamment La Tentation de saint Antoine.
Les bronzes et les marbres exposés dans le jardin complètent la section consacrée au XIXe siècle : ce sont deux sculptures d'Auguste Rodin, L'Âge d'airain (1876) et L'Ombre (1902), bronze fondu en un unique exemplaire dans cet état, une sculpture de Francisque Duret, Chactas en méditation sur la tombe d'Atala (1836), Giotto enfant dessinant une tête de bélier (1842) de Jean-François Legendre-Héral, Le Joueur de flûte (1861) de Jean-André Delorme, Faune ivre (1863) de Léon Cugnot, Démocrite méditant sur le siège de l'âme (1868) de Léon-Alexandre Delhomme, Carpeaux au travail (1909) d'Antoine Bourdelle et Jeune athlète (1909) de Jean-Baptiste Larrivé. Trois groupes en marbre s'adjoignent à cet ensemble : Castalie (1883) d'Eugène Guillaume, Gilliatt et la pieuvre (1890) d'Émile Carlier et Agar (1897) de François-Léon Sicard.
Enfin, la sculpture du XXe siècle est illustrée par des œuvres de Jeanne Bardey (Torse de femme), Antoine Bourdelle (Héraklès tue les oiseaux du lac Stymphale, bronze, 1909), Aristide Maillol, Ossip Zadkine, Amedeo Modigliani, Pablo Picasso, Henri Laurens, Arman… La sculpture Terra de Claudio Parmiggiani a été enterrée dans le jardin du palais des Beaux-Arts en 1989, à l'époque où le musée d'art contemporain de Lyon (Saint Pierre art contemporain) est temporairement accueilli par le musée des Beaux-Arts).

### Moyen Âge

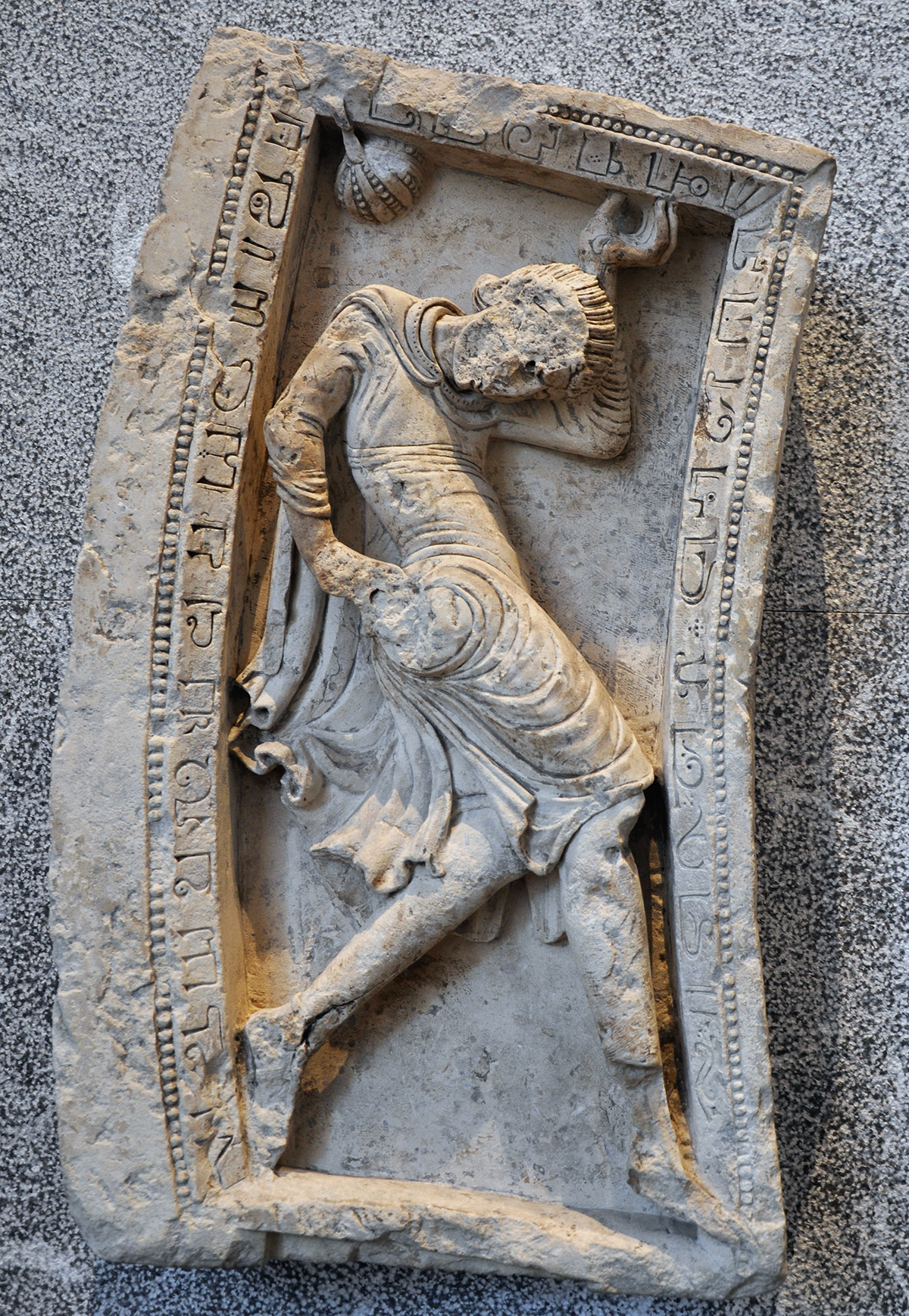
Jongleur, anonyme, Berry, troisième quart du XIIe siècle.

- Jongleur, anonyme, Berry, troisième quart du XIIe siècle. calcaire, 60 × 33 × 11 cm, acquis en 1881, Inv. D140. 
Cette pièce est une des œuvres les plus marquantes du musée, de style roman berrichon. Cette sculpture a été retrouvée dans un pignon de maison à Bourges, et provient probablement de l'archivolte du tympan d'une église voisine démolie, peut-être celle de Saint-Pierre-le-Puellier[4], dont il reste un tympan au musée du Berry.
On y voit un jongleur en pleine action, venant de lancer de la main gauche une balle qu'il s'apprête à rattraper de la main droite ; il est vêtu d'une tunique courte et d'un manteau. Des inscriptions sur la bordure ont quelquefois été reconnue comme des caractères arméniens ; mais même sans certitude sur ce point, elles témoignent d'une influence orientale sur le sculpteur. La figure s'inscrit à l'intérieur d'une épaisse bordure, exemple typique de la soumission de la sculpture à l'architecture dans la sculpture romane. Par son caractère typique de ce mouvement, cette figure tout en mouvement est la sculpture emblématique de la loi du cadre[5] d'Henri Focillon[2]. Proche du style bourguignon, « l'élégance et la précision du relief, le goût du mouvement et l'aspect très ornemental des drapés font penser notamment au décor sculpté de la basilique de Vézelay »[6],[7],[8].
- Vierge de Saint-Flour, Anonyme, Auvergne, seconde moitié du XIIe siècle. Bois polychrome et appliques de métal, 71 × 31 × 30 cm, acquis en 1934, Inv. B 1751.
- Tête de prophète, anonyme, centre de la France, début du XIVe siècle. Calcaire, 44 × 29 × 24 cm. (Acquis en 1934, Inv. B 1753)
L'origine de cette tête est certainement l'église de Saint-Martin de Cogny située autrefois sur la commune de Thaumiers démolie en partie durant la Révolution. Le bonnet massif désigne un prophète. Les dimensions permettent de penser qu'elle faisait partie d'une statue placée peut-être sur le portail. L'artiste qui réalisa cette statue a peut-être été en relation avec le chantier de la cathédrale de Bourges. « La monumentalité de cette tête est renforcée par la largeur de l'exécution et une maîtrise impressionnante du volume. Les traits lisses du personnage, où s'exprime cependant un modelé réaliste, contrastent avec la chevelure mouvementée et la barbe, profondément sculptées »[9].

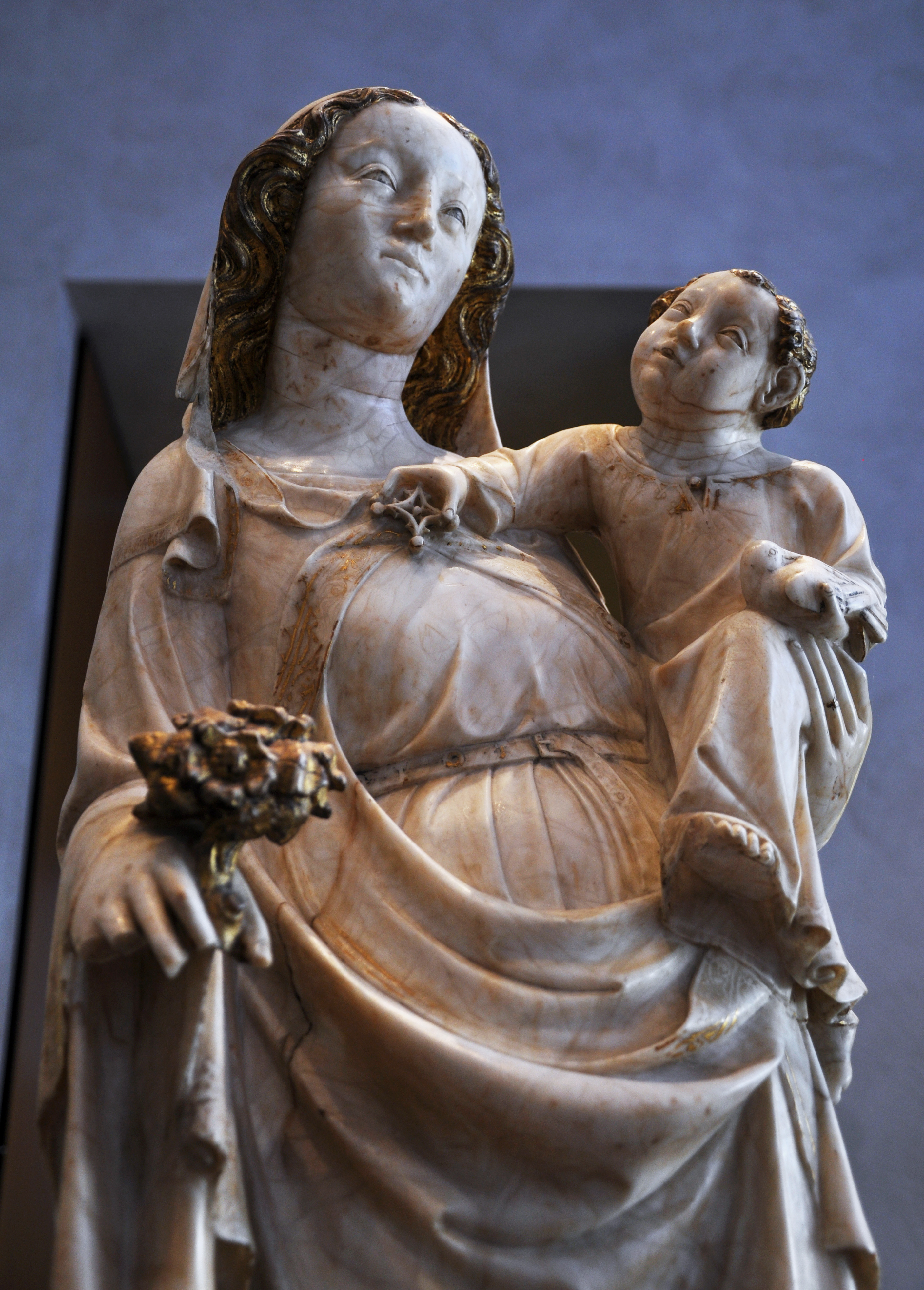
Vierge à l'enfant, milieu du XIVe siècle.

- Vierge à l'enfant, anonyme, Île-de-France, milieu du XIVe siècle. Albâtre partiellement doré, 91 × 35 × 22 cm. (Legs Jean Pollet, 1839, Inv. H 6)
Cette statue représente la Vierge tenant l'enfant Jésus d'un bras. Le sculpteur a réalisé Marie avec un élégant déhanché, des drapés délicats et l'enfant jouant avec le fermoir de sa mère d'une main et tenant un oiseau de l'autre. La pièce d'albâtre a été peinte d'or sur les vêtements et les cheveux et une couronne d'orfèvrerie, qui a disparu, la rehaussait. La sculpture est posée sur un socle du XVIe siècle qui portait originellement une statue de saint Roch, ainsi que l'indique une dédicace.
Cette sculpture est proche d'une conservée au Metropolitan Museum de New York provenant le l'abbaye de Pont-aux-Dames. Elle est typique d'une production fréquente autour des années 1340 en Île-de-France dans le mouvement de l'amour courtois.
Cette œuvre est marquante par « la souplesse du drapé, l'élégant jeu de courbe, la finesse des détails et la bonhomie des visages »[10],[7],[11].
- Autres œuvres.

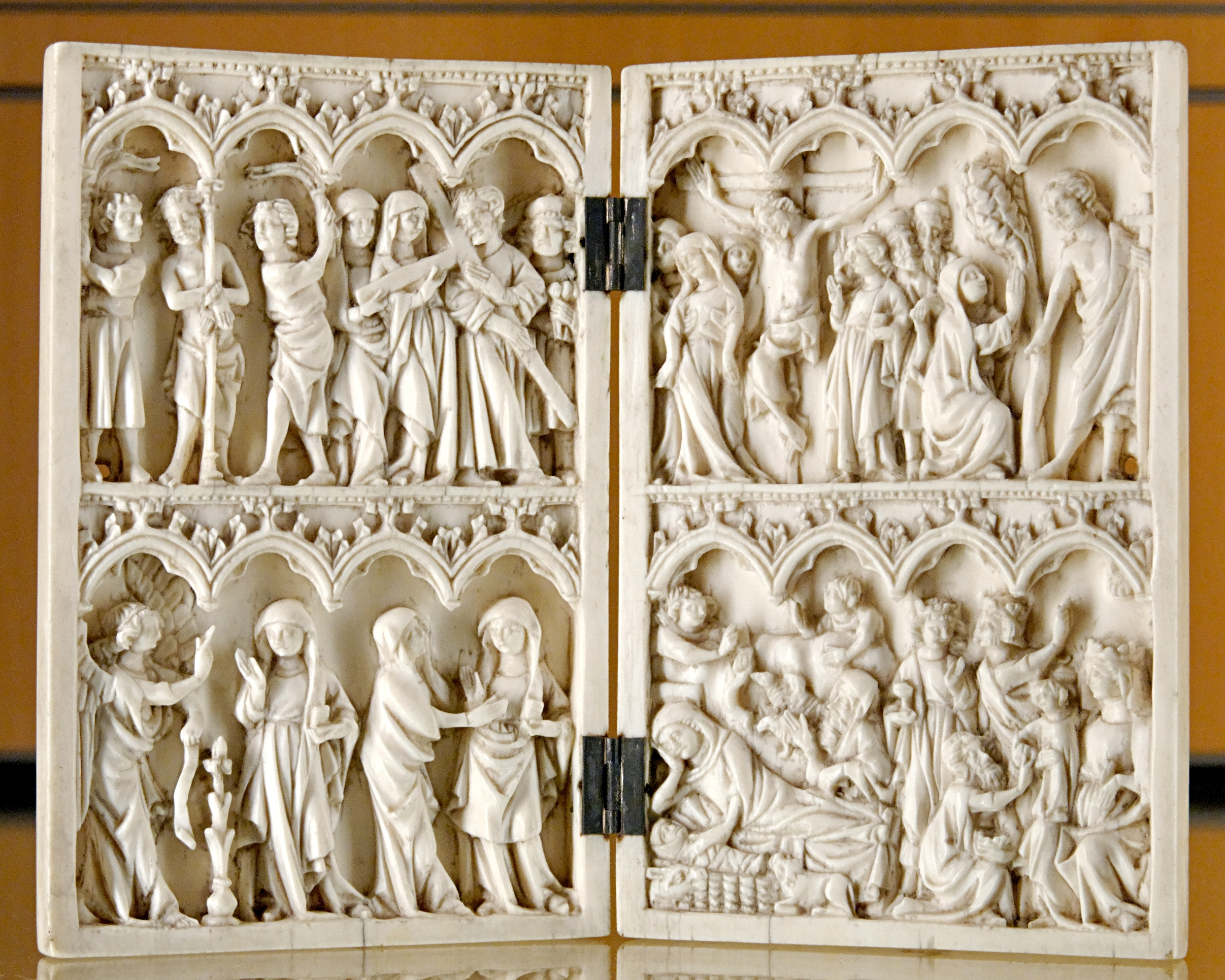
Diptyque : scènes de la vie du Christ. Ivoire, Paris, v. 1380-1390.
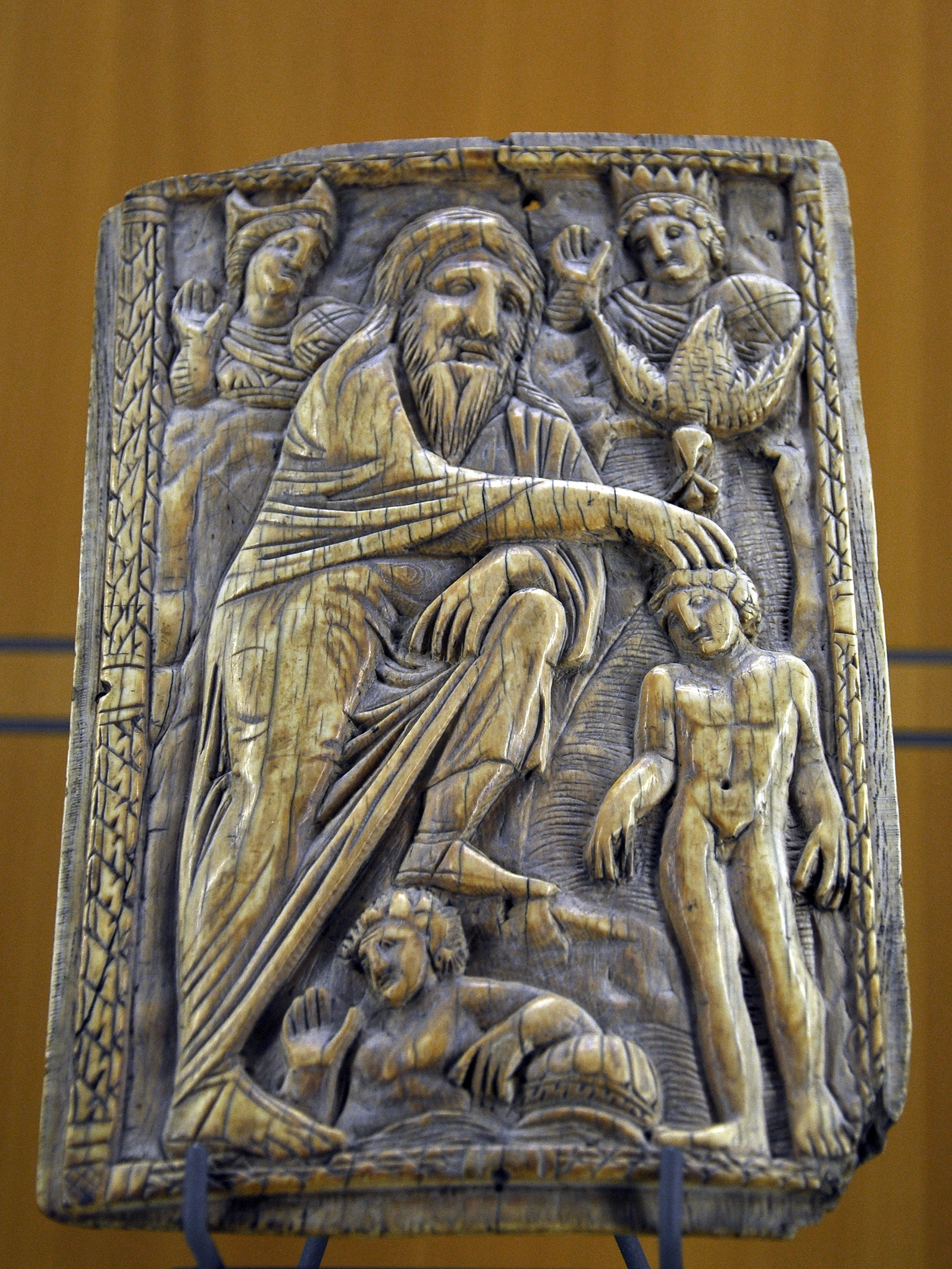
Ivoire byzantin, 2e moitié du VIe siècle après JC, Méditerranée orientale (?), représentant le baptême du Christ.

### Renaissance

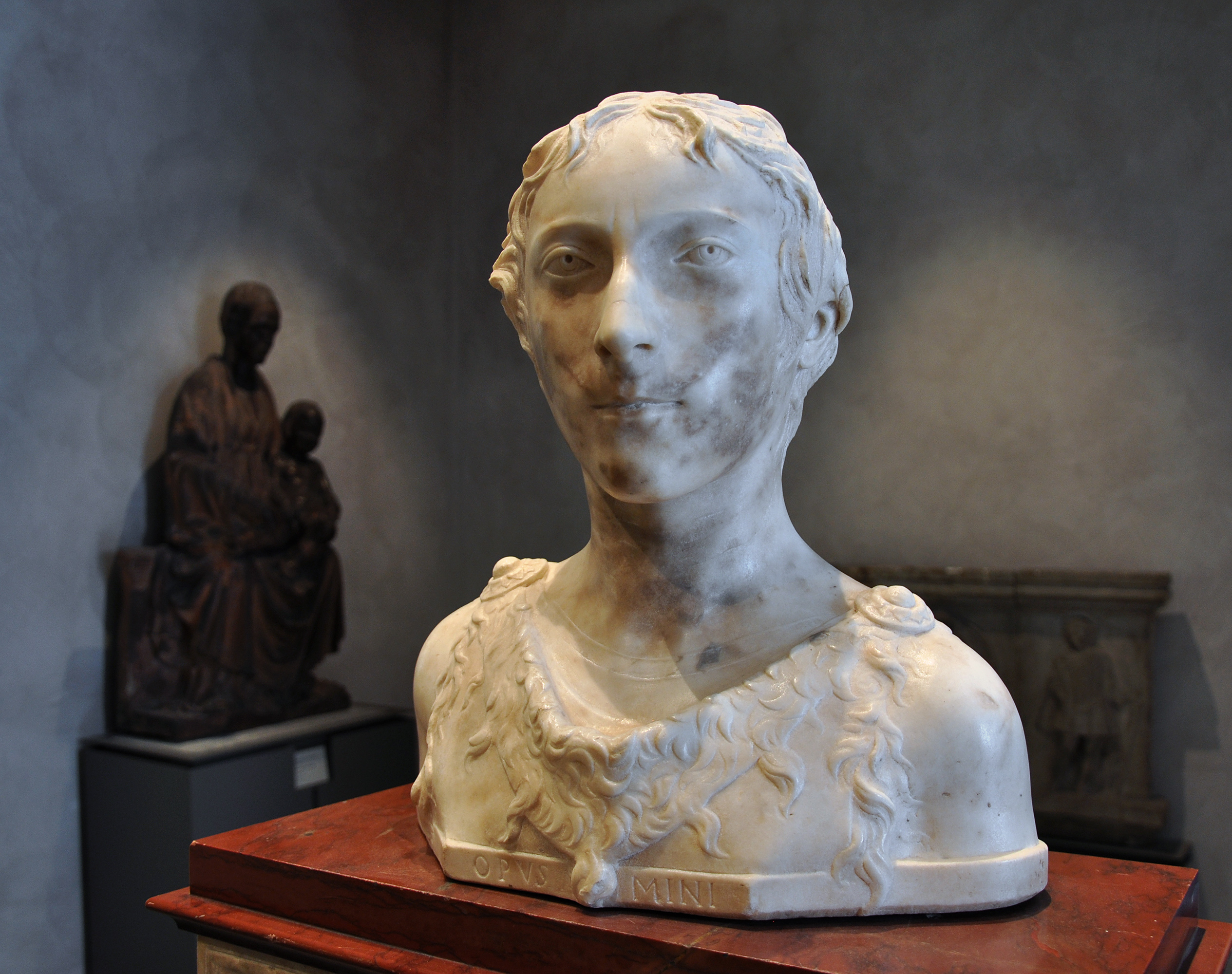
Mino da Fiesole, Buste de Saint-Jean Baptiste jeune.

- Buste de Saint-Jean-Baptiste jeune, Mino da Fiesole, vers 1475-1478. Marbre, 67 × 57 × 28 cm[N 1]. (Acquis en 1888, Inv. D 382)
Ce buste a été réalisé en imitant fortement les sculptures romaines, les influences étant flagrantes que ce soit pour le costume, le modelé ou la découpe. Mino de Fiesole est également parvenu à restituer une grande concentration et une grande force de caractère à son personnage. Le sculpteur est parvenu à individualiser son modèle et à le rendre particulièrement vivant par des détails réalistes, menton, nez busqué ou rides frontales. Les qualités techniques de Mino se lisent également dans la finesse de la peau de bête retenue par deux cabochons et la chevelure[12].
Ce buste est un des plus beaux représentant de la sculpture italienne du musée des Beaux-Arts de Lyon. Avec ce Buste de Saint-Jean-Baptiste jeune, il possède un exemplaire des réalisations de Mino de Fiesole alors qu'il est au sommet de son art, et qu'il est en train de rénover largement l'art du buste en Italie, ce depuis le milieu du XVe siècle[13].
Cette œuvre peut être rapprochée de deux autres portraits de saint Jean Baptiste sculptés par Mino et conservés au musée Jacquemart-André et au Metropolitan museum[N 2],[12].

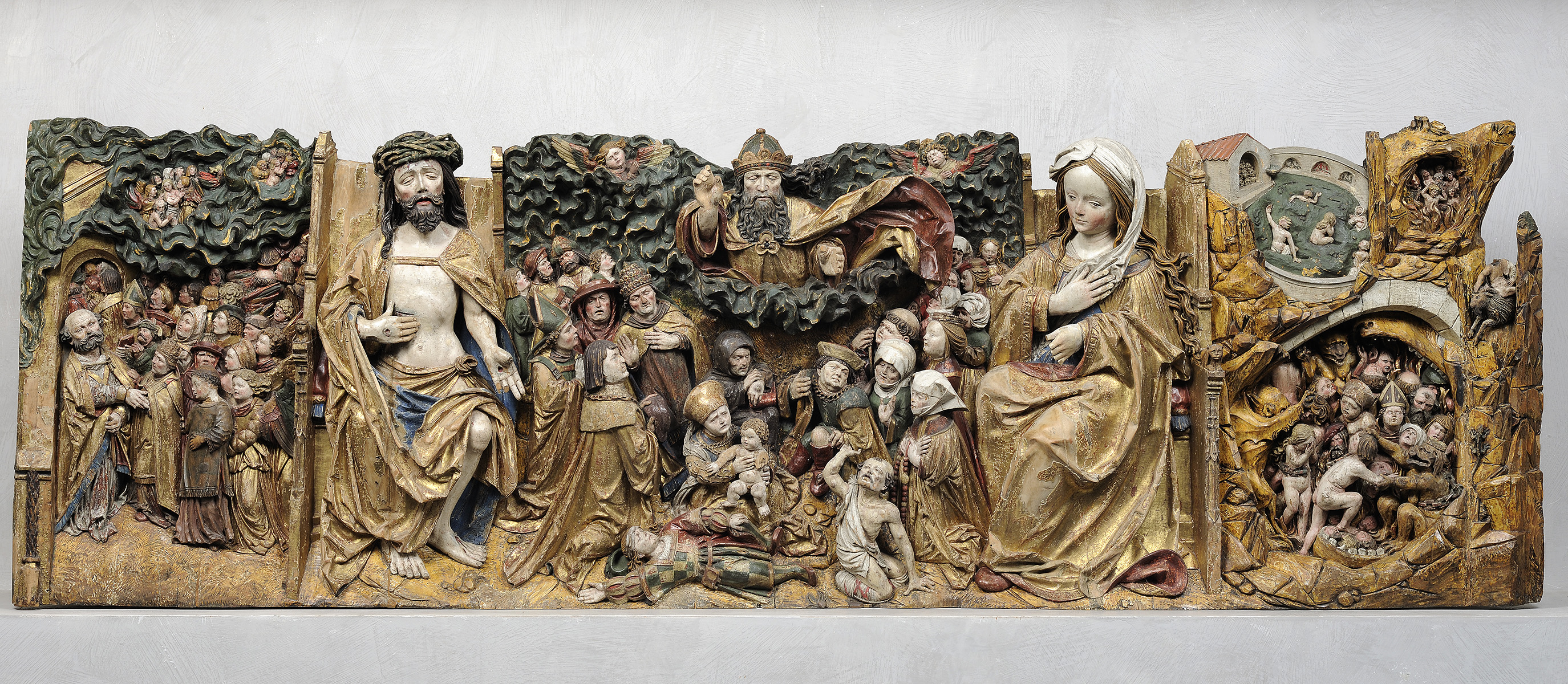
Maître de la Sainte Parenté de Biberach, Le Jugement Dernier, (1510-1520).

- Le Jugement Dernier, Maître de la Sainte Parenté de Biberach (ou son atelier), vers 1510-1520. Bois de tilleul polychrome, 55 × 17,2 × 11 cm. (Échangé avec la chambre de commerce de Lyon, 1896, Inv. D 678)
Ce relief propose une iconographie peu banale associant une scène de Jugement dernier à une représentation votive de la peste. La partie centrale montre sous Dieu un ensemble de personnages de toutes conditions, dont certains déjà touchés par la peste. De part et d'autre, Jésus et Marie intercèdent en faveur des implorants. Les parties les plus latérales montrent le jugement dernier avec à gauche saint Pierre accueillant les âmes sauvées et à gauche les damnés en enfer. Cette composition est riche en éléments pittoresques.
Cette œuvre est attribuée au Maître de la Sainte Parenté de Biberach, un sculpteur actif en Souabe au début du XVIe siècle. Il a fidèlement restitué les habits à la mode dans les années 1510-1520, dans un travail du bois aux détails très soignés.
Ce relief est très probablement à l'origine la prédelle d'un retable[14].

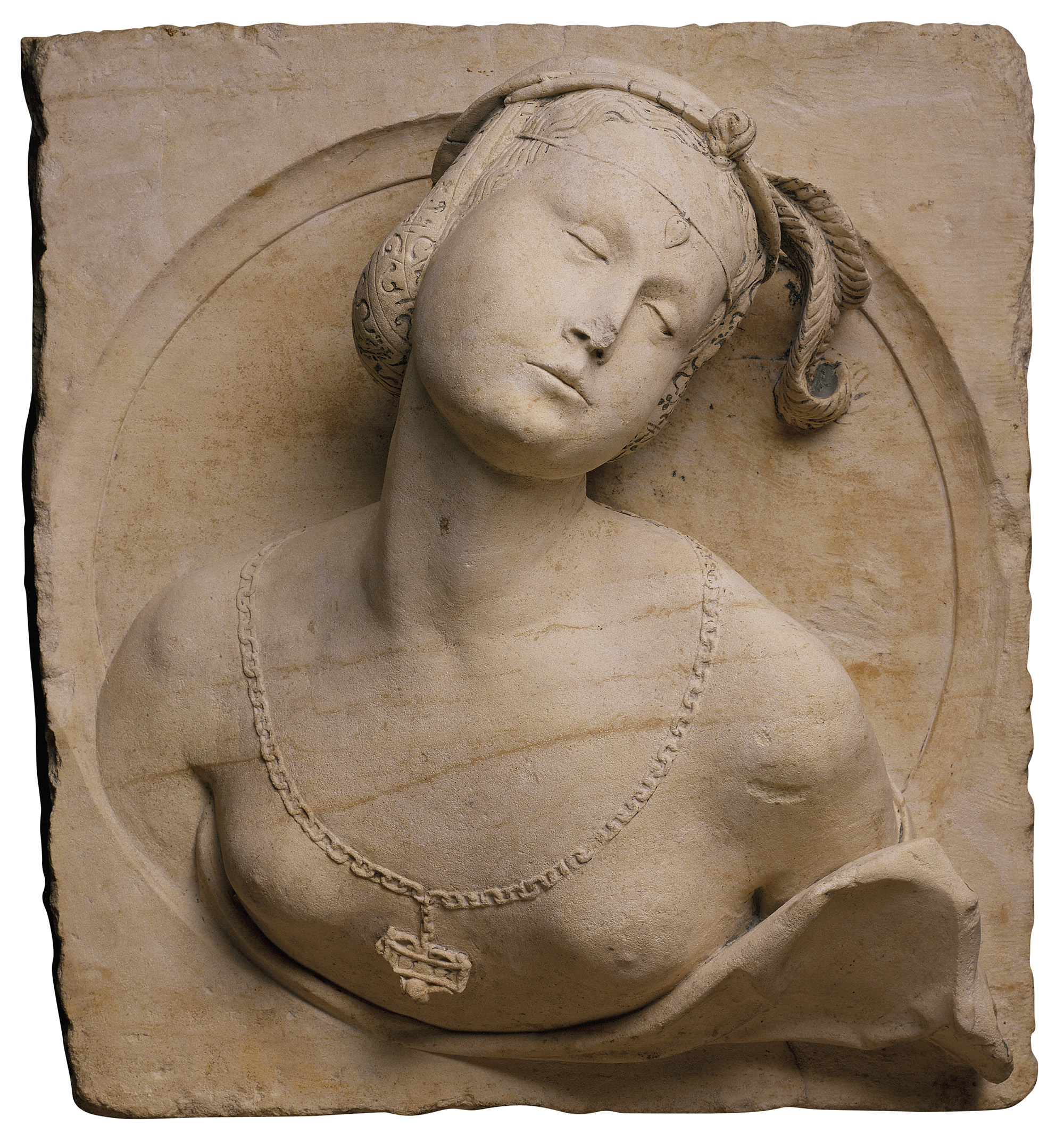
École de la Renaissance française, Buste de femme en médaillon (1532).

- Buste de femme en médaillon, anonyme, France, 1535. Calcaire, 60 × 56,5 × 24,5 cm. (Acquis par échange avec le musée de Vienne en 1907, Inv. D 792)
Cette sculpture représente une femme en buste en forte saillie, présentant une pose alanguie, la chevelure tenue par un filet élaboré, coiffée d'un chapeau à plume et la poitrine dénudée ornée d'un collier décrivant une courbe parfaite. Le buste est représenté sortant d'une draperie.
Taillé dans un calcaire blond, il était placé dans une maison de Vienne probablement en partie haute ainsi que le suggère l'effet de perspective appliqué au buste. La forte saillie est typique de la Renaissance française, son visage fin et ses lèvres et yeux entrouverts créent une beauté délicate, raffinée, ronsardienne[15],[16].
- Ange et Vierge de l'Annonciation, Anonyme siennois, Milieu du XIVe siècle. Bois de noyer polychrome, 175 × 51 × 46 cm et 171 × 51 × 31 cm. (Acquis en 1884, Inv. D 234 et D 235)

### XVIIesiècle

#### Œuvres

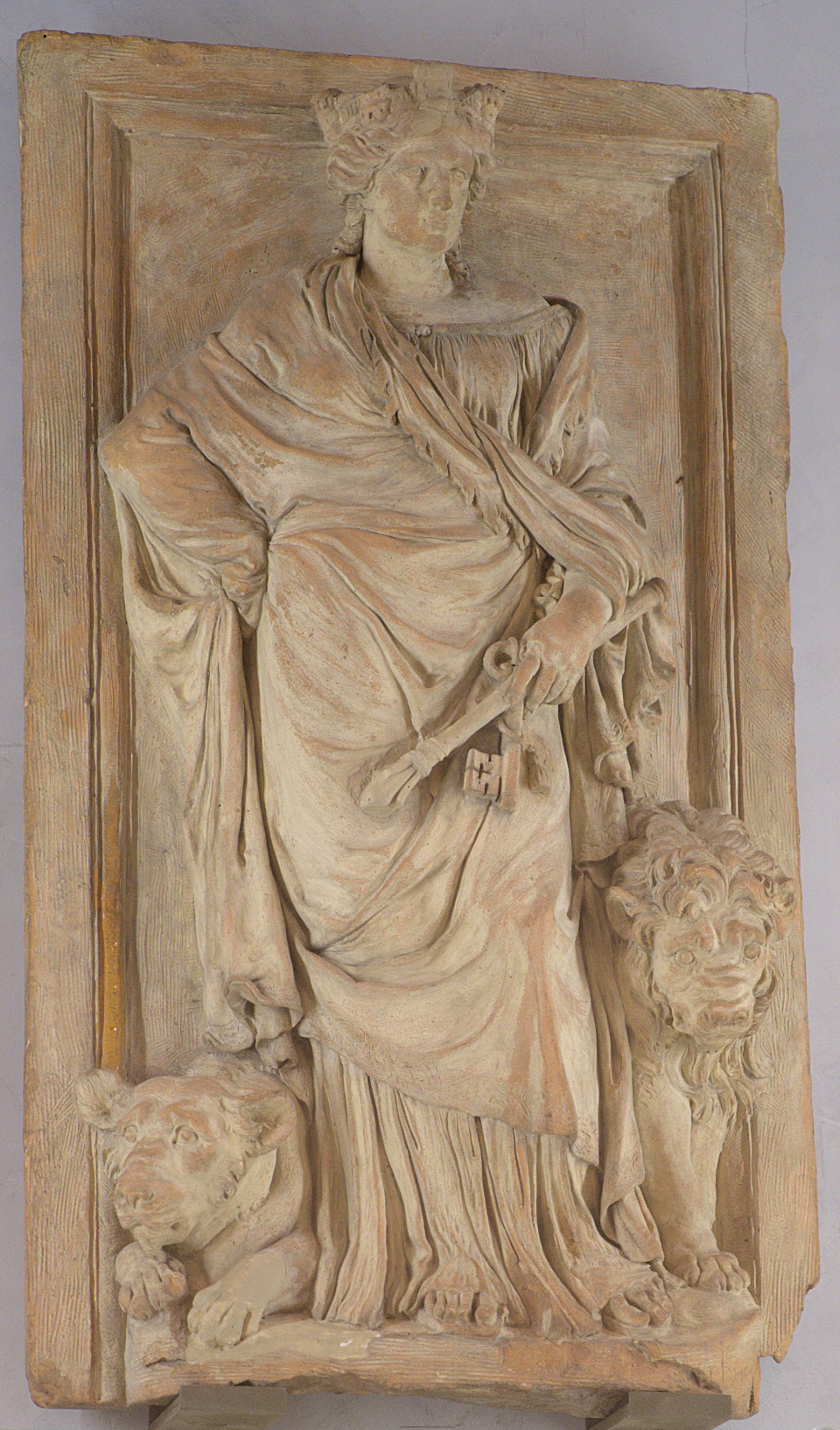
Artus Quellinus, Cybèle.

- Cybèle[17], Artus Quellinus, XVIIe siècle 3e quart : Date estimée, (Don de M. Baverey, 1925[N 3], Inv. no   B 1365[N 4])
Bas-relief, 69 x 39 x 40 cm, terre cuite[N 5].
Lorsque ce bas-relief a été donné au musée, il était attribué à Joseph Chinard à cause de l'inscription qu'il porte. Toutefois, l'analyse que Madeleine Rocher-Janeau effectue en 1978, sans rejeter l'attribution, soulève la difficulté que ce bas-relief n'est connu ni par des écrits de Chinard, ni des spécialistes du sculpteur lyonnais. Avec cette première attribution, il était admis que la figure représenterait la Ville de Lyon. De nos jours, il est admis que Chinard n'est pas l'auteur car la signature a été faite après cuisson alors que le sculpteur écrivait systématiquement son nom avant celle-ci[N 6]. Le premier à proposer une autre attribution est le professeur Theverkauff des Musées d'État de Berlin qui le rapproche d'une estampe de Cybèle d'après une œuvre de Artus Quellinus l'ancien. Puis, Frédérique Brinkerink a attiré l'attention sur la grande similitude entre ce bas-relief et une sculpture du Rijkmuseum attribuée à Artus Quellinus l'ancien et datée de 1651.
Le bas-relief représente une figure féminine entourée d'un lion et d'une lionne, avec une couronne, un sceptre fleurdelisé et une clef dans la main gauche[18].
Exposition : 1990, Palais Saint-Jean, Une femme, deux fleuves, un lion. Allégories et symboles relatifs à la ville de Lyon depuis sa fondation jusqu'à nos jours Lyon, no 9

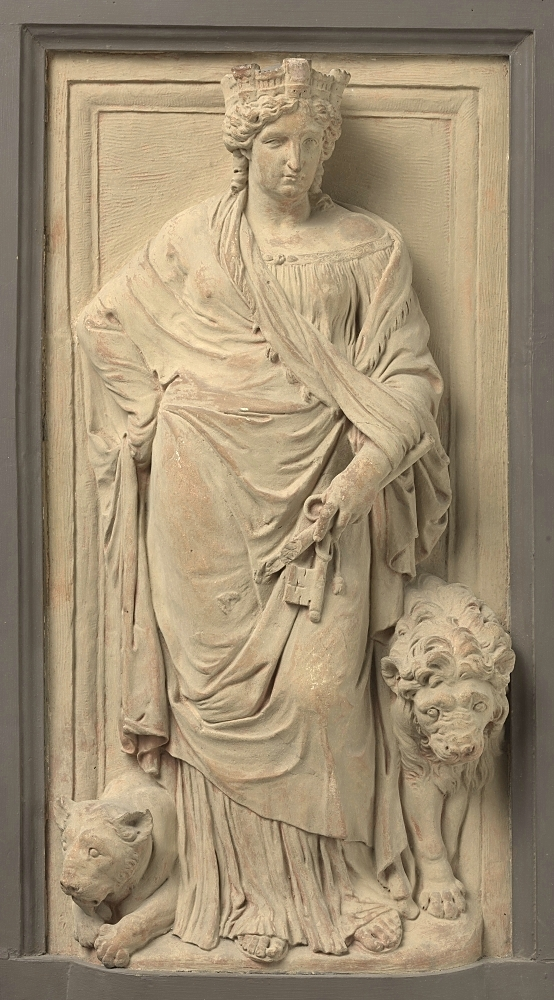
Relief de Cybèle conservé au Rijksmuseum.
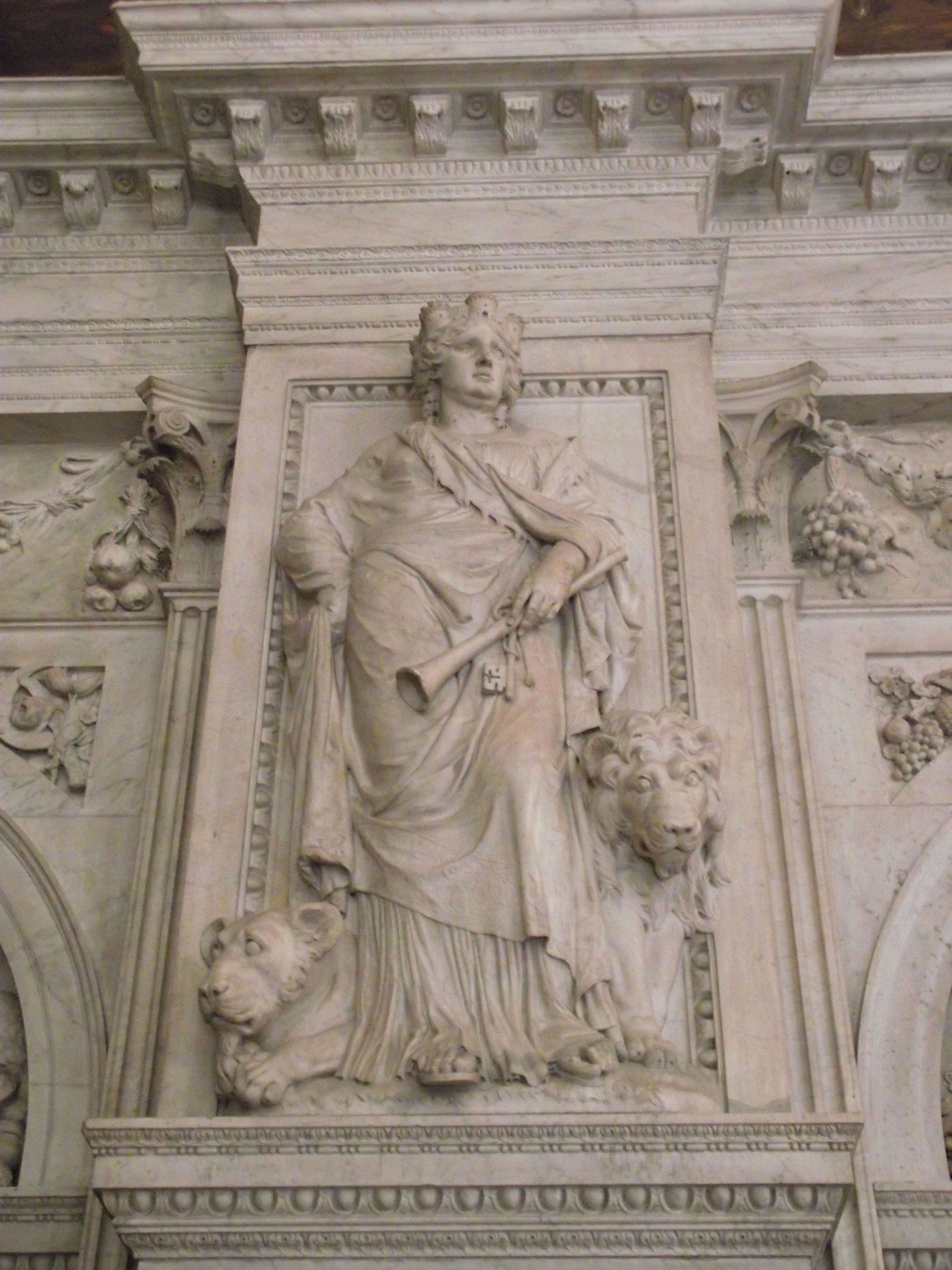
Relief attribué à Artus Quellinus situé au Palais royal d'Amsterdam.

- Saint-Pierre[19], artiste inconnu, France, XVIIe siècle, (Don de l'Association des amis du musée pour 2 800 francs en 1968, Inv. no 1968-152)
Ronde-bosse, 103,5 x 58 x 79 cm, bois polychromé.
Cette sculpture, découverte dans une maison de la région lyonnaise est une figure d'applique, les traces d'accrochage sont visibles au revers. Elle provient probablement d'un décor d'église. Si elle a été désignée sous la mention de « Saint-Pierre », son torse nu et sa barbe très longue évoquent plutôt un saint Jérôme pénitent[20].
- Tête de profil tournée vers la droite, saint-pierre ?, artiste inconnu, France, milieu du XVIIe siècle, (date et mode d'acquisition inconnu, Inv. no   H 1920)
Fragment de haut-relief, 26 x 24 x 15 cm, pierre polychromée.
« Le visage de profil d'applique présente le type iconographique traditionnel de saint Pierre, tonsuré, portant une courte barbe noire. Il est vêtu d'une chape dorée ornée d'un décor de quadrillage et d'une fleurette, qui doit correspondre à la figuration de l'apôtre en pape »[20].
- Tête de mort laurée[21], artiste inconnu, France, XVIIe siècle, (achat auprès de Mme Dugon pour 450 francs en 1977, Inv. no 1977-5)
Bas-relief, 23,5 x 15,5 x 40 cm, marbre[22].
Ce crâne funéraire couronné de laurier est typique de décor de tombeaux de cette époque. La qualité du matériau, un très beau marbre, indique qu'il devait appartenir à un monument important, car on n'emploie rarement ceux-ci pour un élément somme toute secondaire. Il est délicat de vérifier la provenance de cette tête de mort malgré l'indication anonyme du revers qui indique le double tombeau  d'Henri Ier de Guise et de son épouse Catherine de Clèves au sein de la chapelle du Collège des Jésuites d'Eu ; mais elle est vraisemblable. Les sculpteurs qui ont travaillé sur ces tombeaux sont Barthélemy Tremblay, Germain Gissey et Martin Dupont[23].

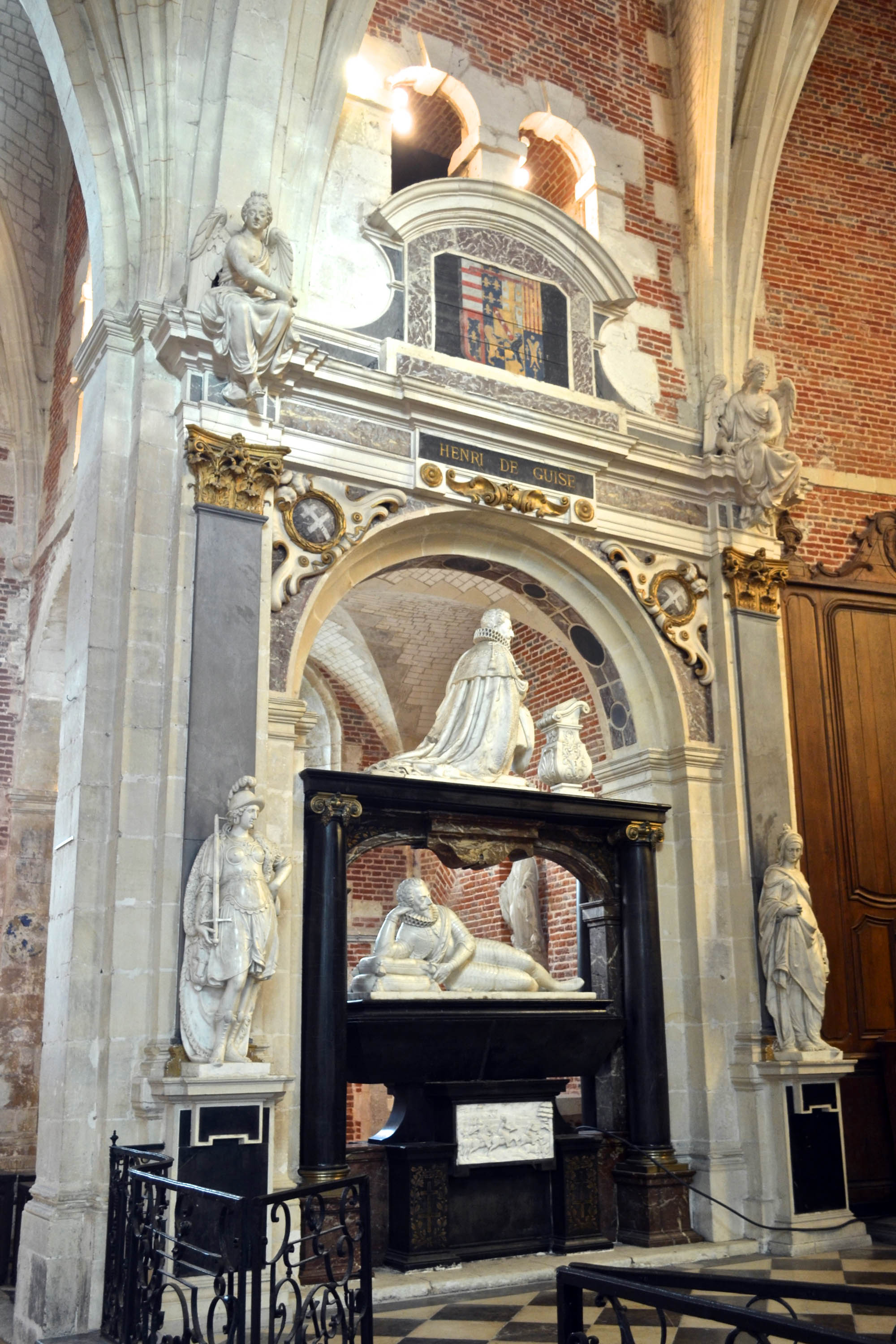
tombeau d'Henri de Guise.
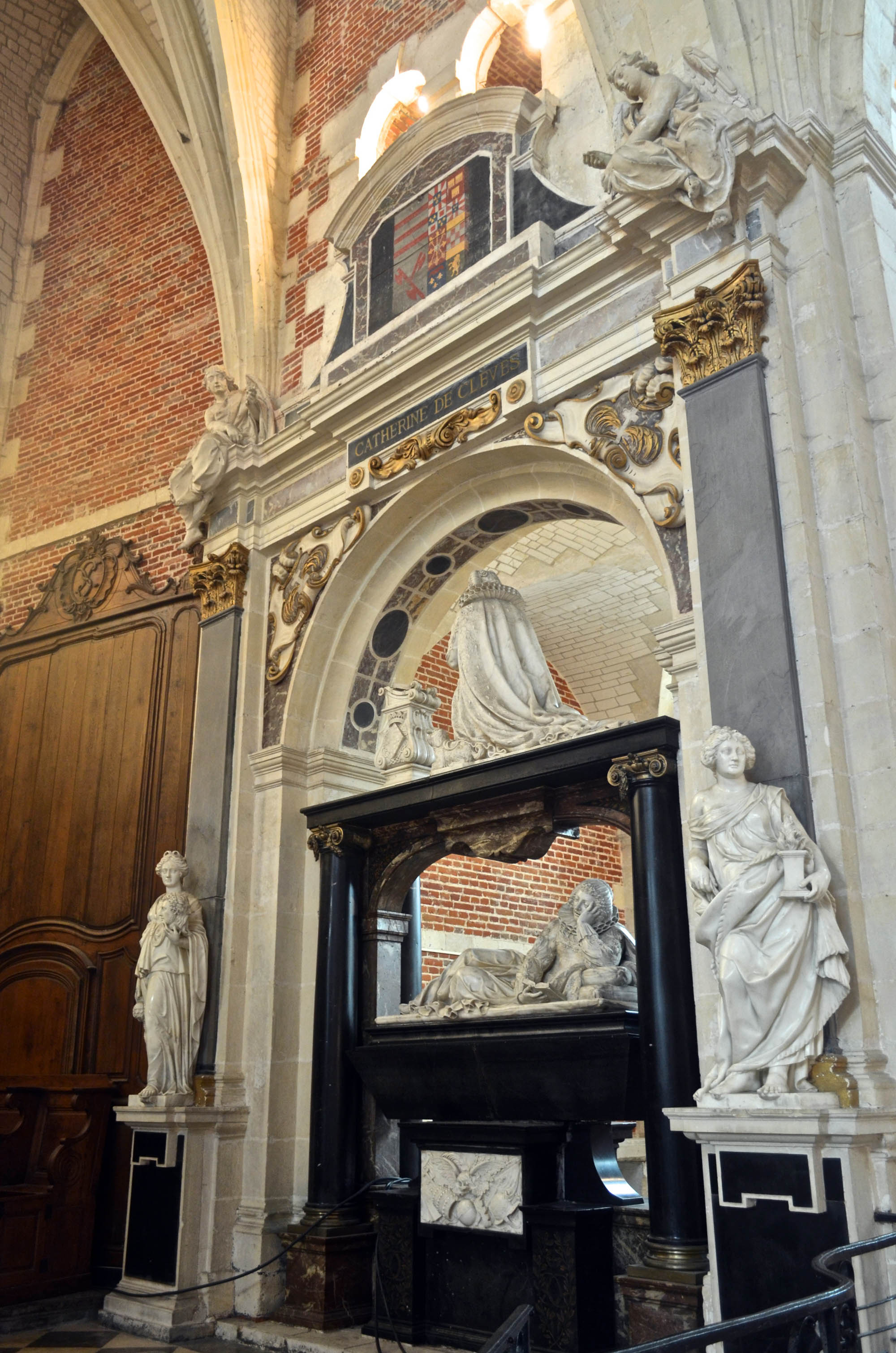
tombeau de Catherine de Clèves.

#### Artistes
- Thomas Blanchet , escalier d'honneur et réfectoire
- Marc Chabry.
- Antoine Coysevox.
- Simon Guillaume, escalier d'honneur et réfectoire

#### Galerie

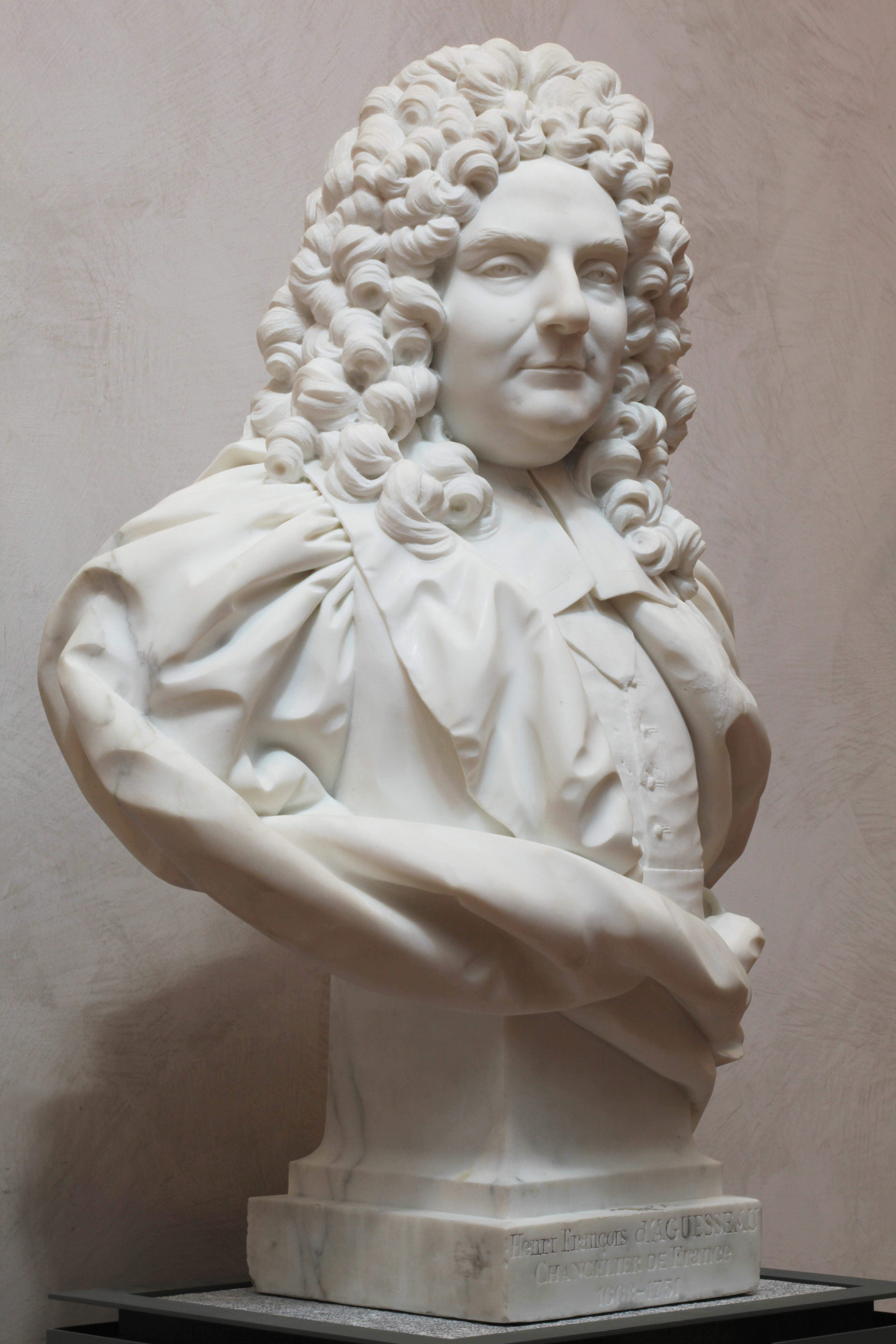
Jean-Baptiste Stouf, Henri-Francois d'Aguesseau.
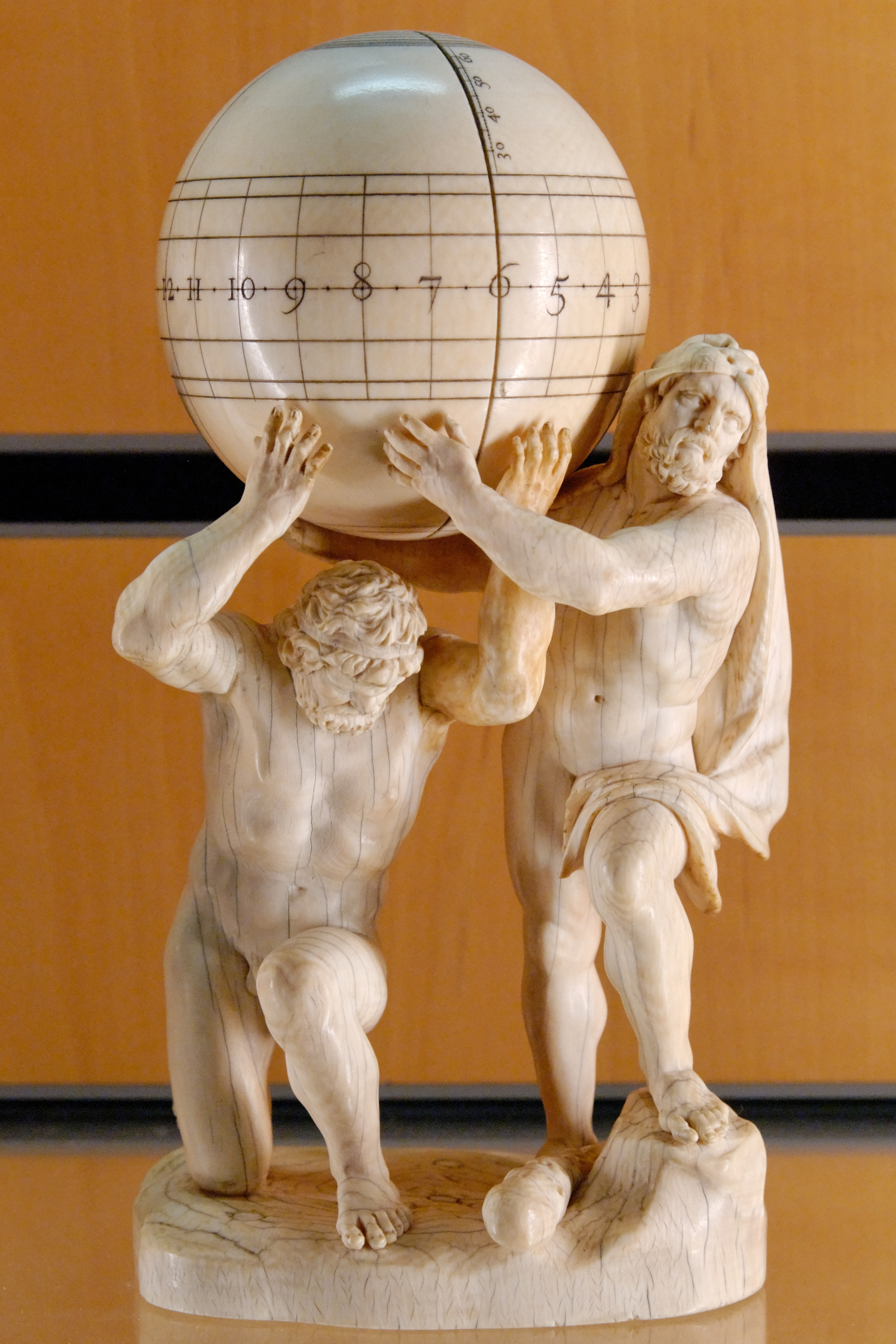
Atlas et Hercule portant une sphère. Ivoire. Acquisition Lambert Collection; legs, 1850.

### XVIIIesiècle

#### Étienne Maurice Falconet

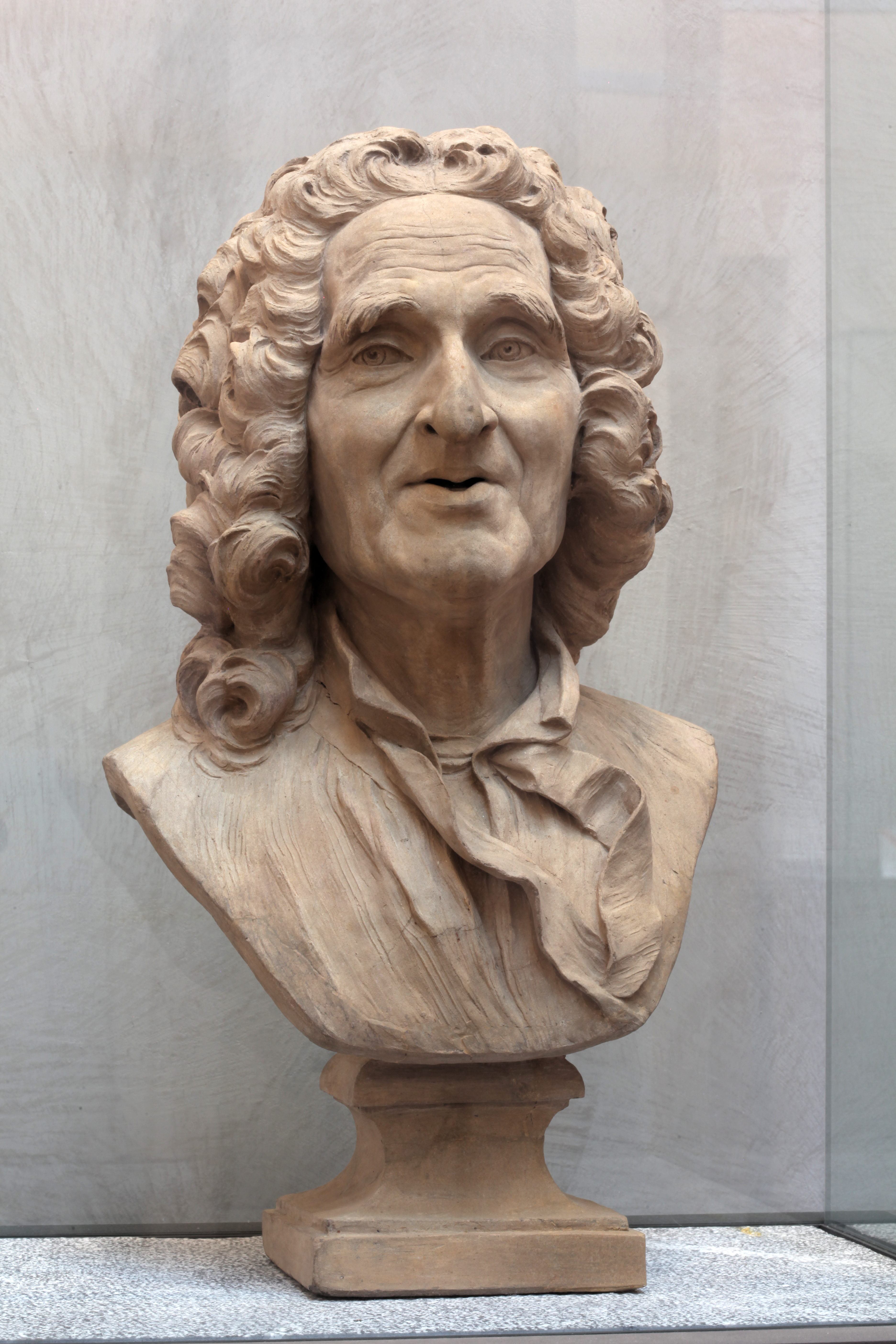
Étienne Maurice Falconet, Le Docteur Camille Falconet (1747).

- Le Docteur Camille Falconet, 1747. (Dépôt de la bibliothèque municipale de Lyon, 1904, Inv. B 675)
Buste, terre cuite, 54 x 30 x 25 cm.
Ce buste fixe Camille Falconet à l'âge de soixante dix-sept ans, doté d'une large perruquet et simplement vétu d'une chemise au col ouvert. Le modelé particulièrement réaliste présente une physionomie ouverte. Sur l'arrière, une inscription en grec dit : « Des deux homonymes, l'un a reproduit l'autre par la plastique ; le jeune a représenté le vieux ».
Camille Falconet ne semble pas avoir eu de relations de parenté avec le sculpteur. Ce dernier présente l'année de sa réalisation le buste au Salon. Il réalise un second buste en 1760 en marbre, qui est conservé au musée des Beaux-Arts d'Angers[24].
« Ce portrait sans concession nous donne à voir un homme âgé de soixante-dix-sept ans, dont l'épiderme trahit le passage du temps, mais qui n'en a pas moins le regard vif, un mot d'esprit semblant près à jaillir de ses lèvres entrouvertes »[7].

#### Jean-Baptiste II Lemoyne

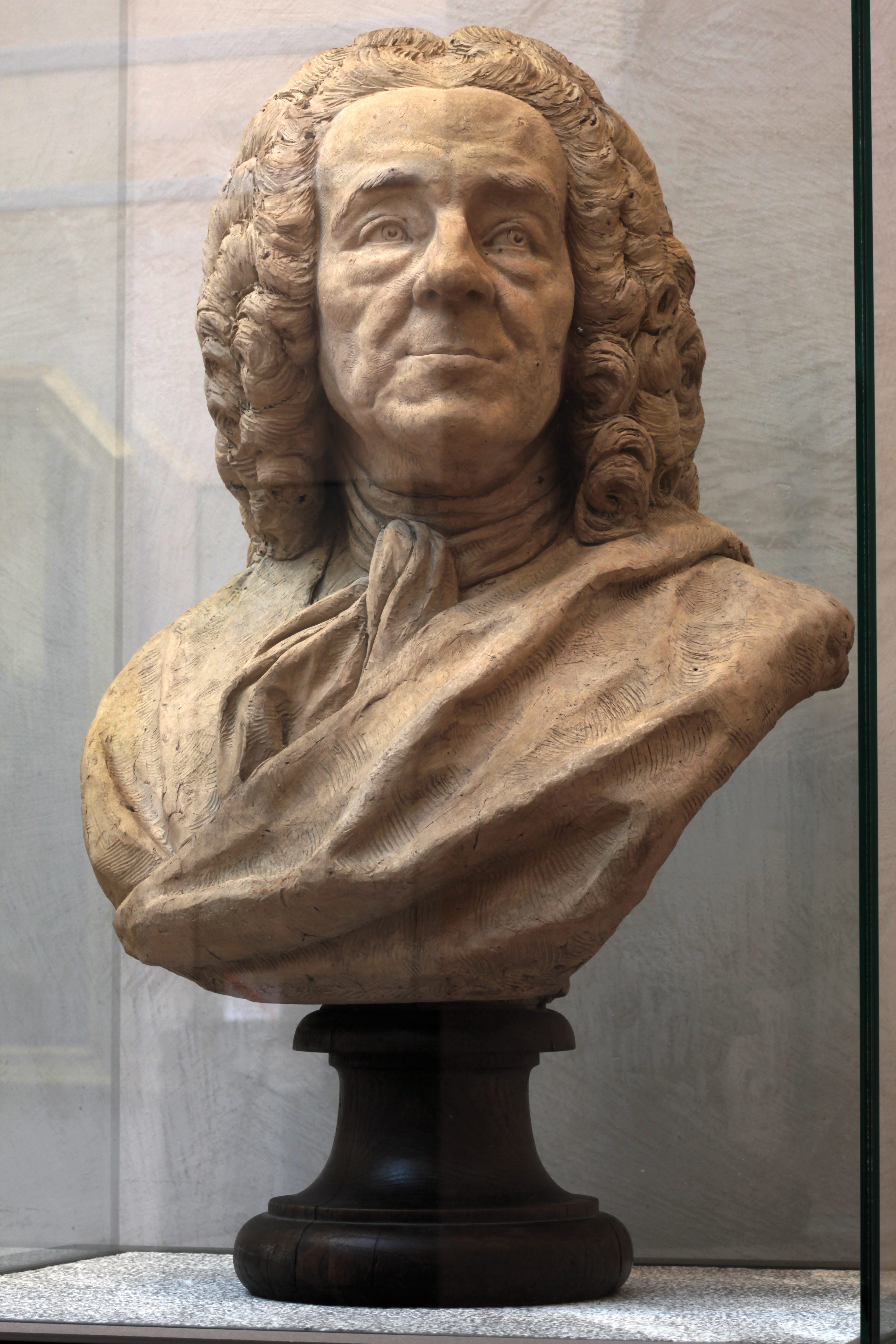
Jean-Baptiste II Lemoyne, Bernard le Bovier de Fontenelle (1748).

- Bernard Le Bouyer de Fontenelle, 1748. (Don des héritiers de Charles Gillet, 1974, Inv. 1974-4)
Buste, terre cuite, 59 x 36 x 26 cm. 
Cette œuvre représente l'un des fondateurs de la philosophie des Lumières, Bernard Le Bouyer de Fontenelle. Réalisée en même temps que ceux de Voltaire, de La Tour et de Mlle de Bonnac, elle a été exposée au Salon de 1748. « Modelée avec virtuosité, elle se distingue par sa très haute qualité d'exécution. L'artiste est parvenu à rendre à la fois la bonhomie de son modèle et la vivacité d'esprit de l'auteur des Entretiens sur la pluralité des mondes ».
La terre cuite originale a été offerte à l'Académie des sciences de Paris en 1771 et l'exemplaire du musée de Lyon pourrait être celui connu dans une vente publique de 1782[25].

#### Clément Payet

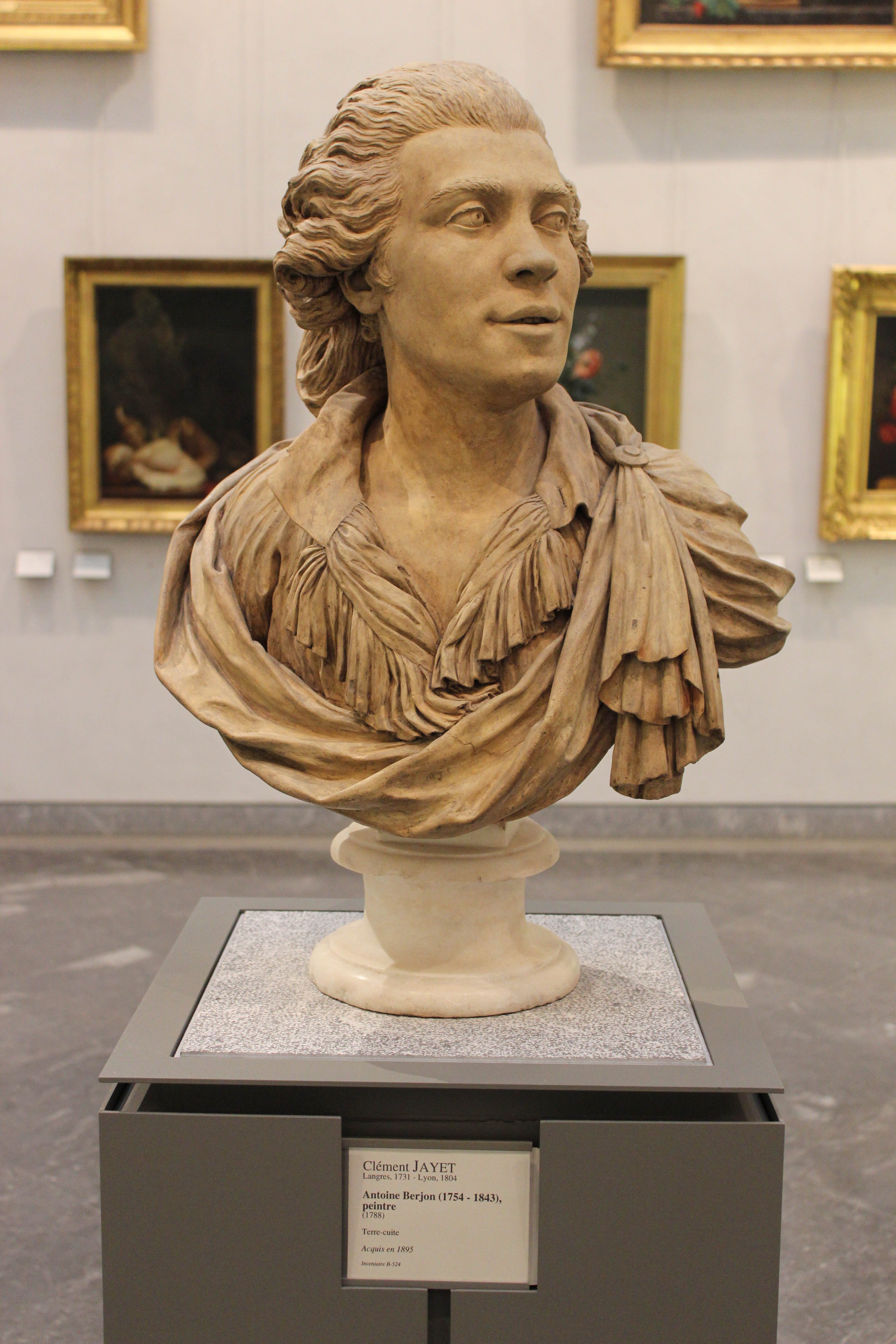
Buste d'Antoine Berjon, 1788

- Antoine Berjon, 1788. (achat en 1895 auprès de Jean Reignier pour 300 francs, Inv. B 524[26])
Buste, terre cuite, 67.5 x 49.5 x 30,5 cm[N 7].
Ce buste relève du portrait d'amitié, type fréquent au siècle des Lumières, associant autant les valeurs d'individualité que de sociabilité. Il semble s'adresser à quelqu'un qu n'est pas le spectateur, avec ses lèvres entrouvertes, son regard et sa tête tournés sur le côté. Clément Jayet a également mêlé la référence aux statues classiques et une certaine désinvolture en le vêtant tout à la fois d'une chemise ouverte et d'une toge retenue par une fibule. Le sculpteur a utilisé ce même mélange pour réaliser le buste de Joseph Chalier[N 8]. Cette image tranche avec les autoportraits réalisés par Berjon où il se montre plus formel et statique dans celui conservé au musée des beaux-arts de Lyon ou plus direct et débraillé sur celui conservé au musée des Tissus et des Arts décoratifs[27].
« Le sculpteur cherche à exprimer le sentiment même de la vie et livre une sorte d'instantané, la chaude couleur et la malléabilité de la terre contribuant à cette impression. La plasticité et le mouvement font tout le prix de cette œuvre, dans laquelle le brio se dispute au naturel : Jayet creuse de nombreux et profonds plis les étoffes de la chemise, du jabot et du manteau, de même qu'il trace des sillons ondulants pour séparer les lourdes mèches de la chevelure »[27].
Une copie en plâtre est déposée à l'Académie des sciences, belles-lettres et arts de Lyon[N 9], une autre est apparue sur le marché de l'art à Chartres en 2016[27].

#### Autres artistes présents au musée
- Augustin Pajou.
- Guillaume Coustou I (1677-1746).
- Claude Michallon (1751-1799).

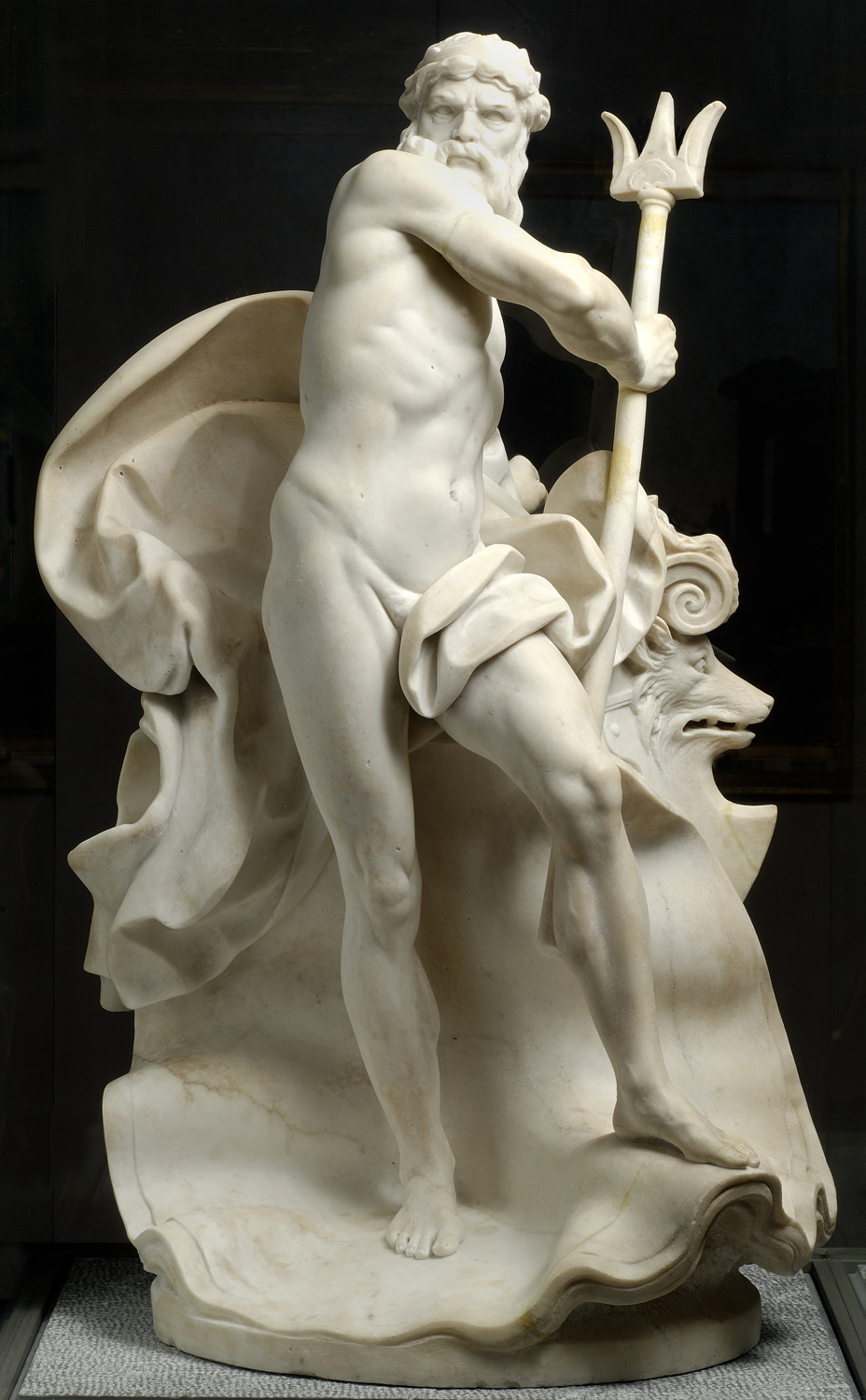
Augustin Pajou, Neptune (1767).

### XIXesiècle
L'art de la fin du XVIIIe et du début du XIXe siècle est celui de l'apogée du néo-classicisme, porté par la vénération de l'art antique et une recherche du « Beau idéal ». Ce courant au sein du musée des Beaux-Arts est largement représenté par la sculpture, notamment par un ensemble du sculpteur lyonnais Joseph Chinard, personnalité majeure de ce mouvement.

### Première moitié du XIXe siècle

#### Joseph Chinard

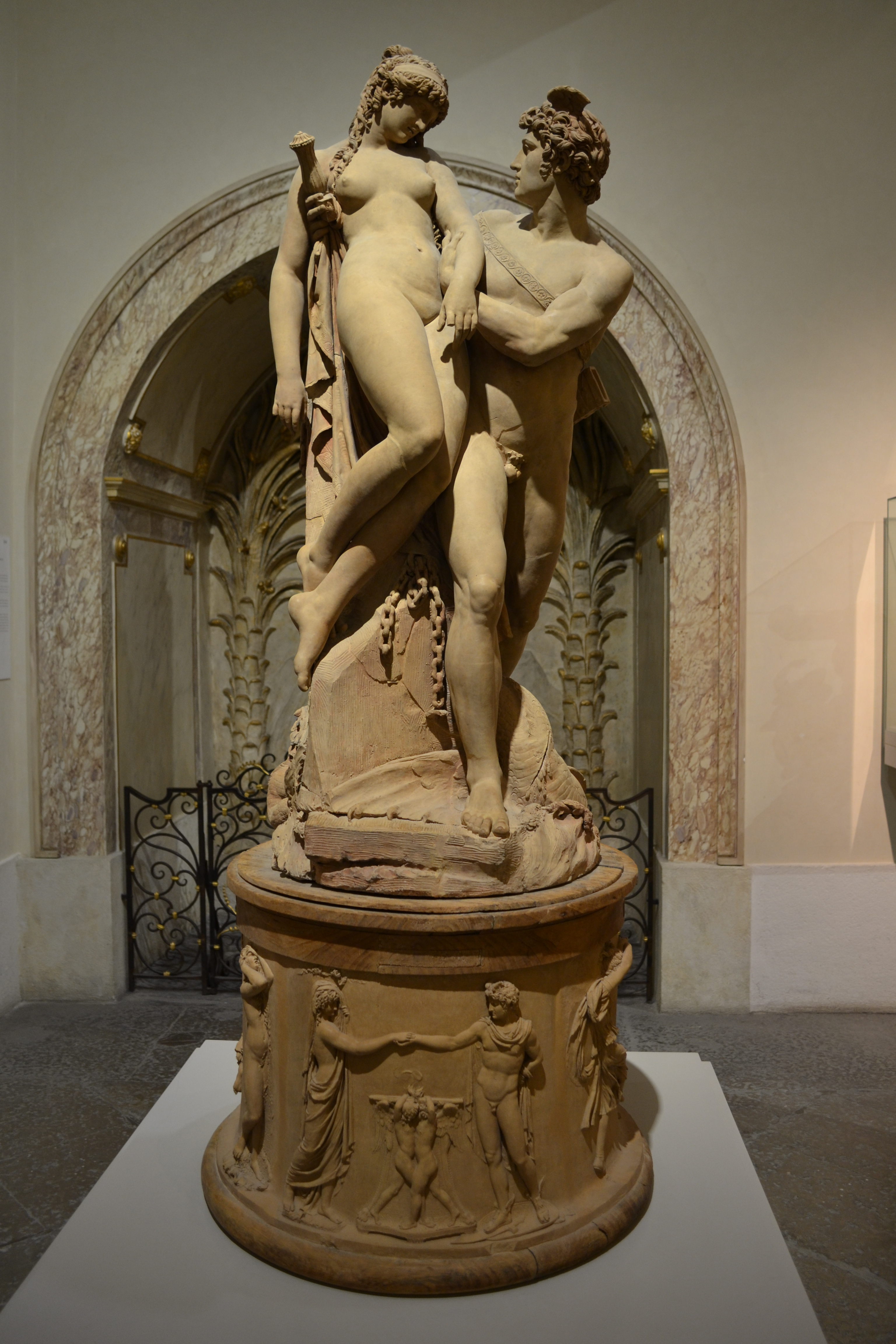
Joseph Chinard, Persée délivrant Andromède.

- Persée délivrant Andromède, Première moitié du XIXe siècle. Marbre, 180 x 77 x 80 cm. (Don de Mme Chinard, Inv. H 810)
Cette statue a été réalisée à l'occasion du concours de l'Académie Saint-Luc de Rome de 1786, où Chinard le remporte, acquérant d'un coup une grande notoriété. L'original en terre cuite étant la propriété de l'Académie, le sculpteur en fait parvenir un exemplaire en plâtre à Lyon et l'intendant Jean-Antoine Terray, à sa vue, lui en commande un en marbre.
La sculpture, pour une raison inconnue, est inachevée. Elle permet toutefois de bien retrouver l’influence de l’école française, de Julien et Pajou. Le langage utilisé est moderne et original.
Le musée conserve également une réplique de l’original en terre cuite réalisé par Chinard en 1791 lors de son second séjour à Rome[29].
- Buste de Juliette Récamier, Joseph Chinard, vers 1805-1806. Marbre, 80 x 42,5 x 30,5 cm. (Acquis en 1909, Inv. B 871)
Ce buste illustre à la perfection la vague néo-classique du début du XIXe siècle[30].

#### Antoine Etex
- Caïn et sa race maudits de Dieu, entre 1832 et 1839. Marbre, 205 x 171 x 153 cm. (envoi de l'État, 1839, Inv. H 807)
Avec cette sculpture, Antoine Étex triomphe au Salon de 1833 face, notamment, au Lion au serpent de Barye et au Pêcheur napolitain de Rude. Entrepris dès 1831 à Rome, cette œuvre entremêle le style de Michel-Ange à une inspiration romantique probablement issue du drame de Lord Byron Caïn de 1821. Même Ingres la salue, tout en s'inquiétant des dangers de la « sculpture d'expression ». De la sculpture sur platre présentée au Salon, l'État commande un exemplaire en marbre en 1836, qui est déposé dès sa livraison au musée de Lyon. Une œuvre directement inspirée de cette pièce est l'Ugolin de Carpeaux actuellement au musée d'Orsay[31].

#### James Pradier
- Odalisque, 1841, (Envoi de l'État, 1841, Inv. H 793). 
statue, marbre, 105 x 94 x 61 cm.
Cette sculpture est l'un des plus beaux nus de Pradier. Cette odalisque a permis au sculpteur de montrer une exceptionnelle virtuosité et une grande originalité. Présentée au Salon de 1841, son audace de représenter une femme nue directement assise sur le sol fut inacceptable pour les Classiques. Le thème est pourtant à la mode et le sujet orientalisant très présent parmi les écrivains et peintres, mais peu chez les sculpteurs. Cette œuvre a manifestement subi l'influence d'Ingres et de sa Grande odalisque[32].

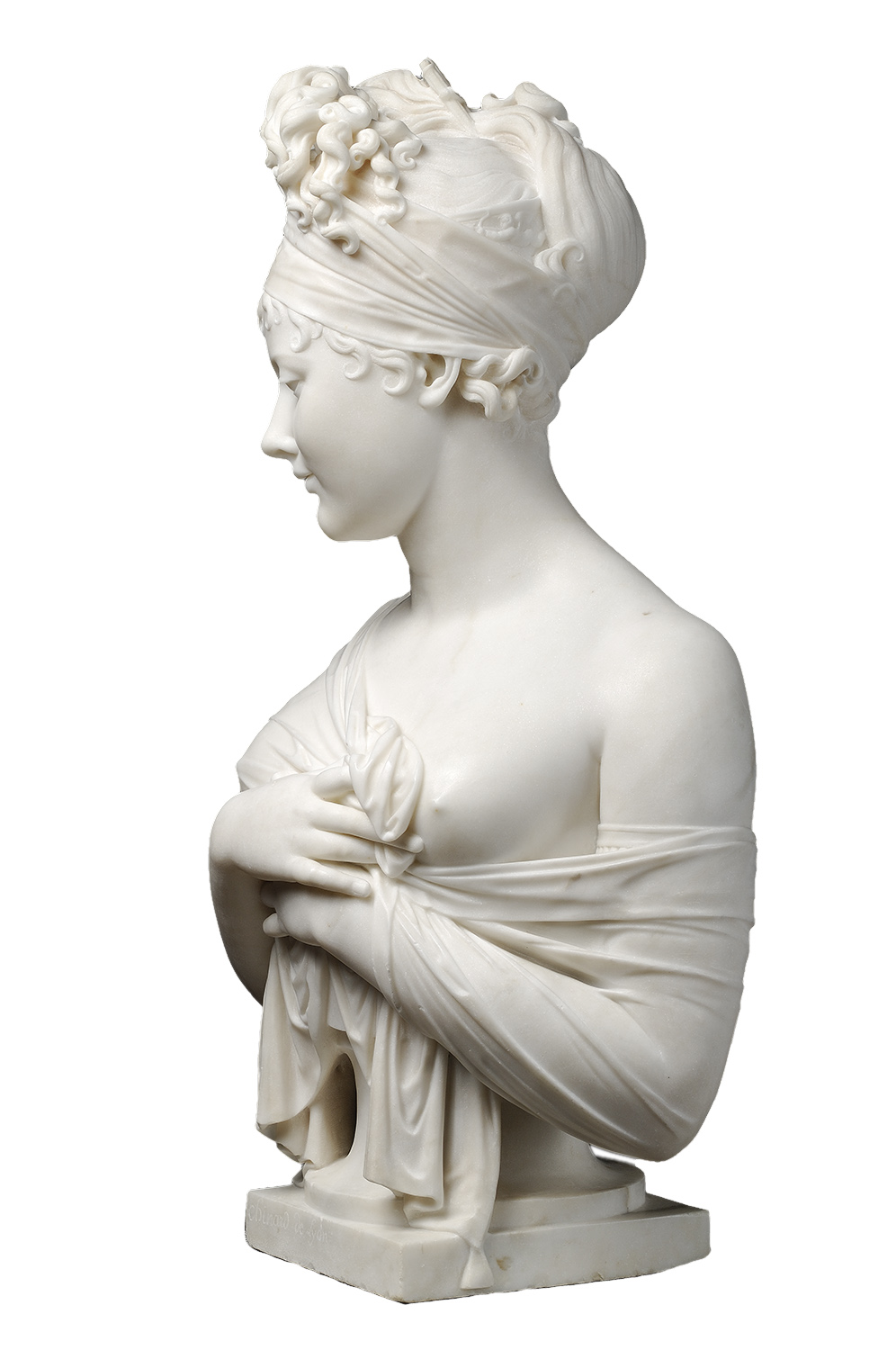
Joseph Chinard, Buste de Juliette Récamier (vers 1805-1806).
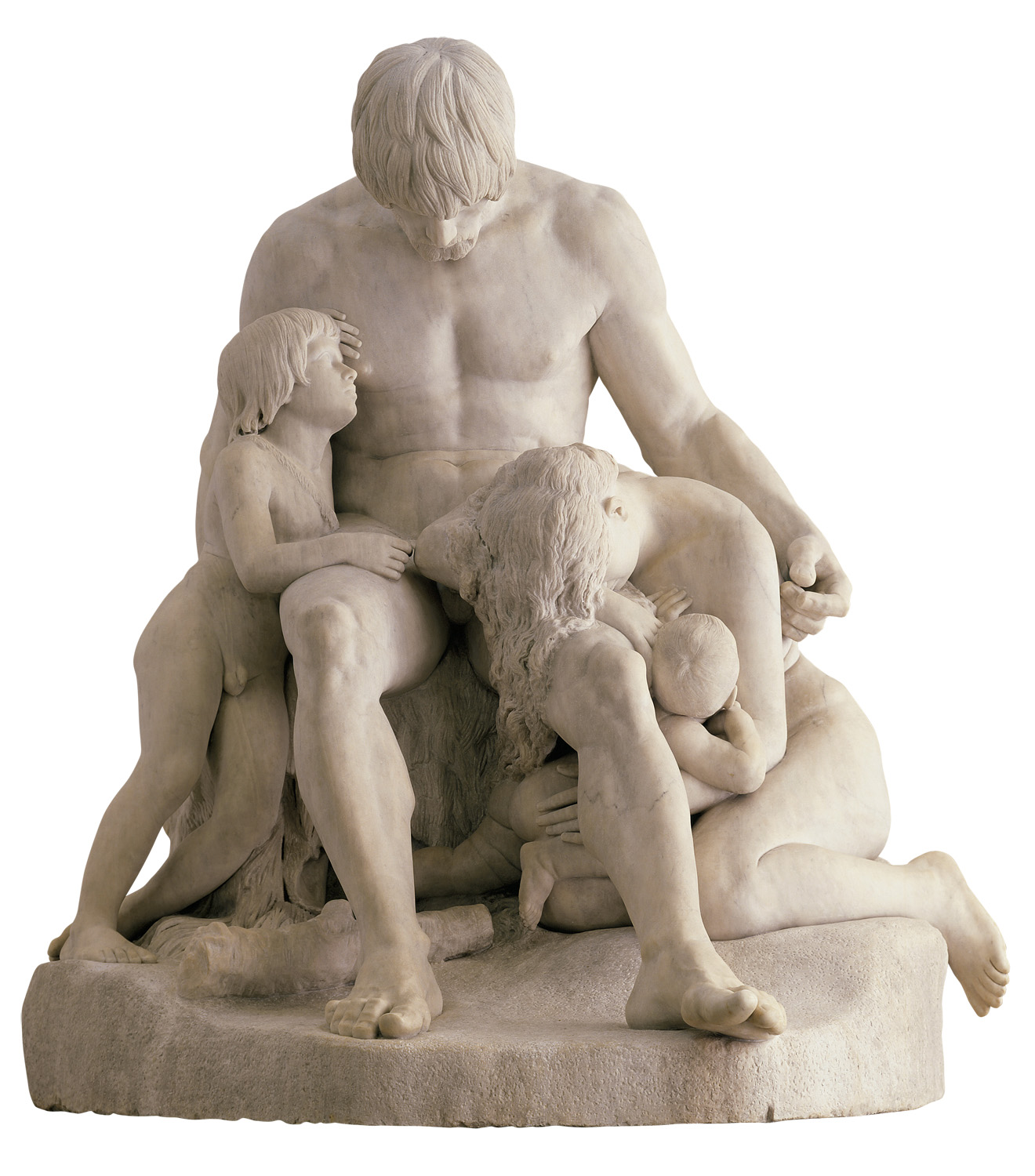
Antoine Étex, Caïn et sa race maudits de Dieu (1832-1839).
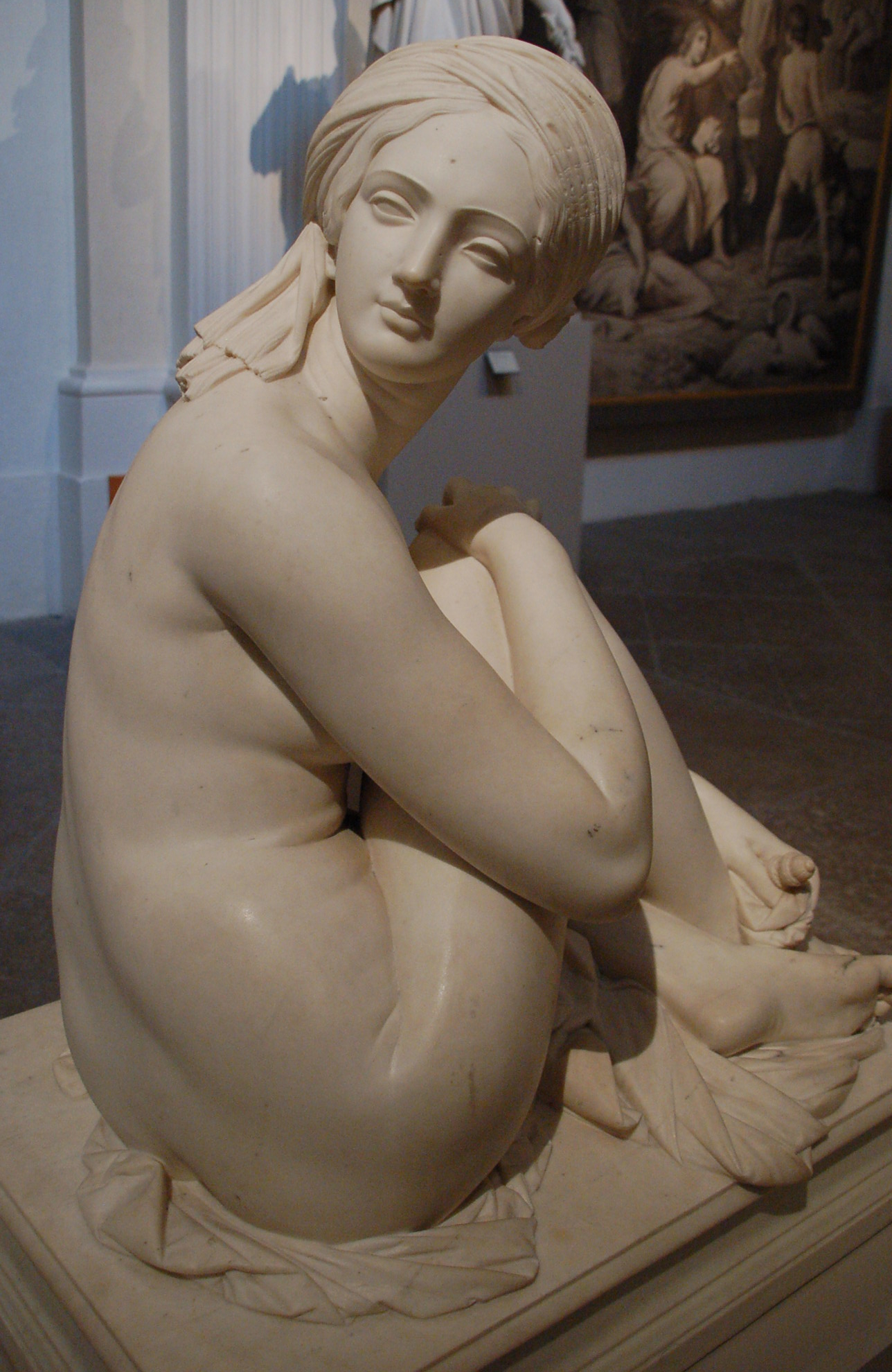
James Pradier, Odalisque (1841).

### Seconde moitié du XIXe siècle

#### Pierre Aubert
- Ernest Meissonier, 1891-1895 (commandée par la ville de Lyon pour 5 000 francs, 1895, inv. no   B 522)
buste, 145 x 74 x 58 cm, marbre
Cette statue commandée pour la galerie des Lyonnais dignes de mémoire est la seule à être une statue à mi-corps. Sa réalisation a été suivie par l'architecte en chef de la ville Abraham Hirsch.
Cette statue réalisée peu après le décès du peintre a une volonté commémorative, en témoigne le laurier représenté en bas du buste. Elle a été réalisée d'après une documentation photographique[33].
Exposition : 1894, Lyon, Exposition universelle, no 1210 ; 1895, Paris, SAF, no 2830.

#### Louis-Ernest Barrias

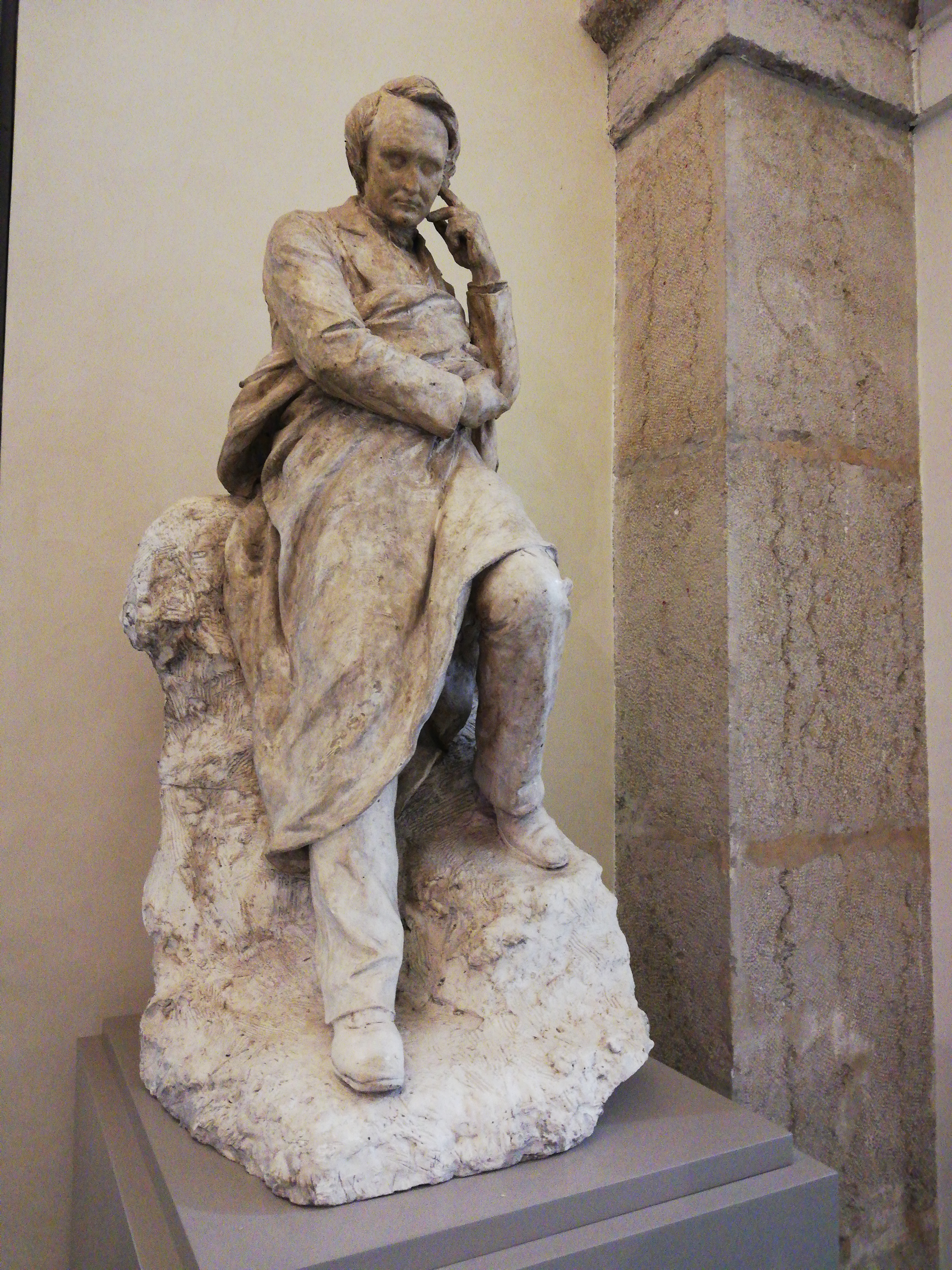
Maquette de Barrias pour un monument public dédié à Victor Hugo.

- Victor Hugo, 1896-1900 (commande à l'artiste à l'issue d'un concours, inv. no   B 836)
statue, 118 x 59 x 58 cm, plâtre
La maquette est réalisée après que Barrias ai gagné un concours secret pour l'érection d'un ensemble monumental dédié à l'écrivain. Barrias gagne le concours pour le monument lui-même, et est accompagné d'Alexandre Falguière pour les bas-reliefs. Comme documentation, Barrias emprunte à Paul Meurice des portraits de Hugo. Après la mort de Falguière, Barrias hérite de la réalisation des quatre bas-reliefs, et en confie deux à André Allar.
La composition est pleinement dans le style néo-baroque en vogue à l'époque et est inaugurée le 26 février 1902. Elle rencontre toutefois de nombreuses critiques, menée par Octave Mirbeau. L'œuvre en bronze est détruite en 1942 par le régime de Vichy dans le cadre de la récupération des métaux non ferreux.
- Les Premières Funérailles, 1878.

#### Jean Carriès

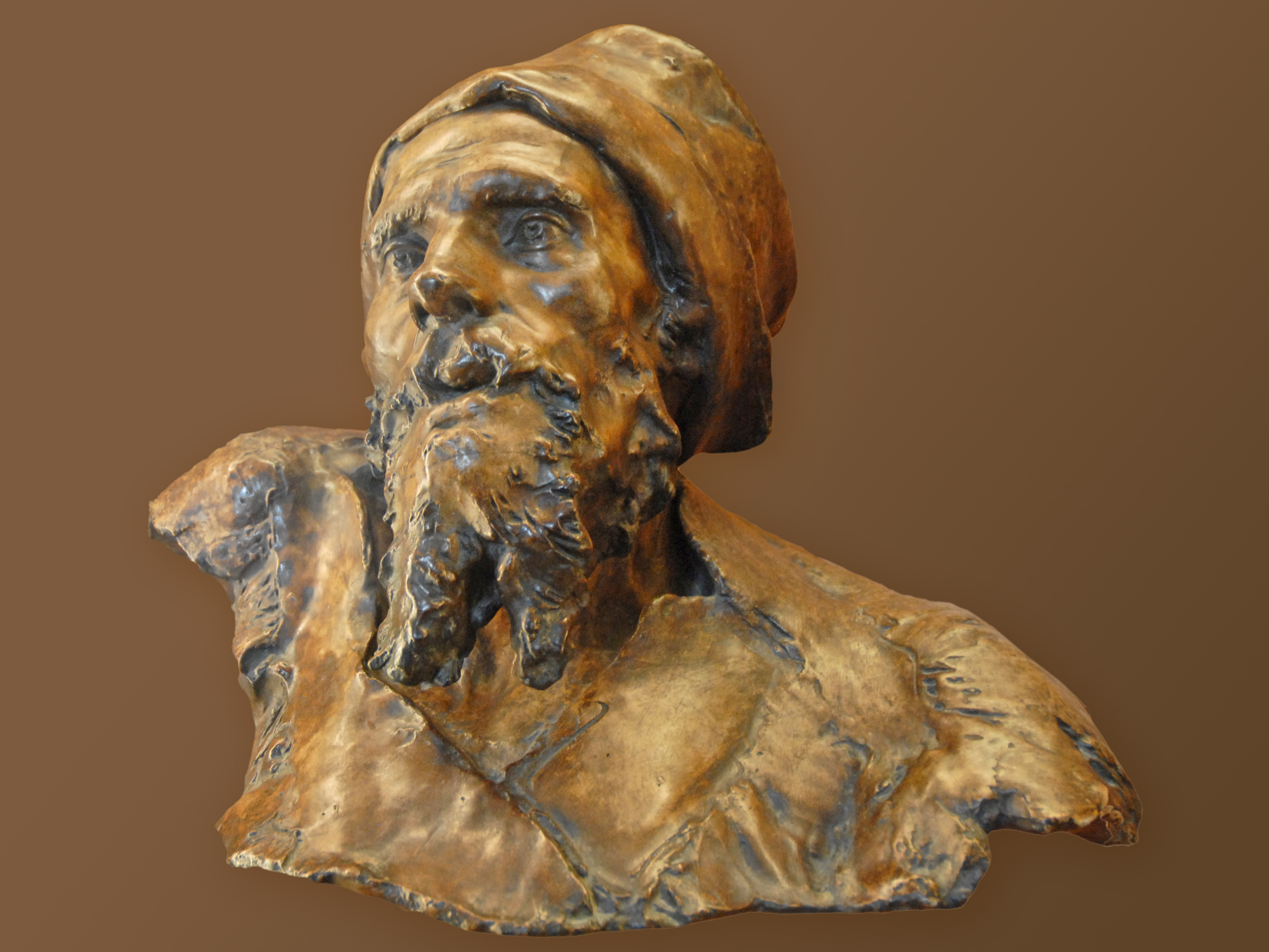
Le Mendiant russe, ou Le Déshérité (vers 1881), Jean Carriès, plâtre patiné.

- Portrait de Louise Labé, 1887, buste en bronze, fonte Bingen, inv. B 1258-a[34] ;
- Le Mendiant russe, ou Le Déshérité, vers 1881, plâtre patiné, inv. 1936-2[34] ;
- Le Guerrier, 1883-1884, plâtre patiné, inv. B 529[34] ;
- Le Guerrier, 1883-1884, plâtre patiné, inv. 1937-51[34] ;
- L'Aveugle, 1879, buste terre cuite, inv. B 1153 bis-u[34] ;
- La Religieuse, ou La Mère Callamande, 1888, buste en cire brune sur support de plâtr, inv. B 1399[34] ;
- Le Désespéré au grand chapeau, 1882, buste en plâtre patiné, inv. B 528[34] ;
- Alphonse Baudin, 1879, buste en plâtre patiné, inv. B 618[34] ;
- Le Cuisinier, dit aussi Le Vieux Magistrat ou L’Homme à la toque, 1883, buste en plâtre patiné, inv. B 530[34] ;
- Bébé à la bouche ouverte, buste en grès émaillé, inv. 1961-106[34] ;
- Bébé dormant les poings sur la poitrine, 1888-1890, haut-relief en plâtre patiné à reflets bruns, inv. 1936-3[34].

#### Philibert Claitte

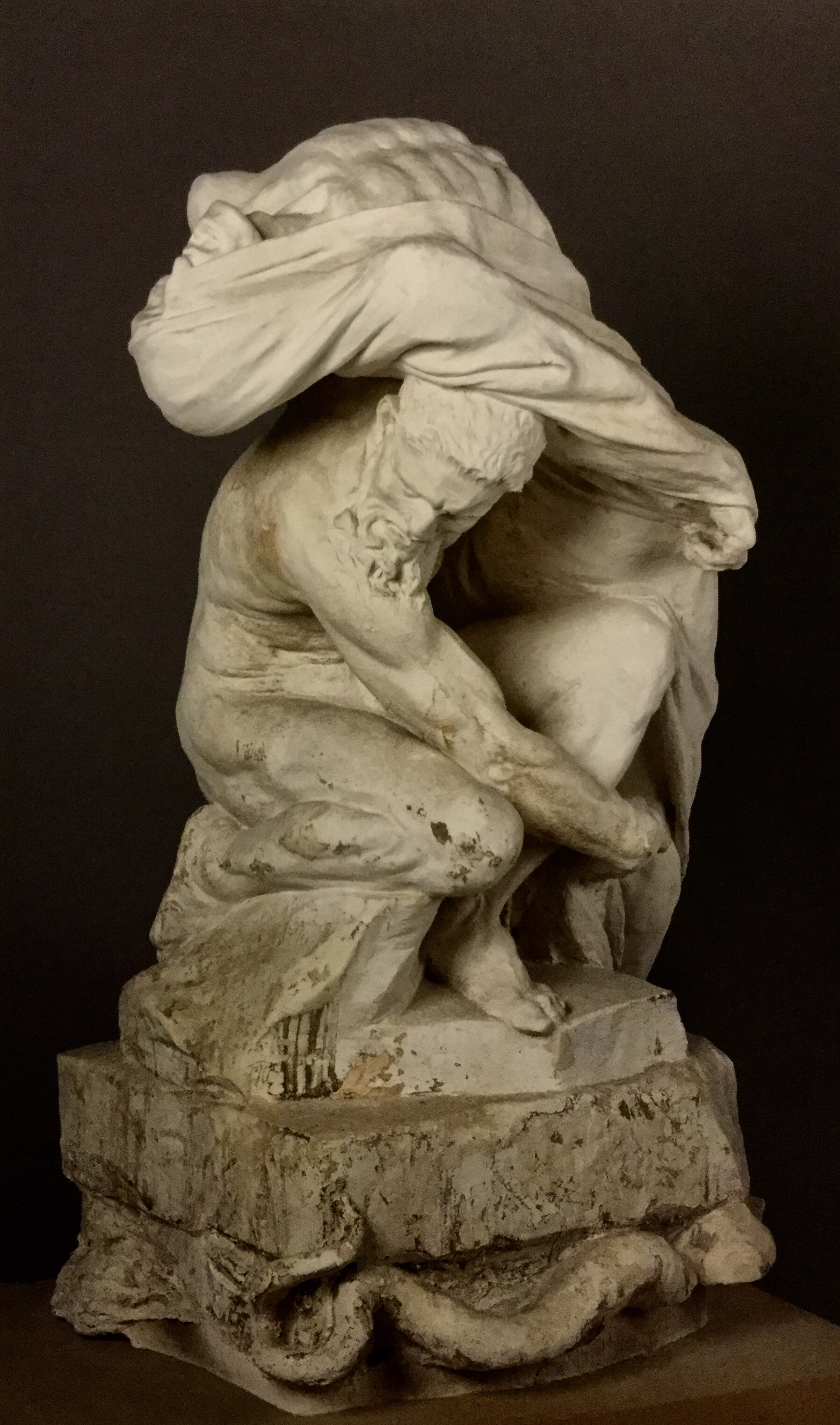
Caron, Philibert Claitte, (env. 1889)

- Caron[N 10], Philibert Claitte, vers 1889. (don de Louise Claitte[N 11], 1993[N 12], Inv. 1993-8)
Statue, 124 x 75.5 x 60 cm, plâtre[N 13].
L'œuvre a été réalisée à Londres. Elle est importante car elle se démarque de l'ensemble des réalisations de Claitte, qui officie essentiellement dans le domaine du buste ou médaillon. À Londres, Claitte travaille avec plusieurs autres artistes français comme Alphonse Legros dont des exilés à la suite de l'épisode de la commune de Paris tel Jules Dalou. Il semble avoir été l'élève de Legros.
Le sujet, caron, le passeur des âmes, est nu et présente un visage bien travaillé, manifestant l'effort de sa charge. Le mort qu'il porte, décharné et bouche béante, le serpent qui enserre le socle accentuent la symbolique de la difficulté de la charge du dieu. Cette œuvre témoigne d'une influence romantique ou pré-expressionniste, Claîtte se déclarant influencé par Rodin. Le côté macabre de la statue peut également être rapproché des créations de Legros ou du Et toujours et jamais !![N 14] d'Émile Hébert[35].
Exposition : 1897, Lyon, SLBA, no 914 ; 1914, Lyon, EU, no 450. Il existe dans les documentations du musée une photographie ancienne représentant l'artiste dans son atelier avec Caron.

#### Léon Cugnot

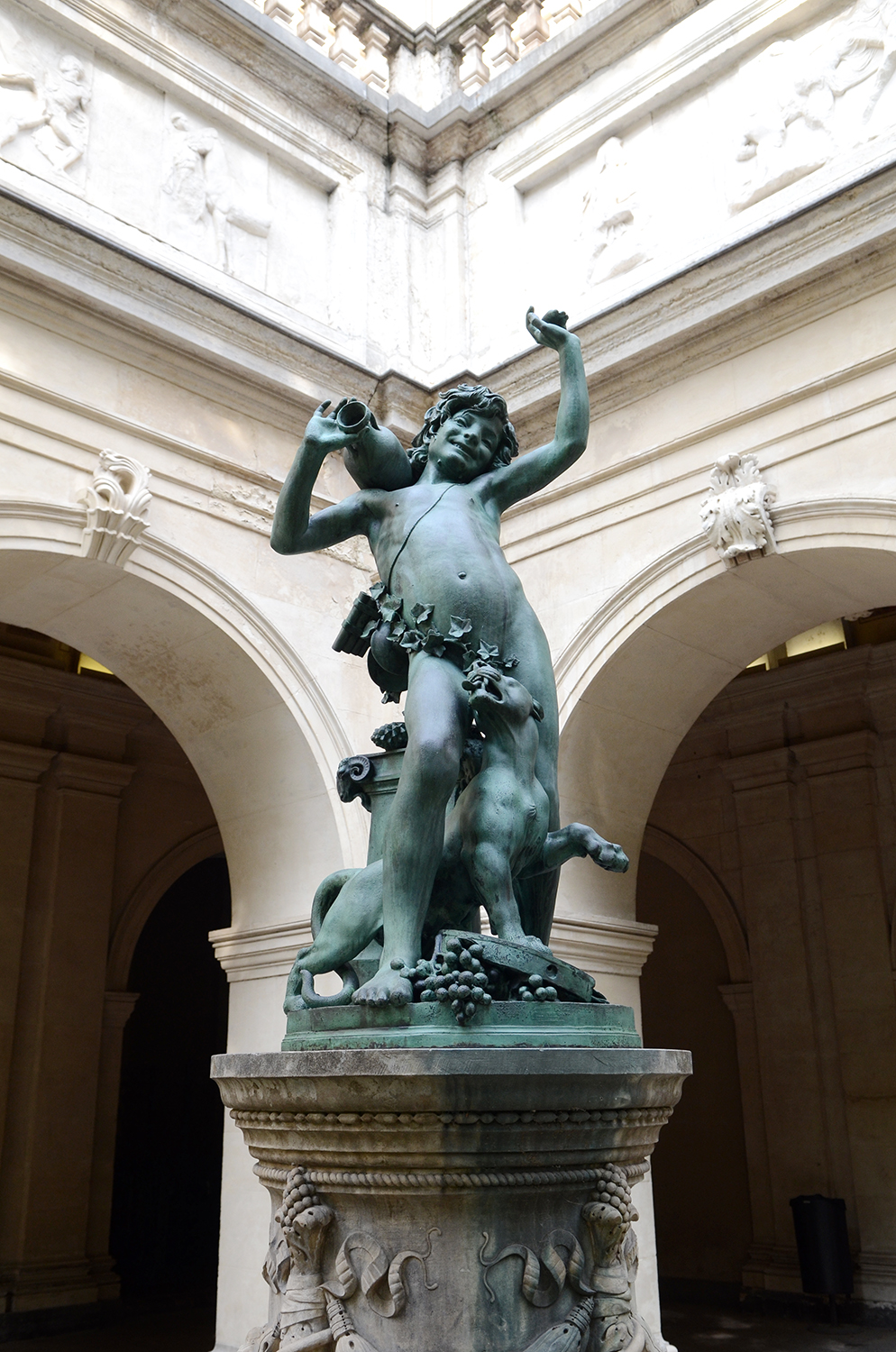
Faune ivre, Léon Cugnot, 1863

- Faune ivre, dit aussi Retour d'une fête de Bacchus, Léon Cugnot, 1863-1870, (acquis par l'état pour 4 000 francs à l'artiste en 1870, envoi au musée en 1871, no   A 3013)
Statue, 145 x 53 x 54, bronze[N 15]
Le faune ivre est une œuvre de jeunesse de Cugnot, conçue lors de son séjour à l'académie de France à Rome. Il s'agit à cette époque d'un poncif de l'art[36].
Exposition : Salon de Paris de 1870, no 4397.

#### Léon-Alexandre Delhomme

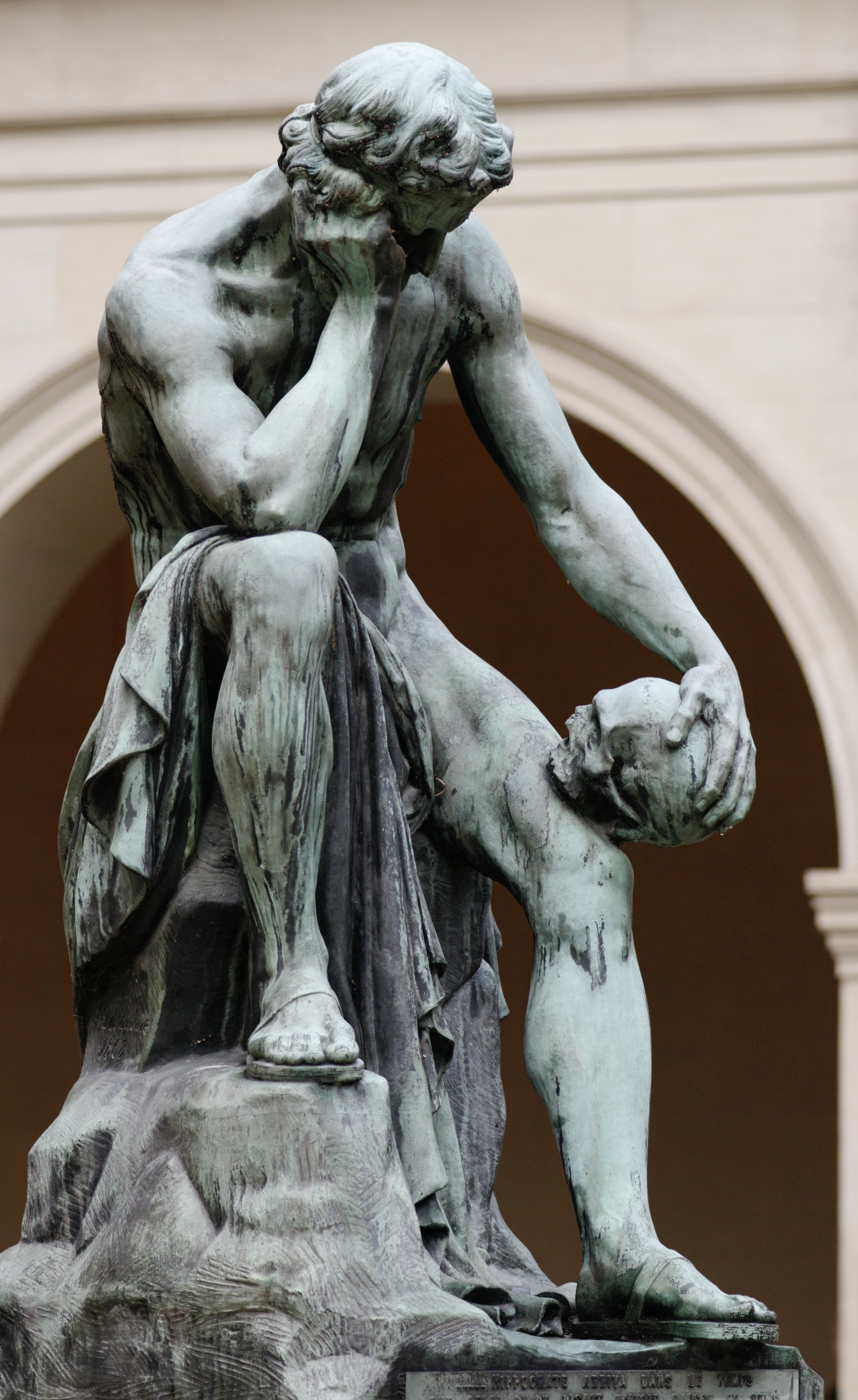
Démocrite méditant sur le siège de l'âme, Léon-Alexandre Delhomme (1868).

- Démocrite méditant sur le siège de l’âme, 1868 (Acquisition de l'artiste pour 4 000 francs)
statue, bronze, 160 x 70 x 90 cm[N 16].
Trois ans après son entrée dans l'atelier d'Augustin Dumont, Delhomme expose au Salon en 1869 son Démocrite méditant sur le siège de l'âme, œuvre qui est probablement une préparation au prix de Rome. Sa sculpture est ensuite exposée à l'exposition universelle de Lyon en 1872 où il remporte la médaille d'or. L'ancien maître de Delhomme Fabisch défend alors l'acquisition du la sculpture par la ville de Lyon qui l'achète pour 4 000 francs. Il est actuellement exposé au jardin du musée[37].

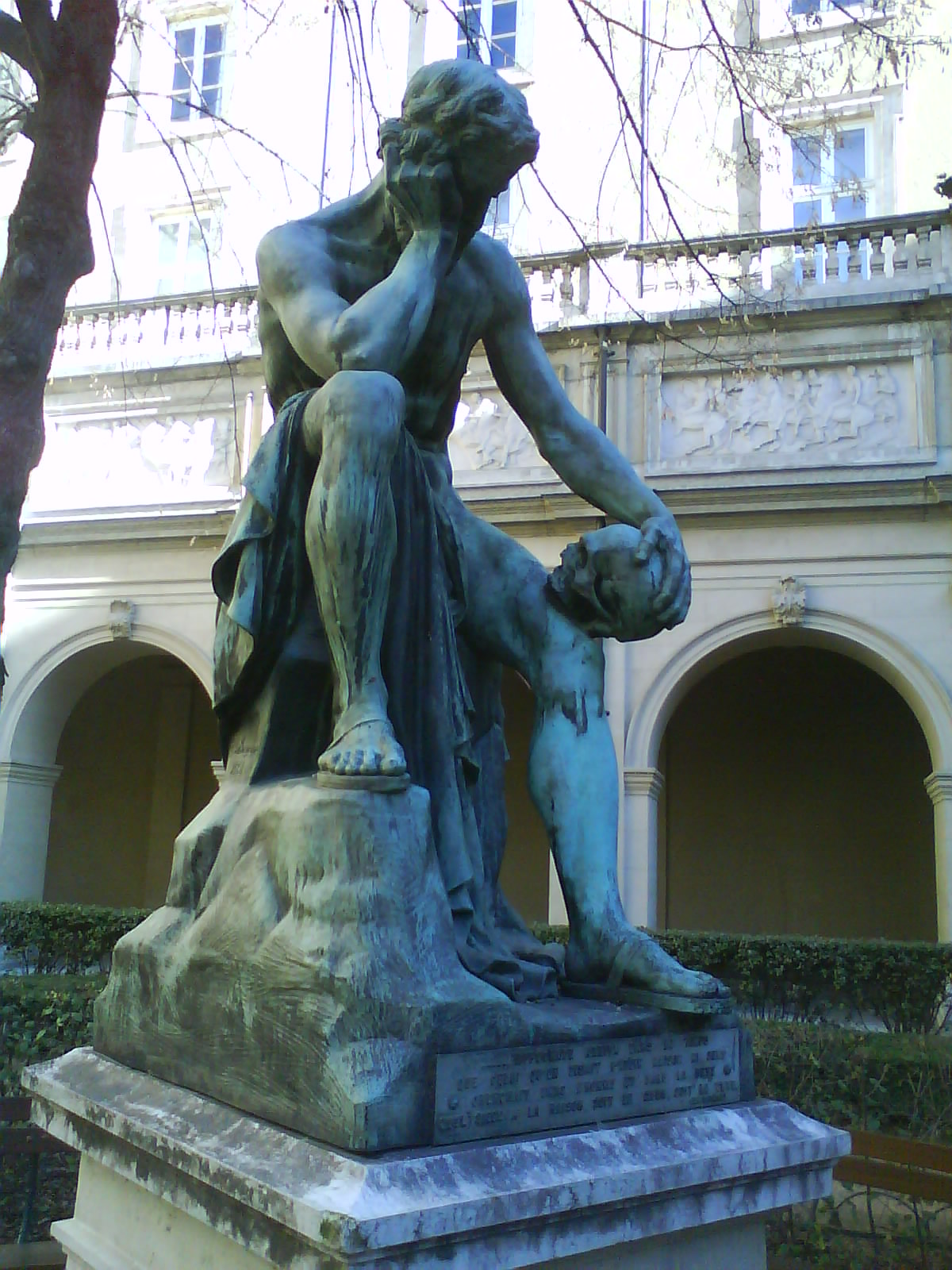
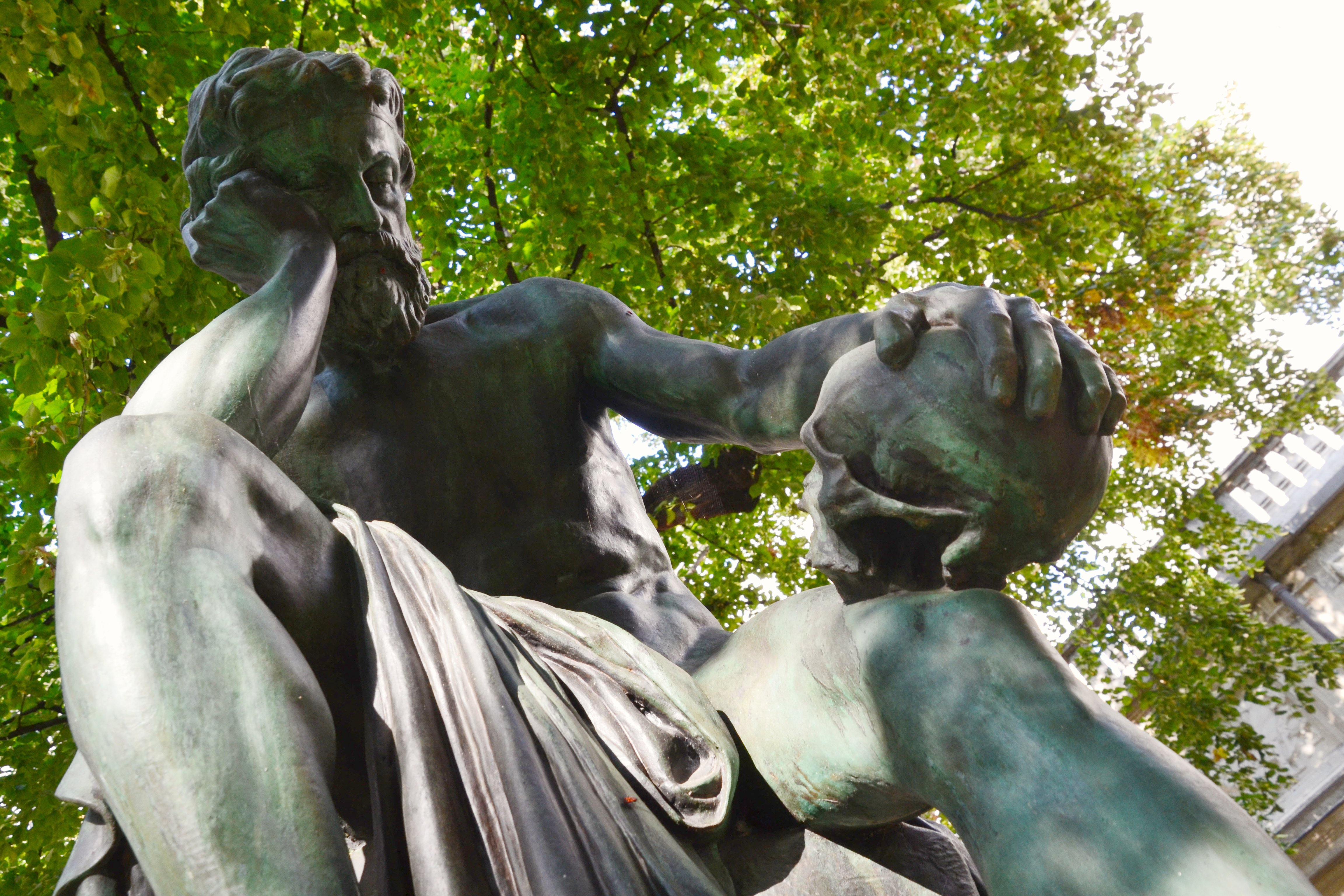
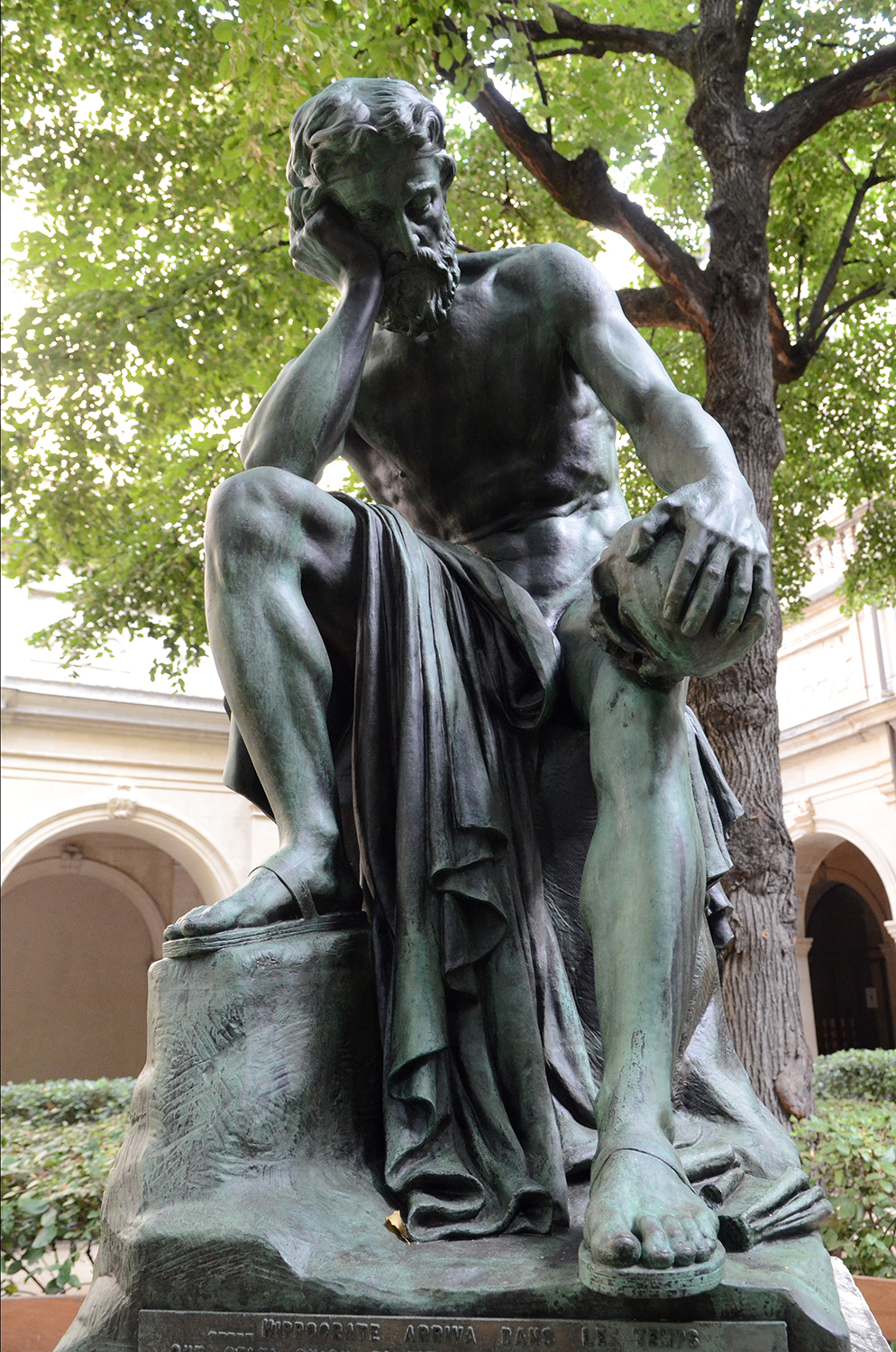

Le sujet est un thème classique de l'art occidental en sculpture ou peinture. Delhomme se réfère à un épisode tiré d'une lettre apocryphe d'Hippocrate à Damagète qui a inspiré une fable à Jean de la Fontaine : Démocrite et les Abdéritains. Il grave une fraction de la fable sur l'avant de la base : « Hippocrate arriva dans le temps que celui qu'on disait n'avoir ni raison ni sens cherchait dans l'homme et dans la bête quel siège a la raison, soit le cœur, soit la tête ». Le livret de présentation de la version en marbre du salon de 1875 en propose un extrait plus long[37].
La sculpture est une solide étude anatomique portée par plusieurs références dont le Mars Ludovisi antique du Musée national romain au Palais Altemps. Delhomme prend certes soin de détailler la musculature de Démocrite, mais également de faire apparaitre des signes d'ascèse et de vieillesse. « C'est sans doute l'œuvre la plus aboutie du sculpteur ardéchois, qui parvient à l'expression d'une force tranquille toute en retenue. Cette variation convaincante sur une posture galvaudée est servie par des détails raffinés - telle la main puissante du philosophe enserrant le crane pour en percer les secrets »[37].
Un modèle en plâtre est exposé au Salon de 1868 (no 3531, loc. inconnue) ; il existe une possible esquisse en bronze au sein d'une collection particulière et une copie en marbre présentée au salon de 1875 et à l'exposition universelle de 1878 et exposée actuellement au Parc Jean-Rameau de Mont-de-Marsan[37].

#### André Delorme
- Jeune fille cueillant une fleur, dit aussi Psyché au bord de l'eau, 1865-1867, statue en marbre, exposée à l’Exposition universelle de 1867. Il existe une version en bronze exposée au Salon de 1865 ;
- Premier essai, dit aussi Joueur de flûte, 1861-1868, statue en bronze, 122 cm, acquis par la ville de Lyon en 1868[38]. Il existe une version en marbre conservée au musée d'Orsay [39] ;
- Jean Tisseur, 1884, buste en marbre, galerie des Lyonnais[40].
- Clair Tisseur, 1897, buste en marbre ;
- Jean-Jacques de Boissieu, 1883, médaillon en bronze ;
- Pierre Drevet, 1883, médaillon en bronze .

#### Georges Diebolt
- La Force, haut-relief, bronze, 1,60 × 2,10 × 0,53 m, 1852 ;
- La Loi, haut-relief, bronze, 1,45 × 2,05 × 0,51 m, 1852.

#### Joseph Fabisch
- Jean-Jacques de Boissieu, 1847, buste en marbre ;
- Gabriel Prunelle, 1853, buste en marbre ;
- Béatrix, marbre blanc, acquise par la Ville de Lyon en 1856, a figuré à l'Exposition universelle de 1853, 1854 ;
- François Artaud, 1856, buste en marbre ;
- Frédéric Ozanam, 1861, buste en marbre ;
- Le Sénateur Vaïsse, 1865, statue en plâtre ;
- Hippolyte Flandrin, 1866, buste en marbre ;
- Ludovic Penin, 1870, buste en bronze ;
- Hippolyte Flandrin, 1883, médaillon en bronze ;
- Antoine Coysevox, 1883, médaillon en bronze ;
- Simon Saint-Jean, 1883, médaillon en bronze .

#### Anatole Marquet de Vasselot
- Chloé, 1869-1873
Statue, terre cuite patinée, 1,265 × 0,400 × 0,775 m.

#### Fernand Massignon, dit Pierre Roche
- Monument à Danton, 1888[41]. (Don par la famille de l'artiste en 1924, Inv. : B 1342[N 17])
Esquisse, plâtre patiné, 85 x 44 x 44 cm[N 18]
Cette composition est la première œuvre exposée par Fernand Massignon qui utilise déjà le pseudonyme de Pierre Roche. Il cherche à exprimer l'éloquence révolutionnaire par la composition dynamique, et des éléments forts, visiblement inspiré du Départ des volontaires de François Rude[42].
Cette esquisse répond à un concours de la ville de Paris ouvert en 1887 et remporté par Auguste Paris avec le Monument à Danton[42].

#### René de Saint-Marceaux

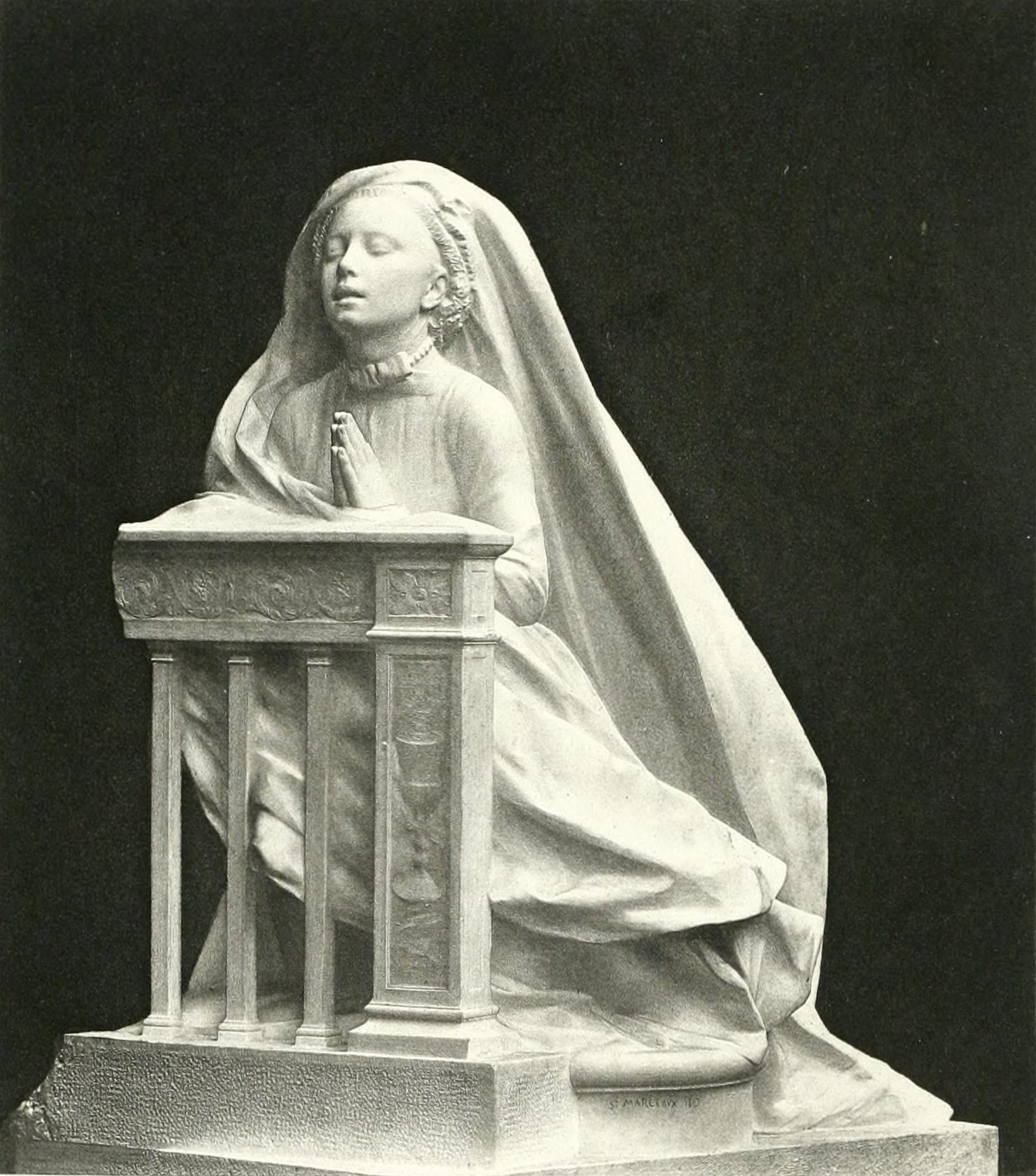
Première communion (1893), René de Saint-Marceaux.

- Arlequin, statue plâtre patiné avec croix de mise au point, 1,735 × 0,67 × 0,673 m, 1879-1880;
- Première Communion, statue marbre, 1,305 × 0,86 × 1,13 m, 1893;
- L'Aurore, statue marbre, 0,78 × 0,31 × 0,32 m, 1895;
- Saint Jean, modèle vers 1899, édition en 1922, masque, exemplaire d'édition en terre cuite, 0,11 × 0,11 × 0,07 m;
- La Douleur, étude pour une figure du socle du Monument à Alexandre Dumas fils, modèle vers 1899-1906, édition en 1922, masque, exemplaire d'édition en terre cuite, 0,215 × 0,160 × 0,190 m;
- L'Amérique, étude pour le Monument à l'Union postale universelle, modèle vers 1904-1908, édition en 1922, masque, exemplaire d'édition en terre cuite, 0,110 × 0,100 × 0,095 m;
- L'Océanie, étude pour le Monument à l'Union postale universelle, modèle vers 1904-1908, édition en 1922, masque, exemplaire d'édition en terre cuite, 0,09 × 0,075 × 0,075 m;
- L'Afrique, étude pour le Monument à l'Union postale universelle, modèle vers 1904-1908, édition en 1922, masque, exemplaire d'édition en terre cuite, 0,130 × 0,017 × 0,010 m;
- L'Asie, étude pour le Monument à l'Union postale universelle, modèle vers 1904-1908, édition en 1922, masque, exemplaire d'édition en terre cuite, 0,100 × 0,080 × 0,075 m;
- L'Europe, étude pour le Monument à l'Union postale universelle, modèle vers 1904-1908, édition en 1922, masque, exemplaire d'édition en terre cuite, 0,09 × 0,07 × 0,06 m;
- Jules Claretie, modèle vers 1912, édition en 1922, masque, exemplaire d'édition en terre cuite, 0,160 × 0,140 × 0,095 m;
- Prêtresse, dit aussi Tristesse, 1913, tête, exemplaire d'édition en terre cuite, 0,235 × 0,200 × 0,045 m;
- Étude dite pour le Génie gardant le secret de la tombe, édition en 1922, masque, exemplaire d'édition en terre cuite, 0,185 × 0,210 × 0,160 m.

#### Auguste Rodin
- L'Âge d'airain, statue de bronze, 1,80 × 0,52 × 1,515 m, 1875-1877;
- L'ombre, statue de bronze, 1,92 × 0,52 × 1,03 m, 1902-1904;

#### Autres sculpteurs représentés
Cette liste est classée par le nom des sculpteurs. 

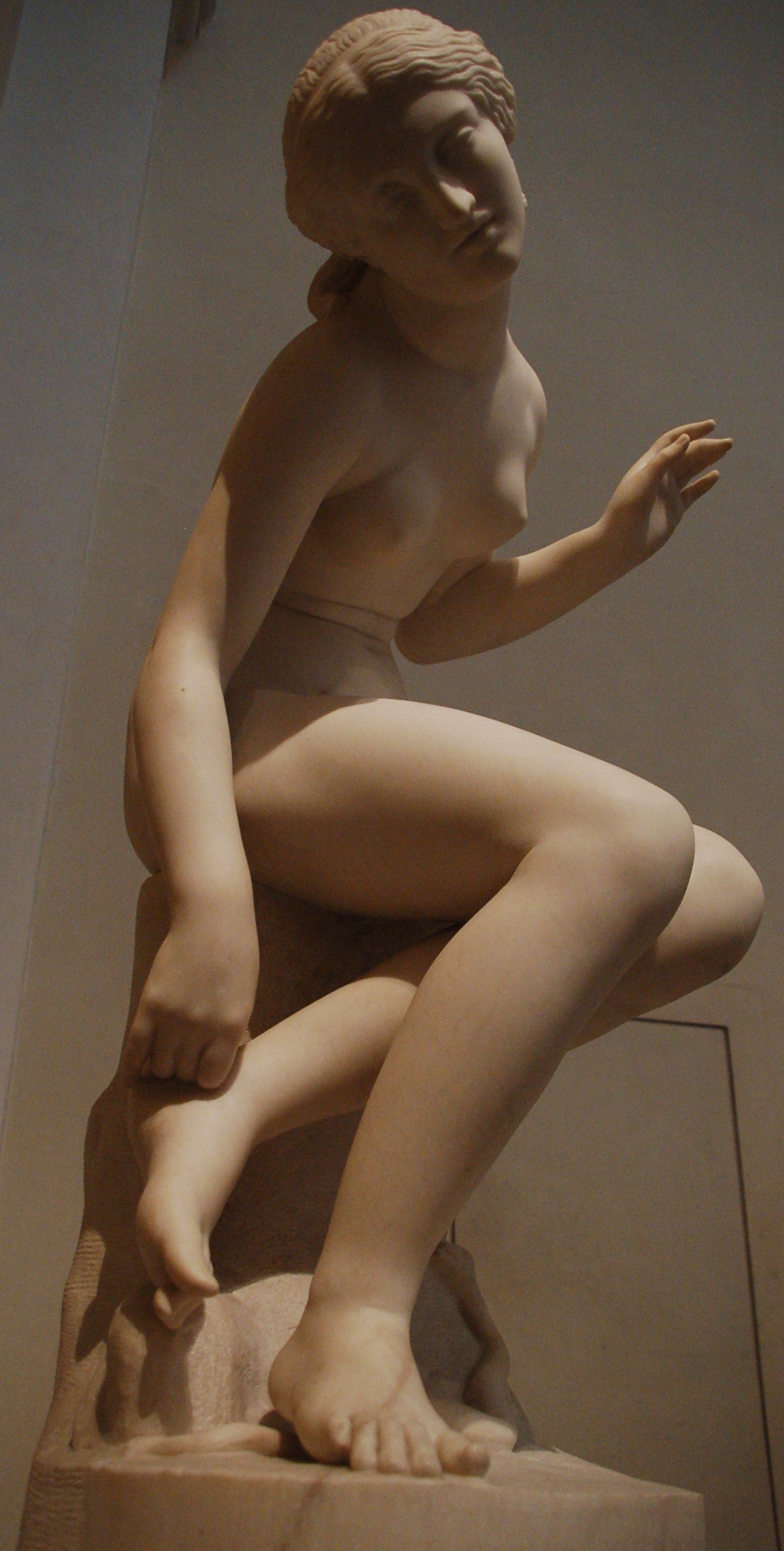
Jean-François Legendre-Héral, Eurydice (1821).

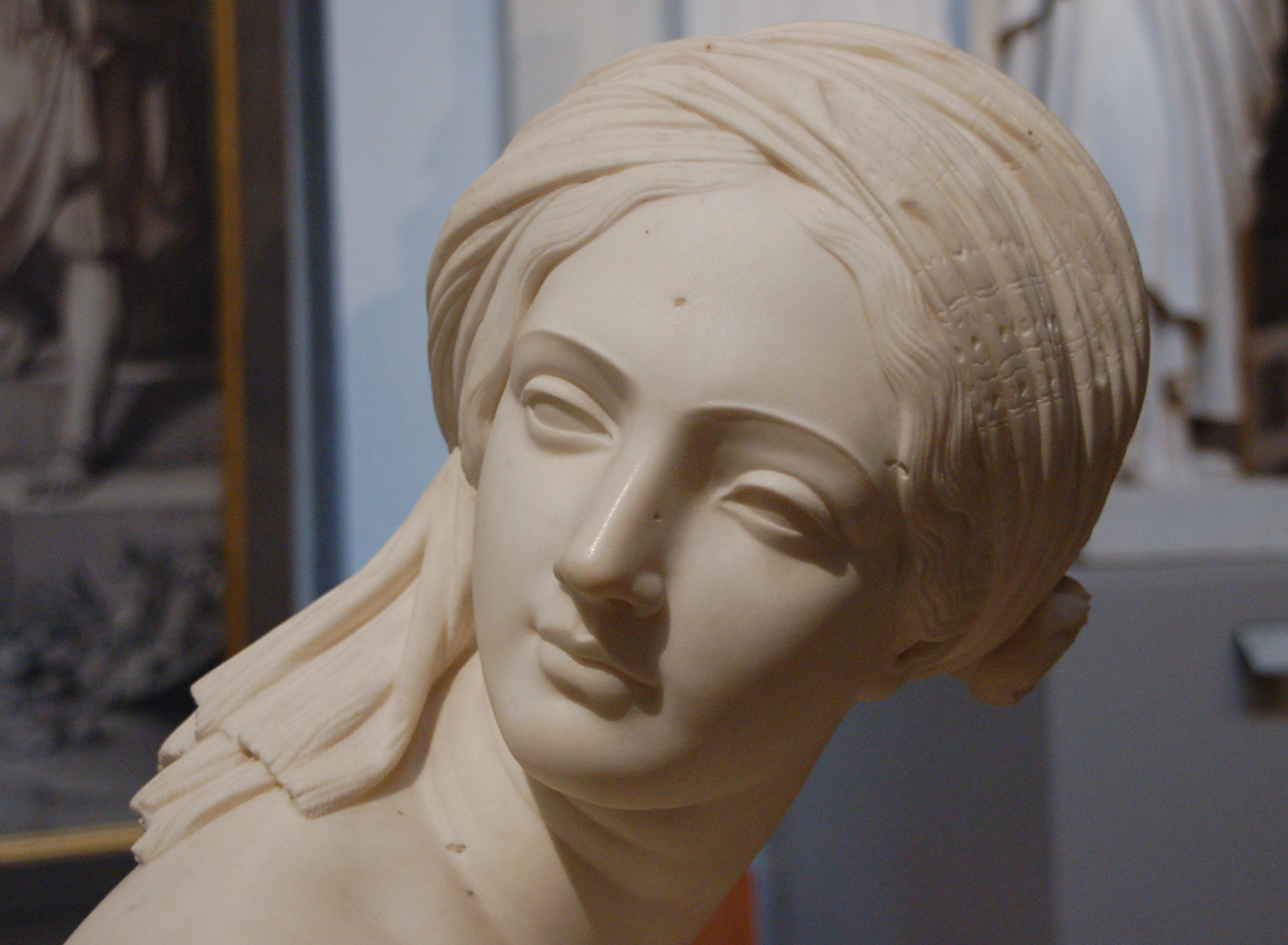
James Pradier, Odalisque (1841, détail).

- Antoine-Louis Barye (1796-1875)) : Lion au serpent, 1832.
- Auguste Bartholdi (1834-1904).
- Jean-Marie Bonnassieux (1810–1892).
- Guillaume Bonnet (1820-1873).
- Antonio Canova (1757-1822) : Les Trois Grâces, esquisse en terre cuite, 1810.
- Joseph Carlier (1849-1927).
- Jean-Baptiste Carpeaux (1827-1875).
- Jean Marie Joseph dit Jean Carriès (1855-1894).
- Joseph Chinard (1756-1813) :
  - Persée délivrant Andromède, Première moitié du XIXe siècle.
  - Laocoon et ses fils, 1784-1787.
  - Buste de Juliette Récamier, 1804-1808.
- Philibert Claitte (1859-1938).
- Jean-Pierre Cortot : Pandore, 1819.
- Augustin Courtet (1821-1891).
- Léon Cugnot (1835-1894).
- Pierre-Jean David, dit David d'Angers  (1788-1856).
- Charles Degeorge (1837-1888).
- Léon-Alexandre Delhomme (1841-1895) : Démocrite méditant sur le siège de l'âme, 1868.
- Jean-André Delorme (1829-1905).
- Charles Dufraine (1827-1900).
- Francisque Duret (1804-1865).
- Antoine Étex  (1808-1888) : Caïn et sa race maudits de Dieu, entre 1832 et 1839.
- Joseph-Hugues Fabisch (1812-1886).
- Vincent Fontan (1842-1903).
- Eugène Guillaume (1822-1905).
- Jean-François Legendre-Héral (1796-1851).
- Laurent Marqueste, (1848-1920) : Persée et la Gorgone, 1890.
- Ernest Meissonier (1815-1891)
- Étienne Pagny (1829-1898).
- Arthur Péricaud (1828-1899).
- Jean-Alexandre Pézieux (1850-1898).
- François Pompon (1855-1933).
- James Pradier (1790-1852) : Odalisque, 1841.
- Pierre-Marie Prost (1776-1855).
- Medardo Rosso (1858-1928).
- François Félix Roubaud (1824-1876).
- Louis Auguste Roubaud (1828-1906).
- Léopold de Ruolz (1805-1879).
- Clémence Sophie de Sermézy (1767-1850).
- François Sicard (1862-1934).
- Charles Textor (1835-1905).
- Jean-Baptiste Vietty (1787-1842).

#### Galerie

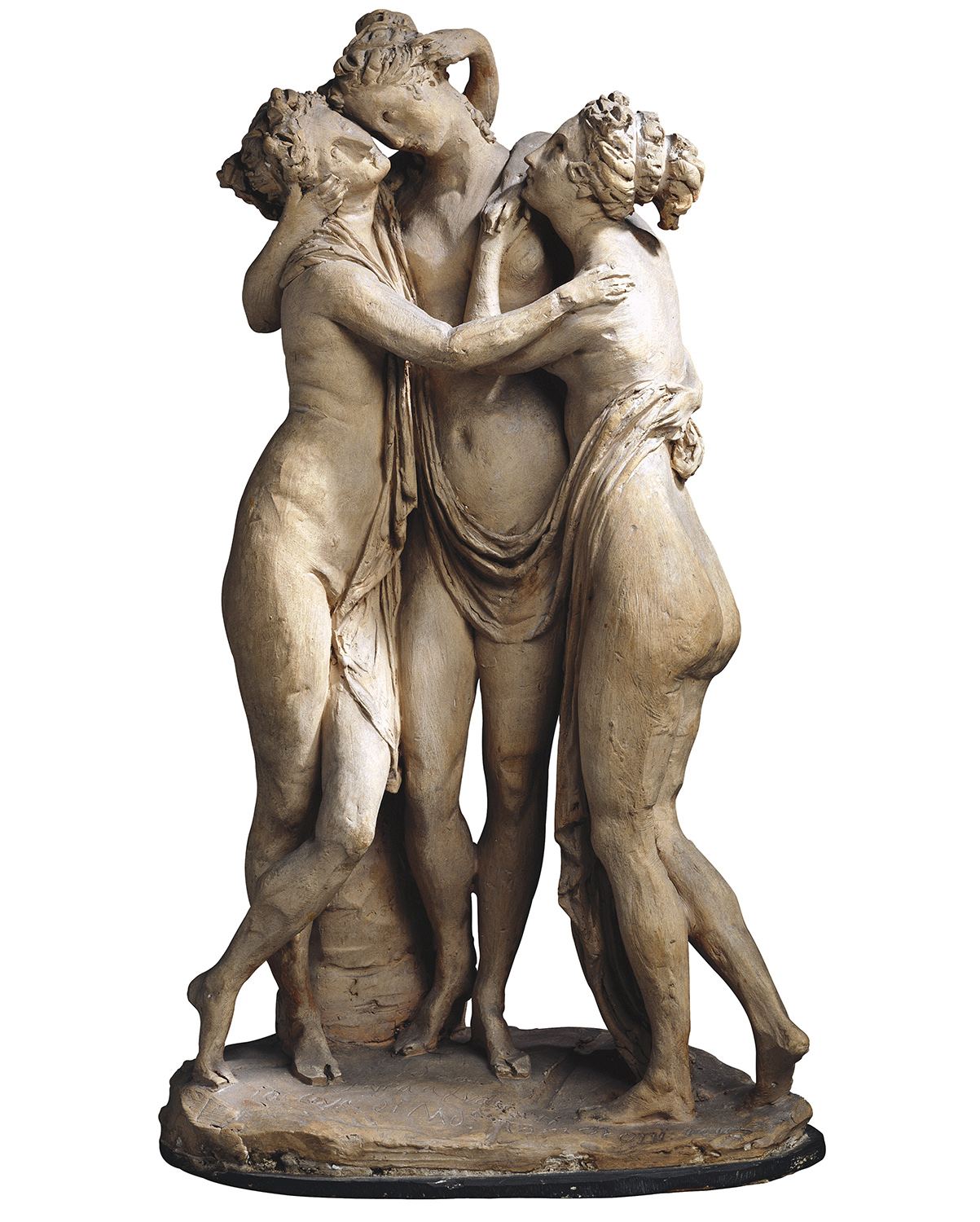
Antonio Canova, Les Trois Grâces (1810), esquisse en terre cuite.
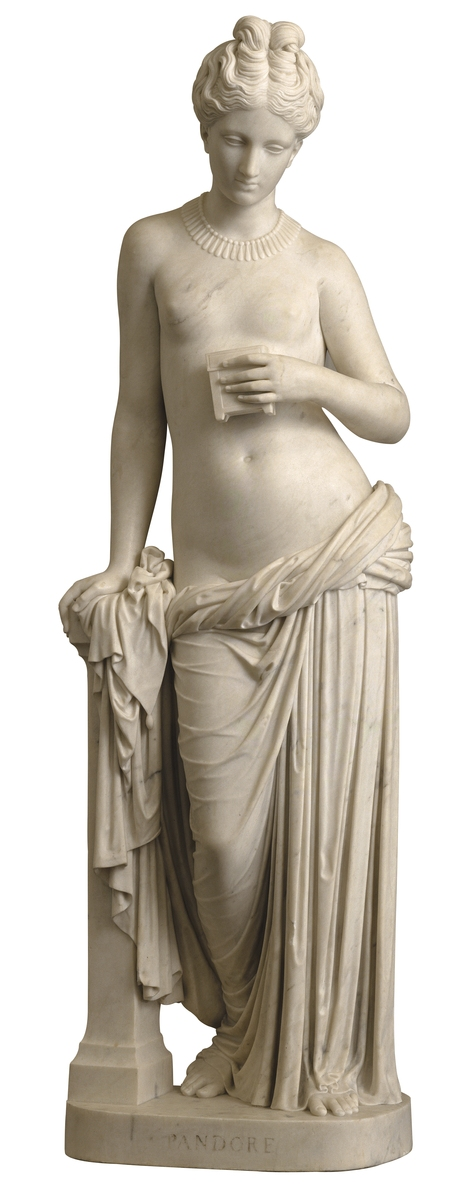
Jean-Pierre Cortot, Pandore (1819).
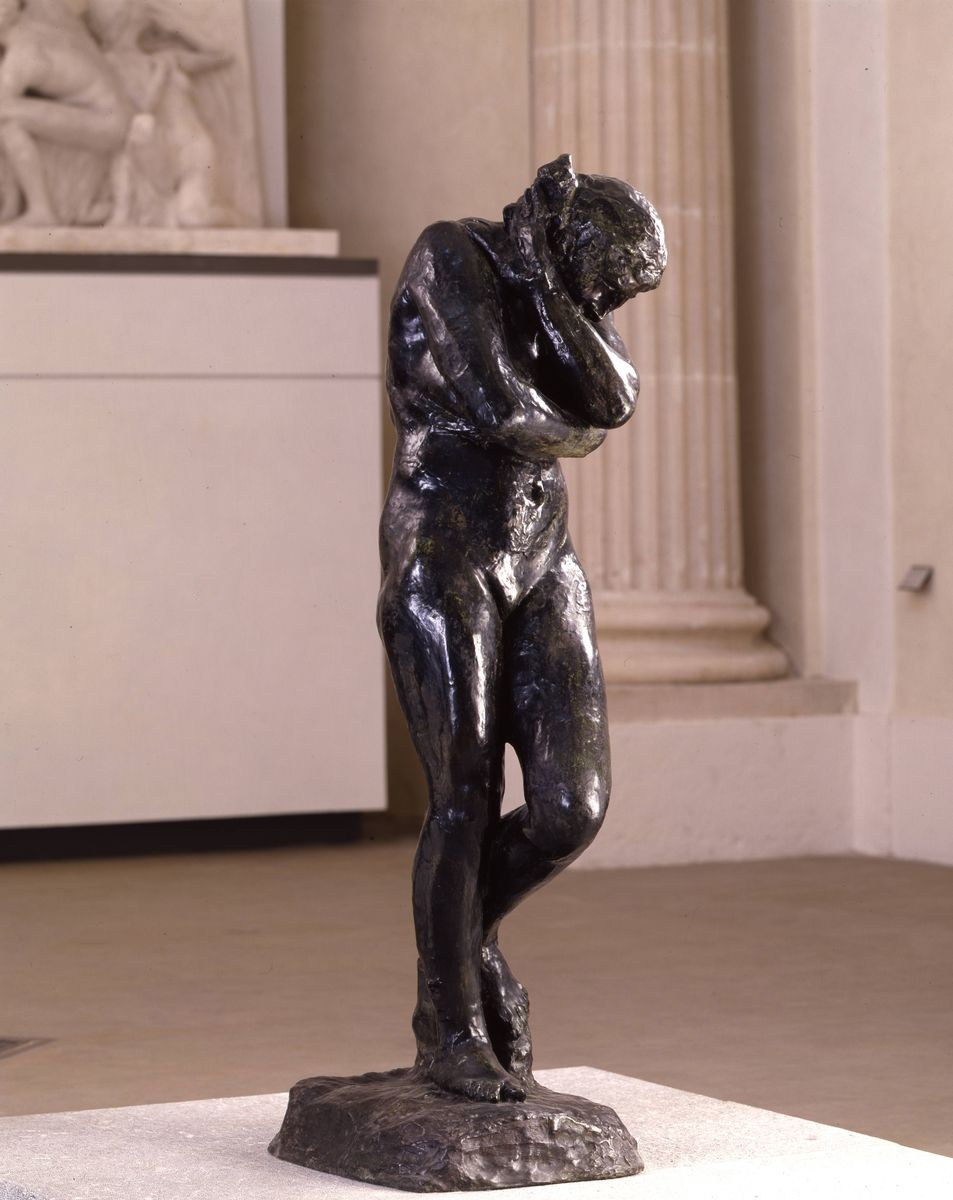
Auguste Rodin, Ève (1881).
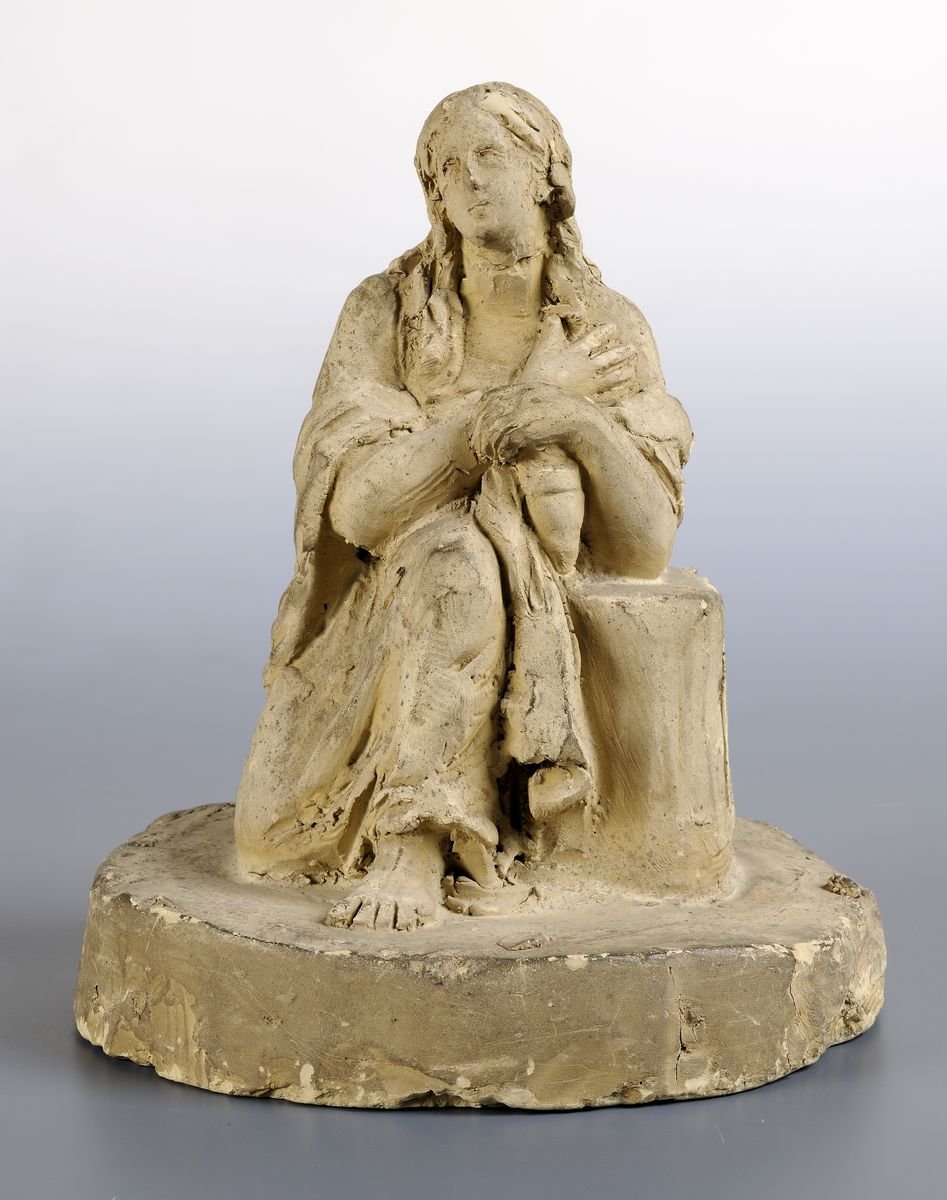
Clémence Sophie de Sermézy, Sainte Madeleine.
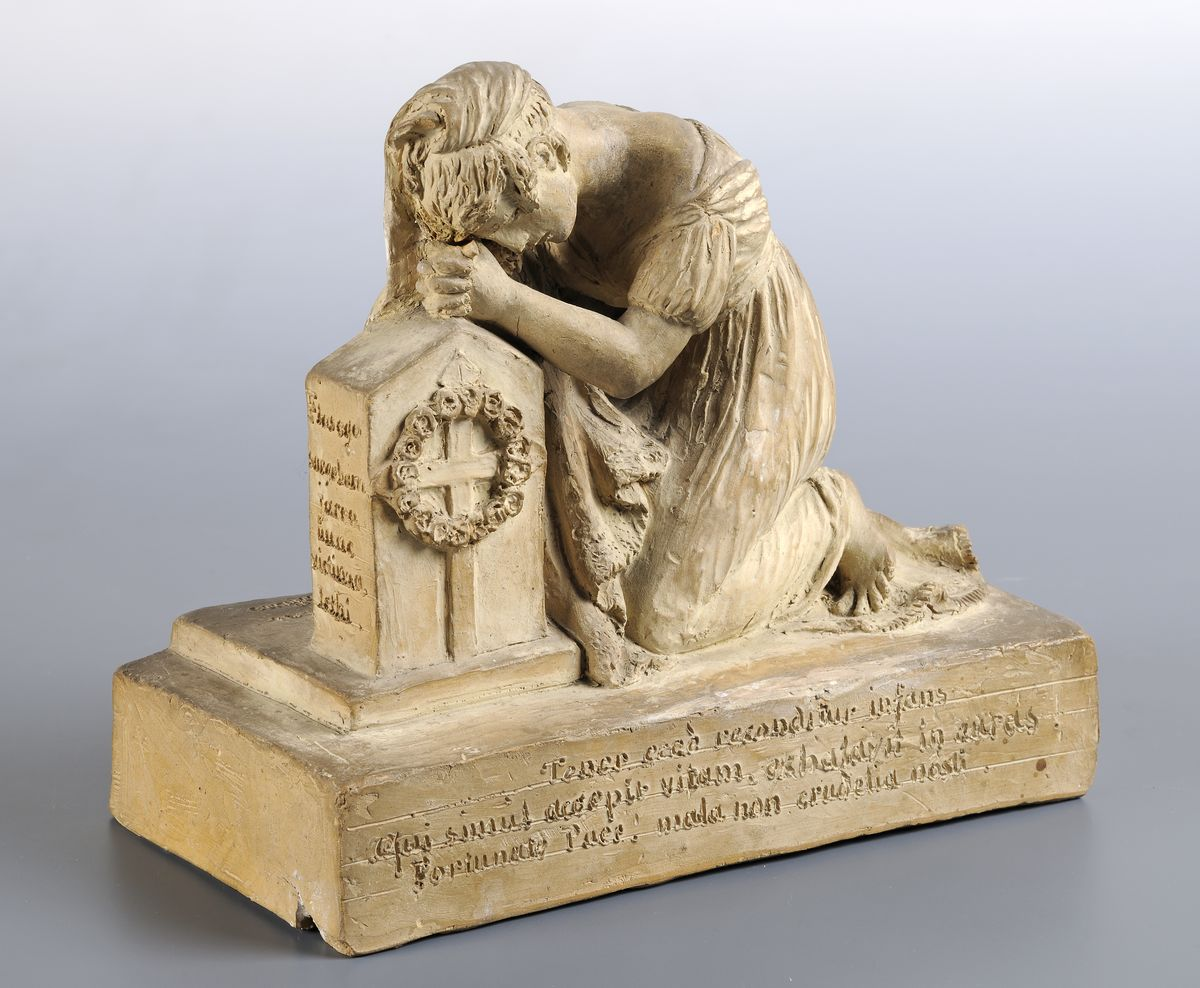
Clémence Sophie de Sermézy, Femme pleurant sur une tombe (1827).
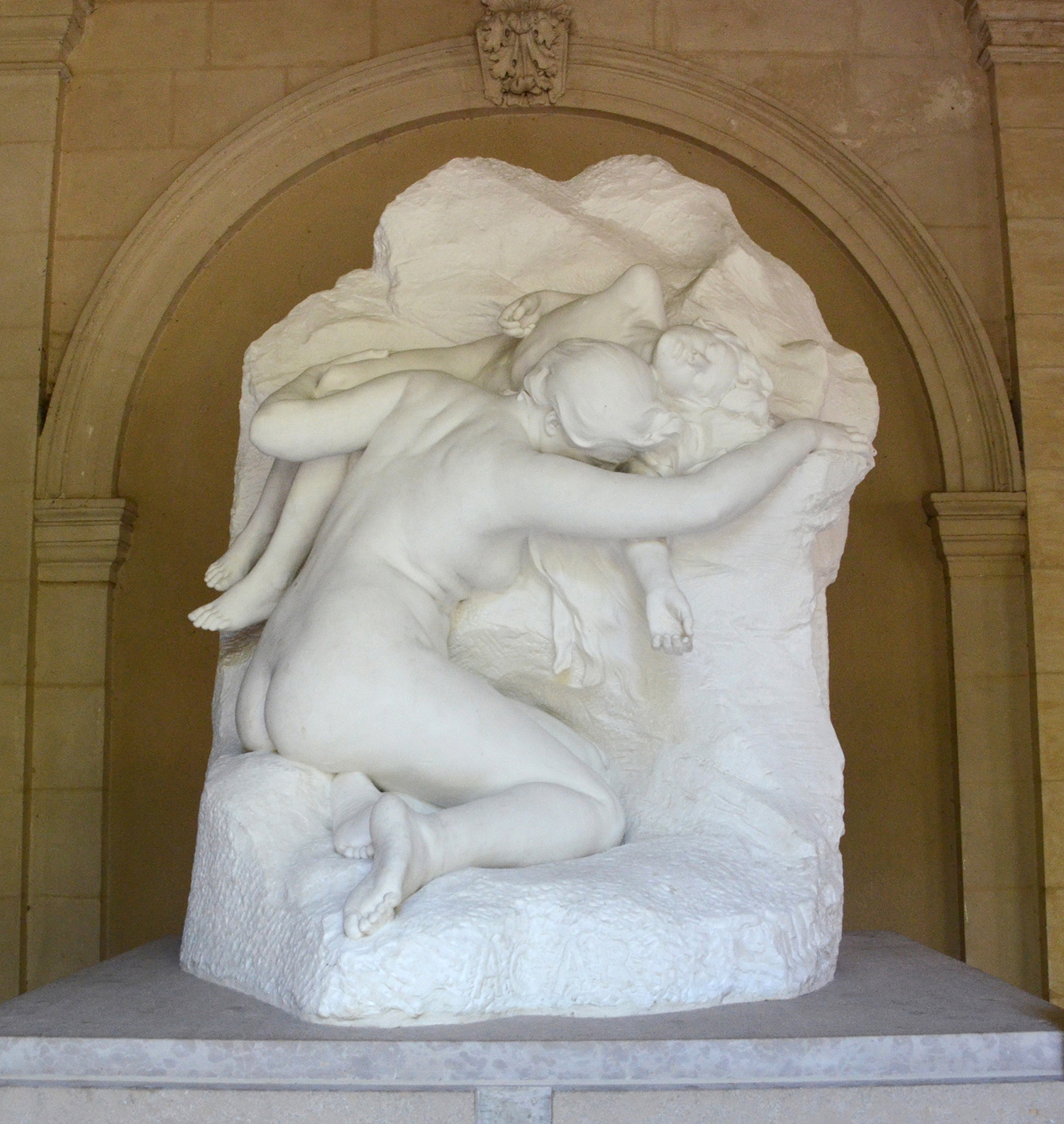
François Sicard, Agar et Ismaël (1897).
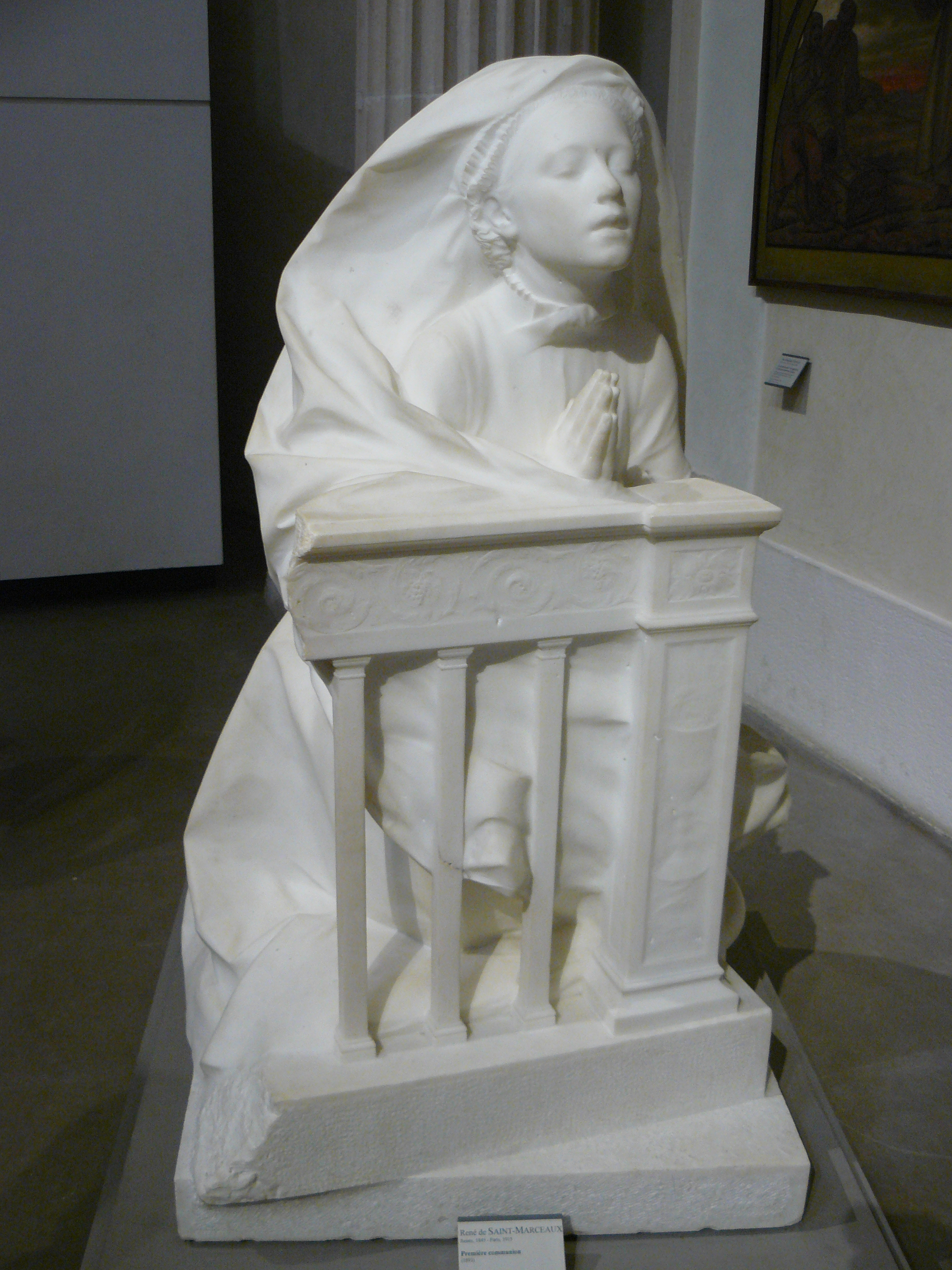
Première communion, René de Saint-Marceaux.

### XXesiècle

#### Joseph Bernard
- Jeune fille à la cruche[N 19], 1905-1912 (acquisition en 1921, Inv. no   B 1255[N 20])
Statue, plâtre patiné, tirage de 1921 ; 178 x 86 x 55,5 cm[N 21].
La statue est caractéristique des réalisations de Joseph Bernard, avec un visage stylisé, les yeux en amande et le bandeau qui retient les cheveux. L'œuvre a la forme des statues destinées à la fonte et le sculpteur est parvenu à rendre tout à la fois une impression de mouvement un peu maladroit avec les pieds en dedans, et un équilibre parfait. L'ensemble est tout à fait naturel[43].
La Jeune fille à la cruche est exposée tout d'abord au salon d'automne de Paris de 1912, puis à l'Armory show à New York puis Chicago en 1913. En 1914, elle est présente à l'exposition internationale de Lyon. Elle est par la suite exposée dans presque toutes les capitales d'Europe et figure à la rétrospective consacrée à Joseph Bernard montée en 1932 au musée de l'Orangerie. L'État français commande en 1917 une copie en bronze pour le musée du Luxembourg ; cette copie est à présent au musée d'Orsay[43].
Première œuvre en plâtre de Bernard, il en réalise rapidement un moule pour en faire quatre copies en plâtre. Il fait également de nombreuses copies partielles de tête, bras, jambes. Cette statue possède une impressionnante fortune critique depuis le commentaire d'Arsène Alexandre en 1912 : « Il n'est pas un esprit sensible à la grâce, un peu voluptueuse, qui n'admire cette Jeune fille à la cruche » à Luc benoist : « Nul ne pourra d'ailleurs écrire l'histoire de la sculpture en ce début de siècle sans retenir comme une date l'apparition de sa Jeune fille à la cruche »[43].
Il en existe des copies au sein de nombreux musée français et étrangers tel le Musée du Chiado ou au musée des arts décoratifs de Paris[43].

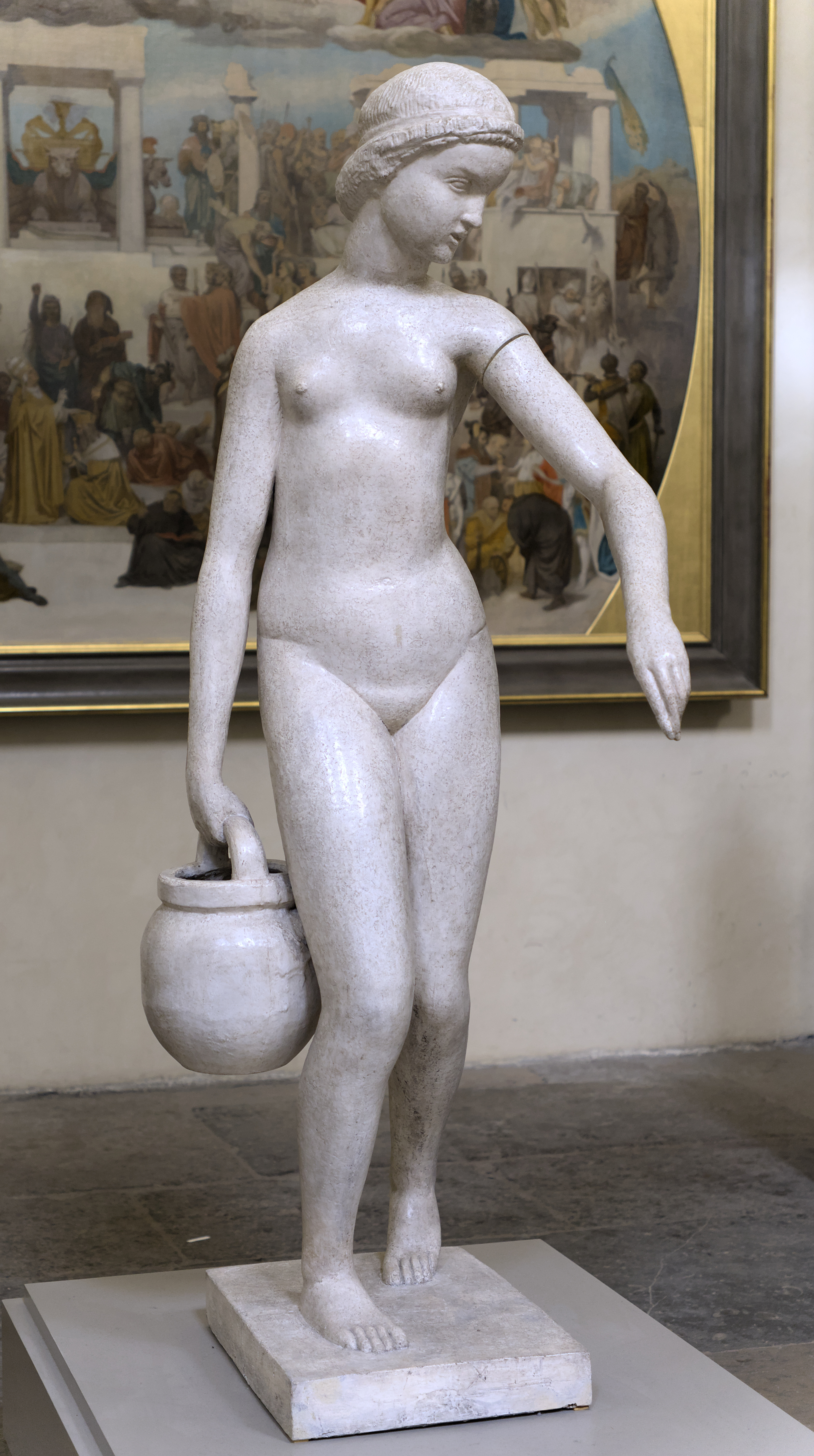
exemplaire du musée des beaux-arts de Lyon.
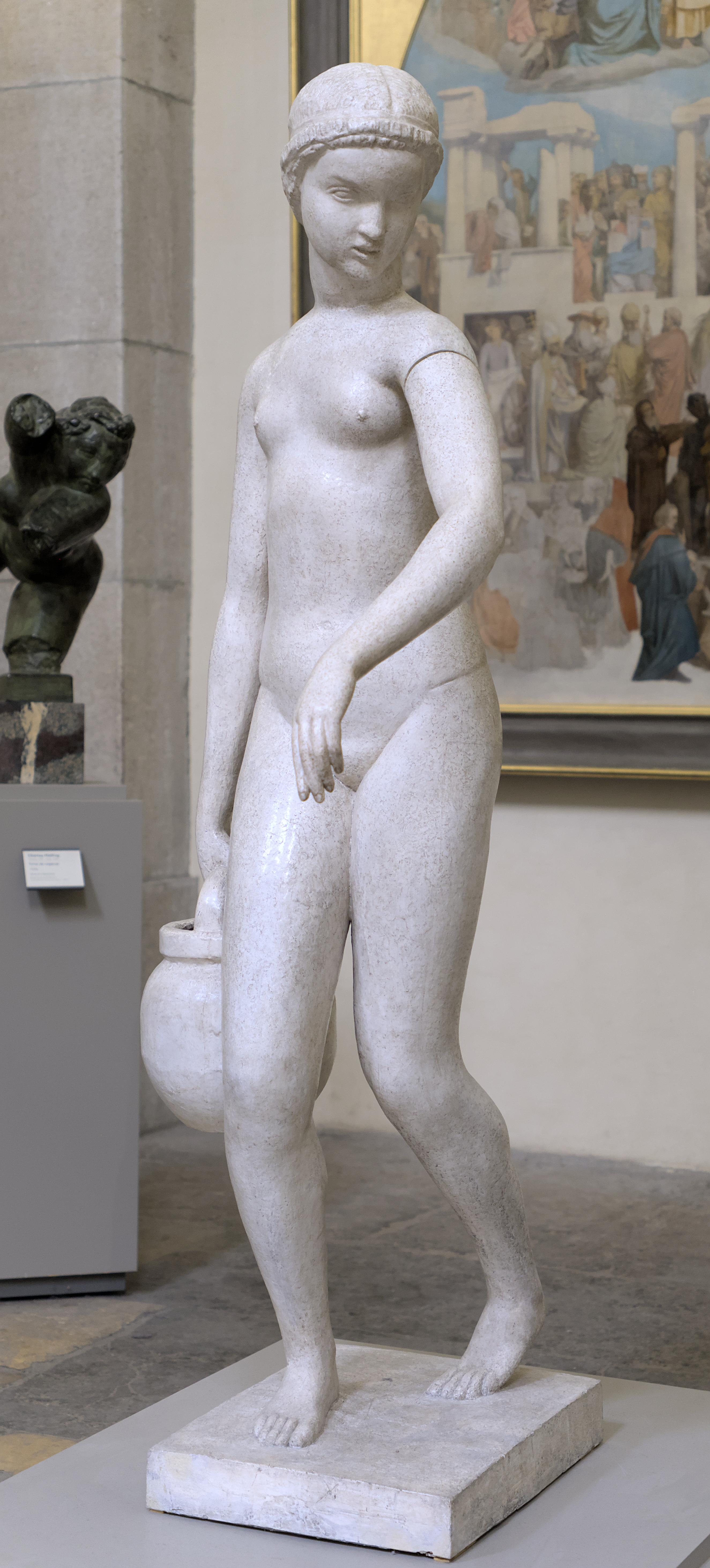
exemplaire du musée des beaux-arts de Lyon.
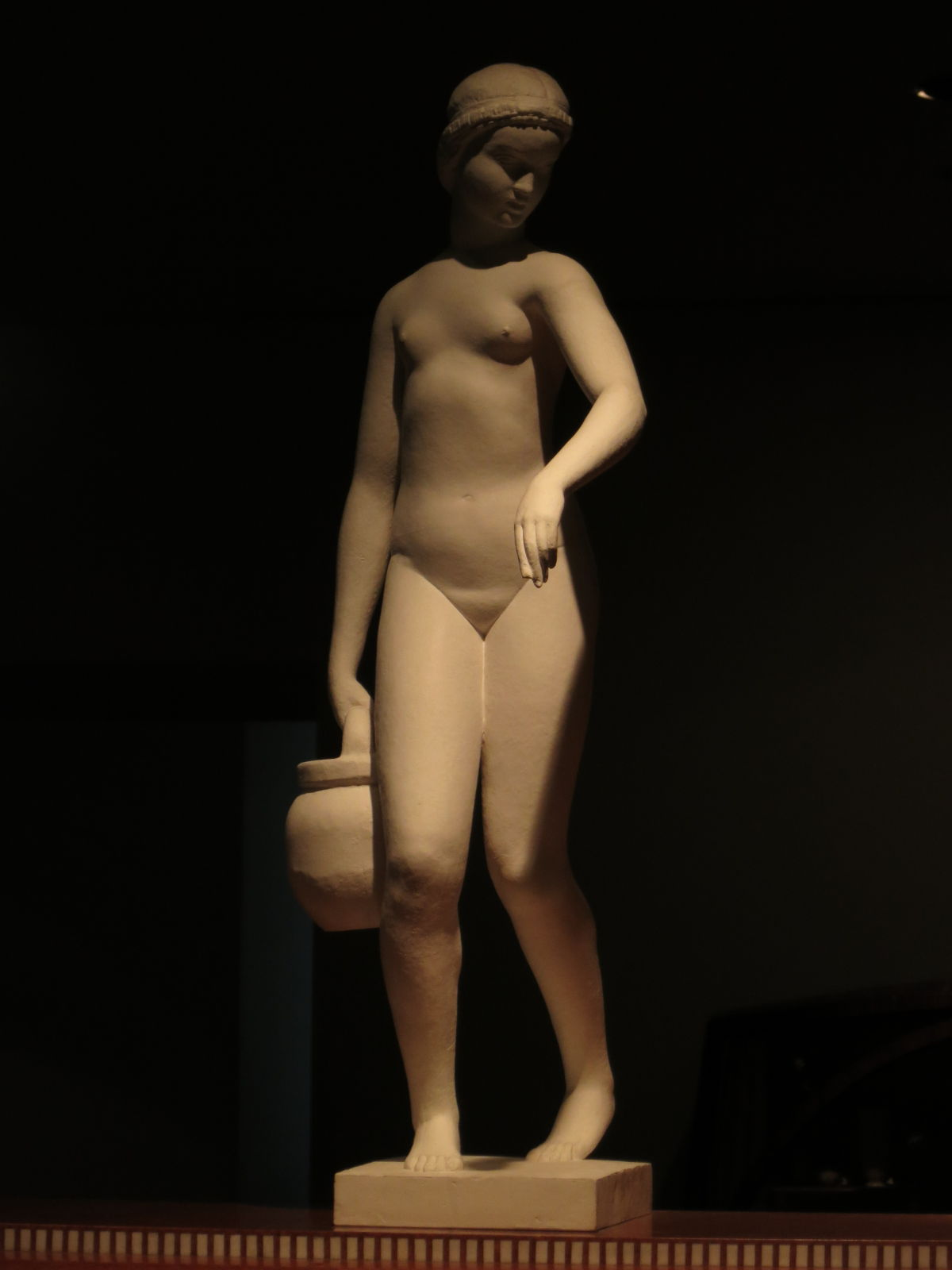
Exemplaire du musée des arts décoratifs de Paris.
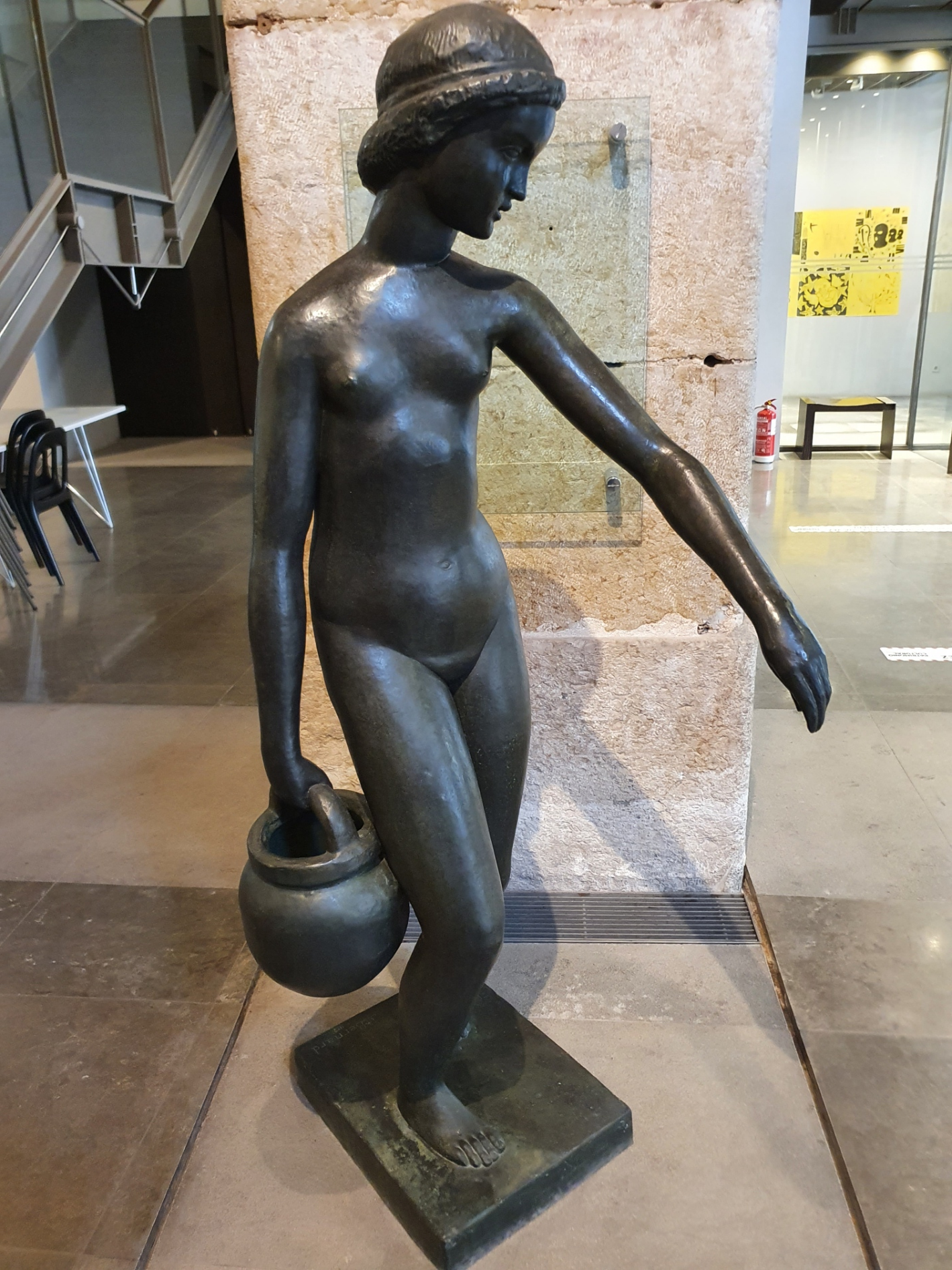
Exemplaire du musée du Chiado.

#### Rik Wouters
- La Vierge folle, dit aussi La folle danseuse[44], 1909-1912 (acquisition en 1951[N 22], Inv. 1951-17)
Statue, bronze, 177 x 103 x 120 cm[N 23].
La statue trouve son origine dans la fascination de Wouters pour la prestation d'Isadora Duncan dans la Danse des scythes donnée à la Monnaie de Paris. Il fait poser son épouse Nel de Carrière-Wouters. Son titre vient peut-être d'un pièce d'Henry Bataille jouée à Paris en 1910[45].
Nel écrit au directeur René Jullian en 1952 : « Au fond, ce n'est pas une statue pour un musée et elle ferait beaucoup mieux dans un parc public, elle a besoin d'espace et de verdure. C'est quand il pleut et qu'elle est ruisselante d'eau qu'elle est la plus belle »[45].
Il existe un plâtre présenté à la SNBA de 1913 (loc. inconnue), plusieurs exemplaires en bronze (au Middelheimmuseum d'Anvers, au musée d'Ixelles et au musée du Sart-Tilman de Liège) et la reproduction de la tête en bronze[45].

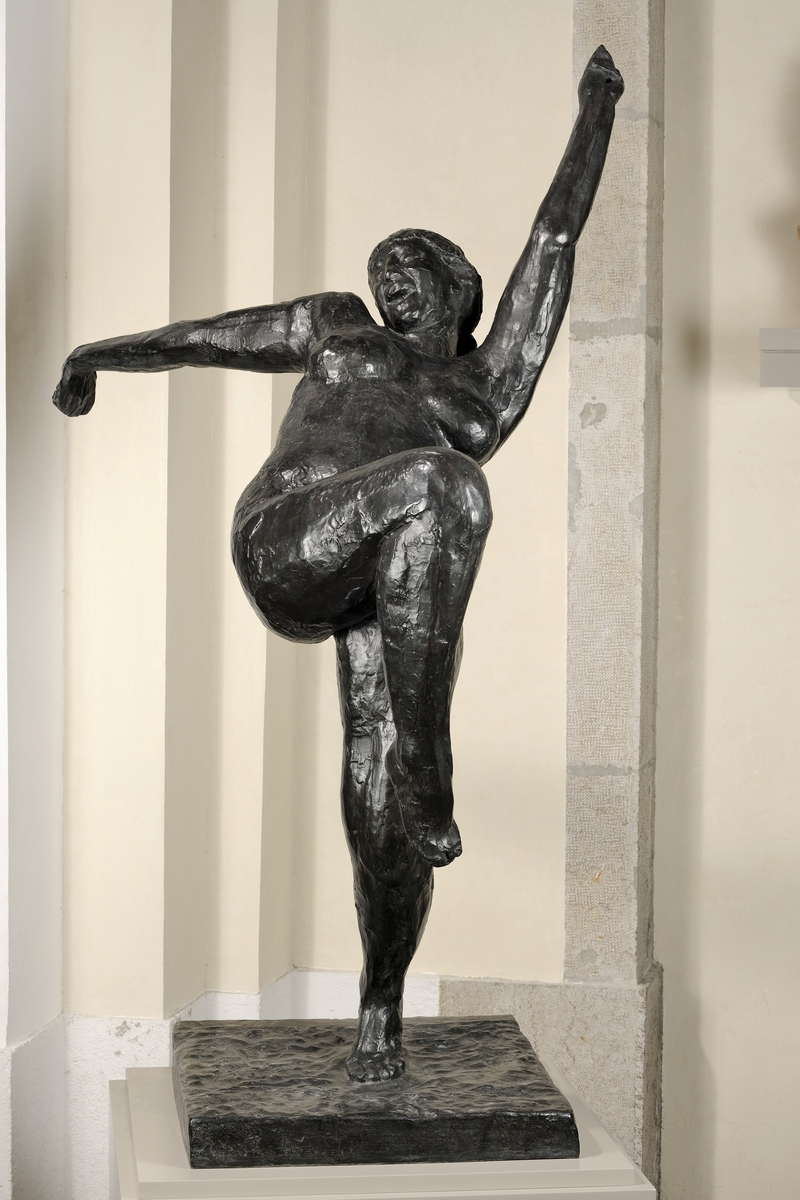
Exemplaire du musée des beaux-arts de Lyon.
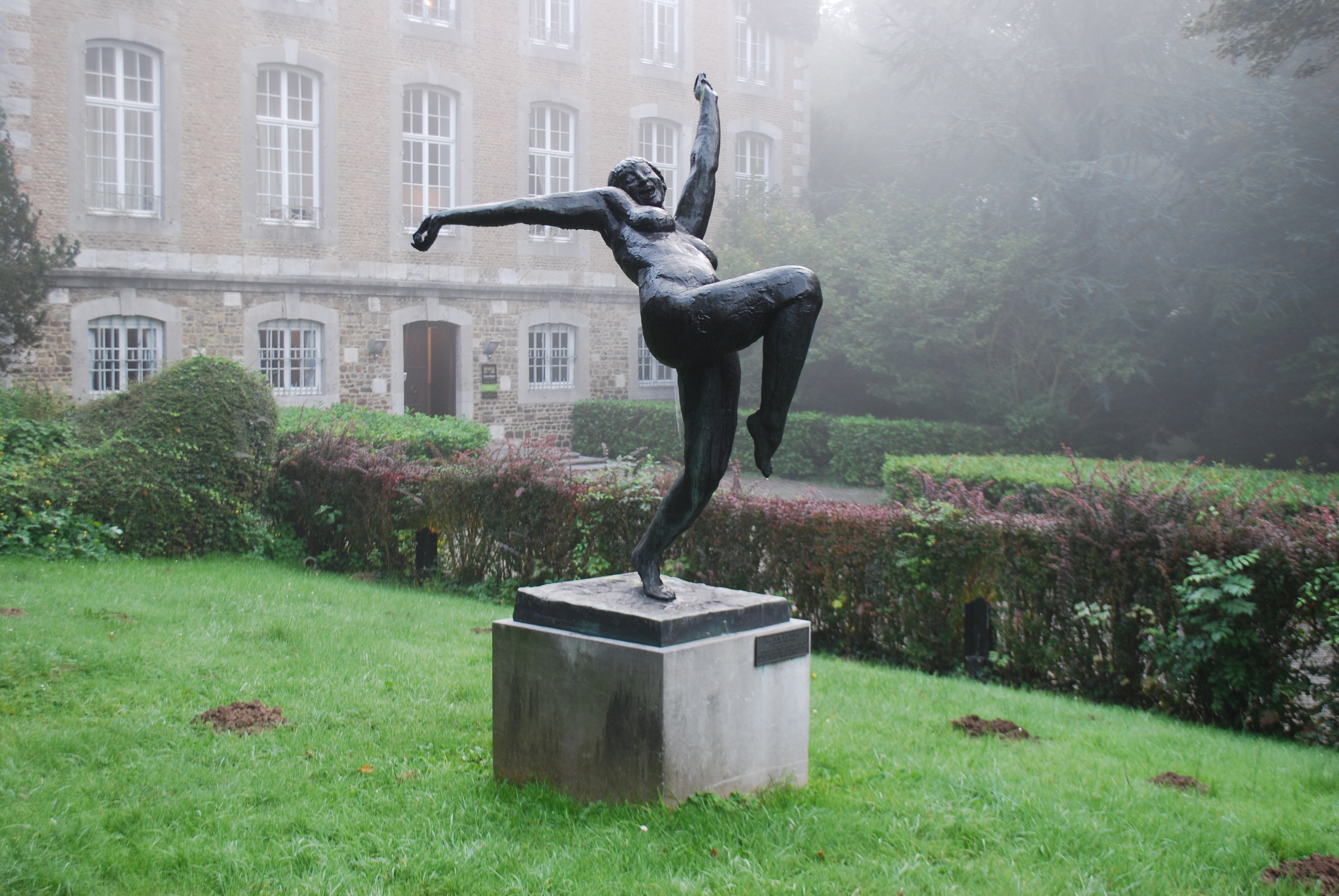
Exemplaire du musée de plein air de Sart-Tilman de Liège.

#### Max Blondat
- L'Équilibre, 1925 (acquisition en 1925[N 24], Inv. no   B 1367)
Statue, plâtre, 71 x 28 x 28 cm[N 25].
Cette œuvre est le moulage d'une esquisse préparatoire pour une fontaine en marbre réalisée pour l'exposition internationale des arts décoratifs de 1925. Une des dernières réalisations de l'artiste, il s'agit d'une sculpture parmi ses plus originales. Prenant peut-être modèle sur les iconographies classiques du Salvator mundi où l'enfant Jésus est représenté debout sur la sphère terrestre, il s'en détache en optant pour un enfant non pas statique, bras le long du corps, mais très réaliste où la petite fille a un air concentré et volontaire, cherchant à conserver son équilibre et à faire un pas dessus. Le modèle de Blondat pour l'enfant est sa fille Marthe. L'artiste est connu pour être un spécialiste des figures enfantines, comme la fontaine La Jeunesse de 1904[46].
Cette sculpture a été exposée lors de l'exposition Portraits d'enfance de 2003 au musée des beaux-arts de Lyon[46].
Il en existe des versions différentes avec les bras davantage repliés sur l'enfant, tel l'exemplaire présent au musée des années trente de Boulogne-Billancourt. Il a existé un exemplaire en bronze de la fontaine entière installée en 1926 derrière le Petit Palais à Paris, qui a été refondu en 1943[46].

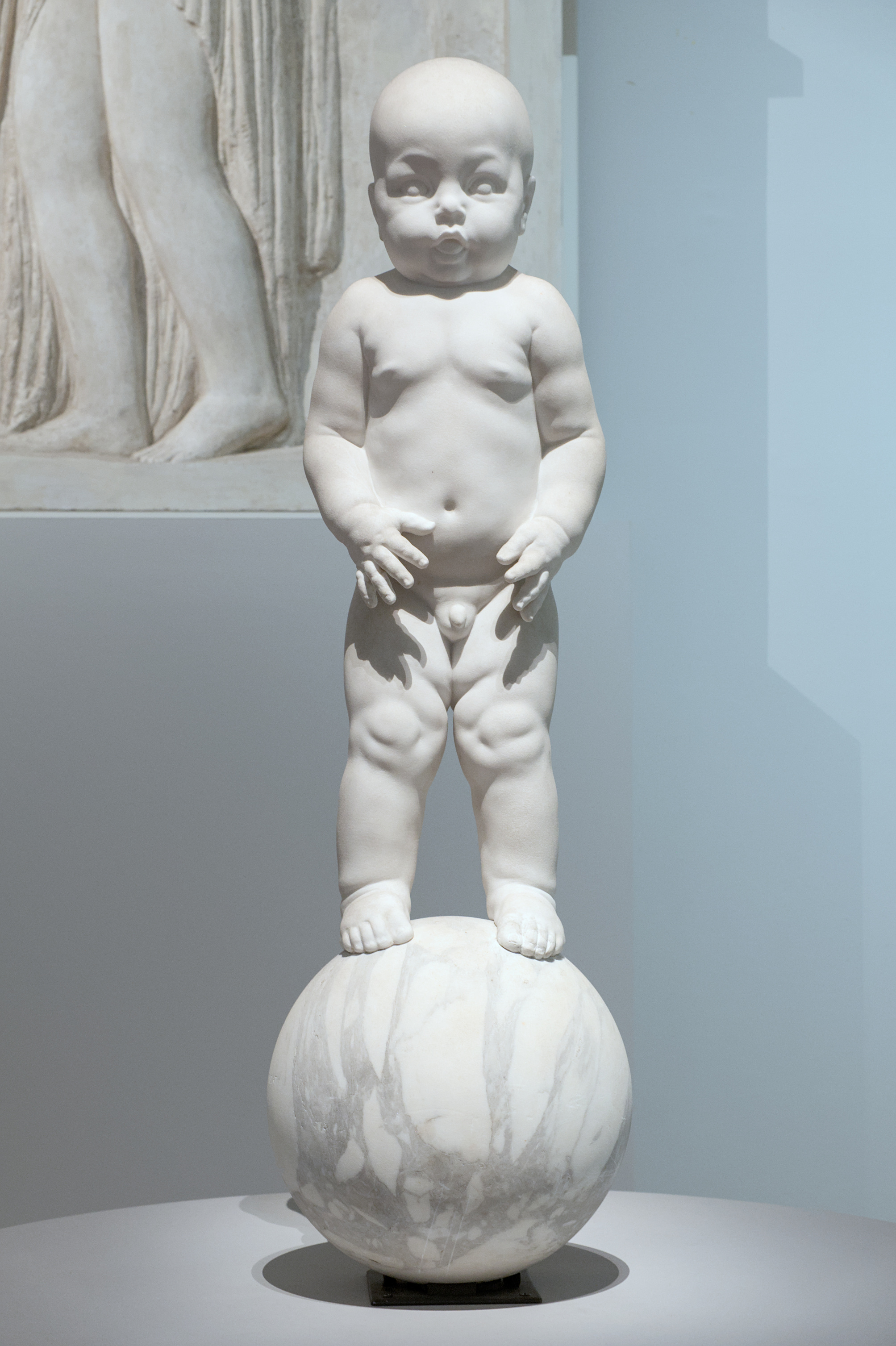
Exemplaire alternatif du musée des Années Trente.

#### Ossip Zadkine
- La Prisonnière, 1943 (acquisition en 1956[N 26], Inv. no 1956-37)[N 27]
Statue, bronze, épreuve de 1956, 190 x 78 x 65 cm[N 28].
Cette sculpture d'un personnage féminin enfermé dans une cage figure la France durant la Seconde Guerre mondiale. Cette sculpture est réalisée par Zadkine durant son exil aux États-Unis ; départ contraint par ses ascendances juives en 1941. Cette œuvre est réalisée à New York fin 1943, d'abord sous forme de maquette, puis en plâtre sur armature de fer. Achevée en décembre 1943, la Prisonnière est exposée dans un galerie new-yorkaise dès janvier 1944[47].
Le journal de l'artiste témoigne de la douleur de son exil et de la situation de la France occupée, qu'il connait au travers des courriers de son épouse Valentine Prax restée en France. Il y écrit le soir de l'achèvement de l'œuvre :  « En [la] modelant j'avais des soupçons, des appréhensions, des peurs, même, de tomber dans le littéraire, dans la petite illustration [...] mais je continuais, car le désir de "parler" de la chose autour de nous était le plus fort. [...] Tout en me demandant où j'allais, je sentais tout le temps qu'il fallait que je fasse cette sculpture. Absolument. En la créant, je répondais, à ma façon, à un monde terriblement cuisant de questions, de regrets, de reproches et amères réflexions sur ma vie ici aux États-Unis. [...] La Prisonnière est une tentative de parler franc et simple, à tout le monde, de ce qu'est la France en ce moment. Il m'est impossible de ne pas en parler, hurler, gueuler même »[47].
L'épreuve acquise par le musée des beaux-arts de Lyon est une volonté du directeur du musée René Jullian de faire entrer la modernité dans l'institution, malgré les réticences d'une partie du personnel municipal. Fondue et patinée en décembre 1956, elle est installée en février 1957[47].
Cette œuvre a fait partie des expositions d'Osnabrück de 2008-2009 « Die verborgene Spur. Jüdische wege durch die Moderne » et de Lyon de 2009-2010 « Picasso, Matisse, Dubuffet, Bacon... Les modernes s'exposent ». Il existe des copient en plâtre ou en bronze dans diverses institutions dont au musée Zadkine à Paris ou au musée Wallraf-Richartz de Cologne[47].

#### Liste des autres sculpteurs représentés
- Arman (1928-2005)
- Jeanne Bardey (1872-1954)
- Antoine Bourdelle (1861-1929)
  - Héraklès archer, 1910.
- Jean-Baptiste Larrivé (1875-1928)
- Henri Laurens (1855-1954)
- Marc Leriche (1885-1918)
- Aristide Maillol (1861-1944)
- Amedeo Modigliani (1884-1920)
- Pablo Picasso (1881-1973)
- Robert Wlérick (1882-1944)
- Étienne-Martin (1913-1995)
- Marta Pan (1923-2008)
- Claudio Parmiggiani (1943-....)
- Rik Wouters (1882-1916)

#### Galerie

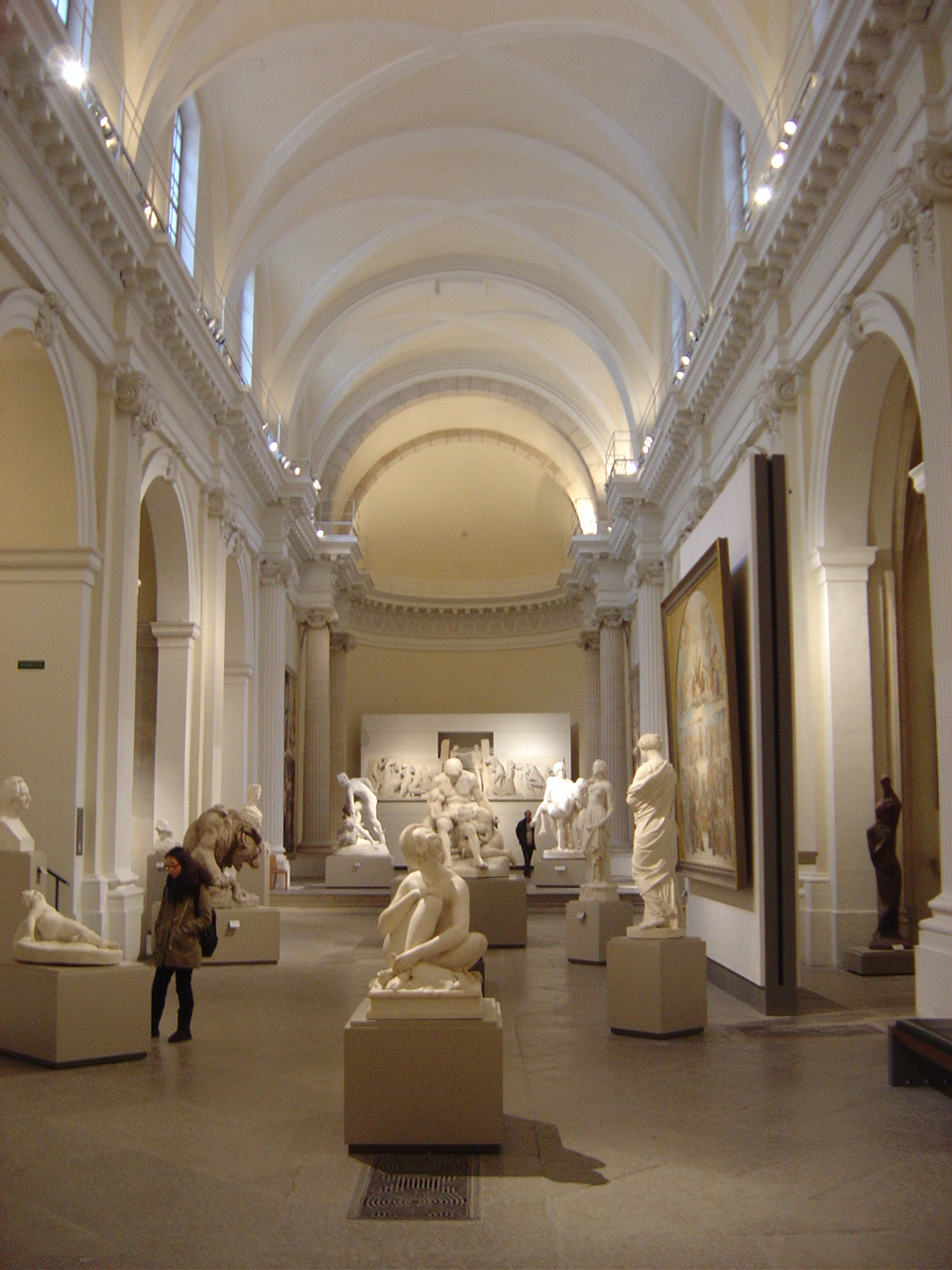
Les sculptures dans la chapelle en 2012.
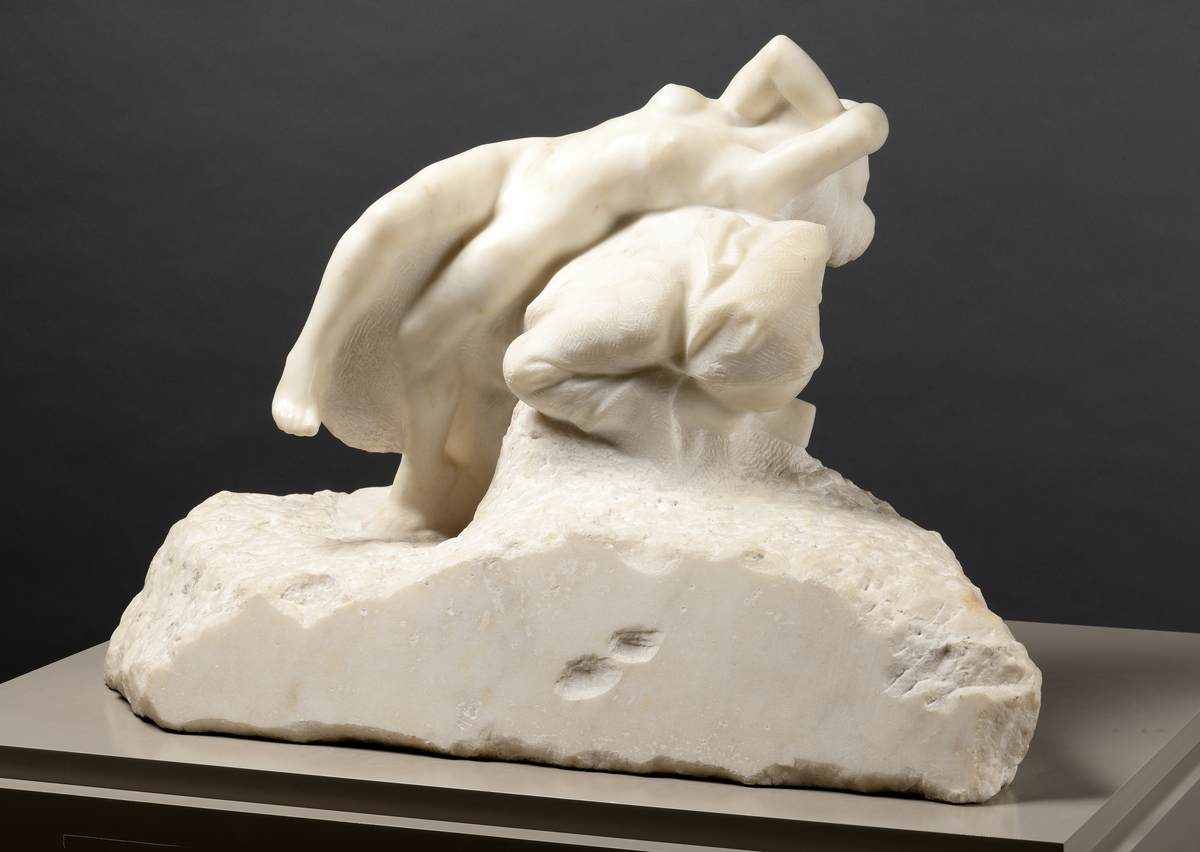
Auguste Rodin, La Tentation de Saint Antoine, (1903).
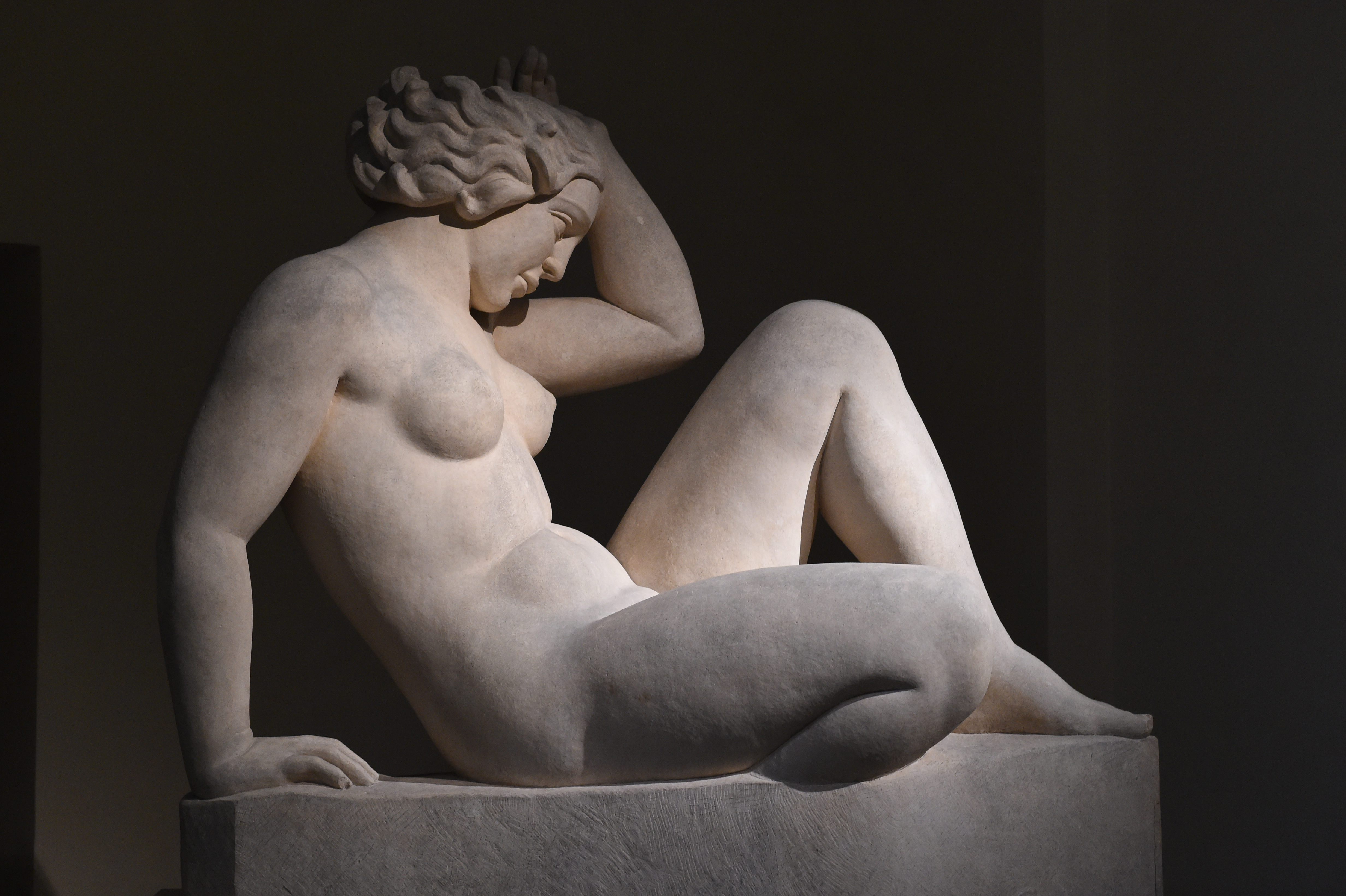
Aristide Maillol, La Montagne, (1937).

## L'ancienne galerie des bustes des Illustres lyonnais
La galerie des bustes des Illustres lyonnais a été inaugurée en 1839 et se situait dans le musée des Beaux-Arts de Lyon. Il s'agissait d'une salle des marbres modernes, située dans l'actuel médaillier du musée. L'objectif de la collection n'était pas de valoriser le sculpteur en tant qu'artiste, mais de mettre en avant la figure du « Lyonnais digne de mémoire ». Aujourd’hui cette galerie n’existe plus, les bustes ayant été dispersés dans plusieurs lieux. Le musée des Beaux-Arts de Lyon en conserve en bas de l’escalier Puvis de Chavanne et dans la salle de la chapelle.

### Historique
L’idée de créer une galerie des Lyonnais célèbres a émergé après la mort de François Grognard, riche lyonnais, en 1823. De son vivant il avait collectionné des dessins représentants des portraits de personnalités lyonnaises célèbres. Cette collection regroupait 1 200 œuvres. Elle a été donnée à son frère, puis passe plusieurs fois en mains privées avant d'être acquise par la ville de Lyon.
Le but était de mettre en valeur des personnalités importantes nées à Lyon et ayant eu une influence sur la ville. François Grognard fait don d'une rente annuelle versée à la municipalité lyonnaise afin de créer une galerie de bustes. En 1825, le premier buste réalisé est celui du bienfaiteur lui-même.
À partir des années 1830, René Dardel, architecte de la ville, réaménage trois salles du palais Saint-Pierre : la galerie des statues (1833-1936), la galerie des marbres (1837-1841) et la galerie des bronzes (1838-1841). La salle des marbres est désignée pour exposer tous les bustes. À partir de 1887, les bustes sont transférés dans l’ancien réfectoire du palais Saint-Pierre puis, au début du XXe siècle, dans la salle de la chapelle.

### La muséographie de la galerie

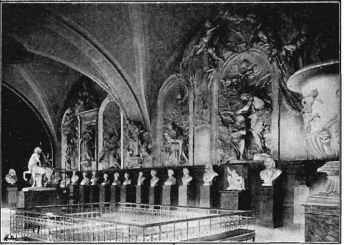
La galerie des bustes dans la salle de l'ancien réfectoire de l'abbaye au musée des Beaux-Arts de Lyon, photographie de Jules Sylvestre vers 1900.

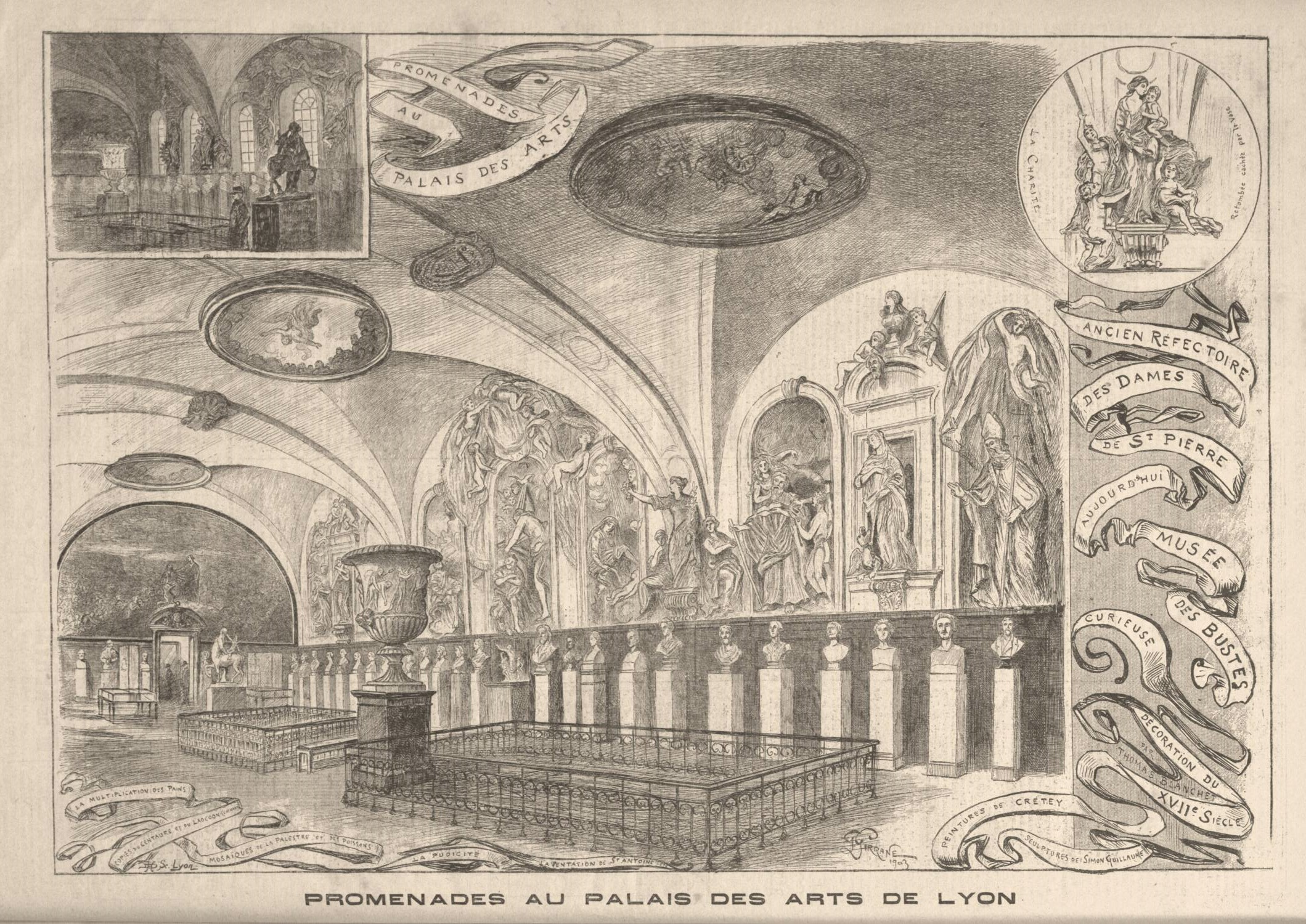
La galerie des bustes dans Le Progrès illustré du 15 février 1903 par Giranne.

Ces portraits sculptés ont dans un premier temps été intégrés dans la salles des statues sans envisager de les réunir dans une salle qui leur soit spécialement dédiée. À partir des travaux réalisés en 1839 dans la salle des statues existante par René Dardel (1796-1871) lui est adjointe une autre salle qui rassemblait les bustes des Lyonnais comme dans un « écrin ». Les décorations « éblouissante[s] de ressauts, de couleurs et de dorures » ont été conçues pour faire ressortir le blanc des marbres. Le choix des couleurs, rouge et bleu, allié au blanc donnait à ce salon un caractère de « sanctuaire du patriotisme ».
En 1907, la galerie regroupait déjà 63 bustes, mais la mairie de la ville demande à réduire l’espace réglementaire de 55 ou 60 cm entre eux, afin de pouvoir placer dix bustes supplémentaires pour la réception du président de la République.
Henri Focillon (1881-1943) succède à la direction du musée et projette de déplacer toutes les sculptures au rez-de-chaussée, dans la salle de la chapelle plus spécifiquement. Le projet est adopté en 1914 pour une estimation de 13 000 francs. L’idée est de créer une galerie prestigieuse pour les éminents protagonistes de la ville et d’en faire une sorte de « panthéon lyonnais ».
Certains personnages sont représentés deux fois, une fois par un tableau et une seconde par un buste sculpté, ce qui est le cas de Claude-François Ménestrier ou Louis-Gabriel Suchet par exemple. Il a donc fallu faire des choix entre les deux. Les peintures ont été ajoutées dans la salle des peintres lyonnais et les bustes dans la salle des statues. Le buste, dans le cas de cette galerie, n’est plus un monument d’histoire mais il devient un « objet de musée ».
Pendant le Second Empire, les bustes des administrateurs civils et militaires ont été transférés dans la salle de la Conservation de l’hôtel de ville de Lyon. Ils servaient de décor pour le conseil municipal privé du maire de la ville. Les quatre bustes des maires Fay de Sathonay, Rambaud, Prunelle et Terme ont été placés sur des socles assortis aux boiseries de la salle.

### Les artistes
Le sculpteur Jean-François Legendre-Héral, professeur à l’École des beaux-arts de Lyon, réalise la majorité des commandes passées avant 1840 avec dix bustes. Après 1900, la politique des commandes municipale évolue. On ne cherche plus à faire appel au sculpteur « officiel » de la ville et on sollicite des artistes prometteurs mais encore peu connus, comme André Vermare et Jean-Baptiste Larrivé. On décide même de ne choisir en priorité que des artistes n’ayant pas encore réalisé de sculpture pour le compte de la ville, ce qui « laisse bien entendre que la qualité de l’œuvre n’est pas primordiale en la circonstance ». La fondation Grognard veut donc promouvoir la création jeunes artistes contemporains pour contribuer au rayonnement de la ville.
Les dimensions des bustes sont imposées aux sculpteurs par le musée, mais quand la galerie a été complètement remplie de bustes, les artistes se sont émancipés des règles d’harmonisation pour sculpter plus librement avec parfois des portraits de taille plus importante. Le conservateur du musée dû alors de nouveau préciser les enjeux des commandes des bustes destinés à être exposés dans une galerie et non dans un espace extérieur.

### Acquisition et commandes publiques
La politique d’encouragement artistique de la ville de Lyon favorisait la production de statuaire.
Au fil des années, des méthodes d’acquisition se sont succédé pour cette galerie des Lyonnais célèbres. Les commandes publiques et les envois de l'État furent le premier mode d’enrichissement suivi par un principe d’élection.
La société des amis des arts de Lyon s’impose également comme étant une source d’enrichissement de la galerie, notamment grâce à l’organisation des salons qui permettaient l’exposition des œuvres d’art.
La rente offerte par François Grognard pour soutenir les artistes lyonnais avait comme objectif premier une réalisation annuelle du portrait d’une célébrité lyonnaise, mais elle a également permis de soutenir les peintres lyonnais tout comme les sculpteurs.
Le choix des personnalités illustrées dans cette galerie écartaient implicitement les portraits d'hommes politiques. Le savoir et le talent étaient considérés comme supérieurs aux opinions politiques et aux professions de foi de tout un chacun. Les Lyonnais dignes de mémoire étaient désignés par l’autorité municipale et la commission du musée, du moins sous le Second Empire.

### Liste des bustes des Illustres lyonnais
Bien que composée en grande majorité de bustes sculptés, cette collection contient aussi des médaillons en plâtre et quelques portraits peints. Ce n'est pas l’artiste qui est au centre du procédé de reconnaissance, mais bien le personnage sculpté. En lui rendant hommage, on perpétuait la grandeur de la ville. La grande proportion de portraits d’artistes représentés dans cet ensemble est due à leur droit de s'autoportraiturer lorsqu'ils répondaient à une commande publique de buste ou de portrait peint.
| Nom du Lyonnais représenté                                                   | Nom de l'artiste                                            | Anciennes localisations | Localisation actuelle                                                                             | Date d'exécution                              | Caractéristiques techniques                    | Notices | Illustration |
| ---------------------------------------------------------------------------- | ----------------------------------------------------------- | --- | ------------------------------------------------------------------------------------------------- | --------------------------------------------- | ---------------------------------------------- | --- | ------------ |
| Artaud, François (1767-1838), savant                                         | Fabisch, Joseph-Hugues (1812-1886)                          | | Musée des Beaux-Arts de Lyon                                                                      | 2 janvier 1856                                | Buste en marbre                                | |              |
| Ballanche, Pierre Simon (1776-1847), écrivain                                | Bonnassieux, Jean Marie (1810-1892)                         | Musée des Beaux-Arts de Lyon : ancien réfectoire de l'abbaye                                                                   | Musée des Beaux-Arts de Lyon                                                                      | 1849                                          | Buste en marbre                                | (Catalogue sommaire..., p. 7)                                                                                  |              |
| Baudin, Eugène (1843-1907), peintre                                          | Baudin, Eugène (1843-1907)                                  | | Musée des Beaux-Arts de Lyon                                                                      | vers 1891                                     | Autoportrait peint                             | |              |
| Berjon, Antoine (1754-1843), peintre                                         | Berjon, Antoine (1754-1843)                                 | | Musée des Beaux-Arts de Lyon                                                                      |                                               | Autoportrait au pastel                         | |              |
| Berjon, Antoine (1754-1843), peintre                                         | Jayet, Clément (1731-1804)                                  | | Musée des Beaux-Arts de Lyon                                                                      | 1788                                          | Buste en terre cuite                           | |              |
| Bertrand, James (1825-1887), peintre                                         | Falguière, Alexandre (1831-1900)                            | | Musée des Beaux-Arts de Lyon                                                                      |                                               | Buste en marbre                                | |              |
| Boissieu, Jean-Jacques (de) (1736-1810), peintre et graveur                  | Fabisch, Joseph Hugues (1812-1886)                          | Musée des Beaux-Arts de Lyon : ancien réfectoire de l'abbaye ; déposé aux musées Gadagne en 1935                               | Musée des Beaux-Arts de Lyon                                                                      | 1847                                          | Buste en marbre                                | (Catalogue sommaire…, p. 7)                                                                                    |              |
| Bonnefond, Claude (1796-1860), peintre                                       | Sébelon, Claude-Marius (1819-1865)                          | | Musée des Beaux-Arts de Lyon                                                                      | 1864                                          | Portrait peint                                 | |              |
| Bouchet, Claude-Antoine (1785-1839), médecin                                 | Ruolz, Léopold (de) (1805-1879)                             | Musée des Beaux-Arts de Lyon : ancien réfectoire de l'abbaye                                                                   | Musée des Beaux-Arts de Lyon                                                                      | 1842                                          | Buste en marbre                                | (Catalogue sommaire…, p. 8)                                                                                    |              |
| Bourgelat, Claude (1712-1779), vétérinaire                                   | Guillot, Arthur (?-1871)                                    | Musée des Beaux-Arts de Lyon : ancien réfectoire de l'abbaye                                                                   | Musée des Beaux-Arts de Lyon                                                                      | 1843                                          | Buste en marbre                                | (Catalogue sommaire…, p. 8)                                                                                    |              |
| Carriès, Jean-Joseph (1855-1894), sculpteur et céramiste                     | Renard, Léopold (1868-1945)                                 | | Musée des Beaux-Arts de Lyon                                                                      | 1906                                          | Buste en marbre                                | |              |
| Chanavard, Paul (1807-1895), peintre                                         | Danguin, Jean-Baptiste (1823-1894)                          | | Musée des Beaux-Arts de Lyon                                                                      | 1880                                          | Dessin                                         | |              |
| Chanavard, Paul (1807-1895), peintre                                         | Gautherin, Paul (1840-1890)                                 | | Musée des Beaux-Arts de Lyon                                                                      | 1887                                          | Buste en plâtre                                | |              |
| Chinard, Joseph (1756-1813), sculpteur                                       | Guillot, Arthur (?-1871)                                    | Musée des Beaux-Arts de Lyon : ancien réfectoire de l'abbaye                                                                   | Musée des Beaux-Arts de Lyon                                                                      | 1834                                          | Buste en marbre                                | (Catalogue sommaire…, p. 8)                                                                                    |              |
| Colonia, Dominique (de) (1660-1741), écrivain                                | Flandrin, Auguste (1804-1842)                               | | Musée des Beaux-Arts de Lyon                                                                      | 1842                                          | Portrait peint                                 | |              |
| Coste, Jules (1840-1910), publiciste et homme politique                      | Boudon, Émile (actif au début du XXe siècle)                | | Musée des Beaux-Arts de Lyon                                                                      |                                               | Buste en marbre                                | |              |
| Coysevox, Antoine (1640-1720), sculpteur                                     | Bonnefond, Claude (1796-1860)                               | | Musée des Beaux-Arts de Lyon                                                                      | 1846 ou 1847                                  | Portrait peint                                 | |              |
| Crestin, Melchior-François (1824-1899) - Administrateur                      | Fontan, Vincent (1842-1903)                                 | | Musée des Beaux-Arts de Lyon                                                                      | 1902                                          | Buste en marbre                                | |              |
| Danguin, Jean-Baptiste (1823-1894) - Artiste                                 | Danguin, Jean-Baptiste (1823-1894)                          | | Musée des Beaux-Arts de Lyon                                                                      | S.D. 168                                      | Portrait peint                                 | |              |
| Dardel, René (1796-1871) - Artiste                                           | Bonnet, Guillaume (1820-1873)                               | Musée des Beaux-Arts de Lyon : ancien réfectoire de l'abbaye                                                                   | Musée des Beaux-Arts de Lyon                                                                      | S.D. 1860                                     | Buste en marbre                                | (Catalogue sommaire..., p. 8)                                                                                  |              |
| Gérando, Joseph-Marie (de) (1772-1842) - Écrivain                            | Bonnassieux, Jean-Marie (1810-1892)                         | Musée des Beaux-Arts de Lyon : ancien réfectoire de l'abbaye                                                                   | Musée des Beaux-Arts de Lyon                                                                      | S.D. 1844                                     | Buste en marbre                                | (Catalogue sommaire..., p. 9)                                                                                  |              |
| Dugas-Montbel, Jean-Baptiste (1776-1834) - Savant / Administrateur           | Guillot, Arthur (?-1871)                                    | | Archives municipales de Lyon depuis 2006                                                          | S.D. 1834                                     | Buste en marbre                                | |              |
| Eynard, Ennemond (1749-1837)                                                 | Legendre-Héral, Jean-François (1795-1851)                   | Musée des Beaux-Arts de Lyon : ancien réfectoire de l'abbaye                                                                   | Musée des Beaux-Arts de Lyon                                                                      | 1832                                          | Buste en marbre                                | (Catalogue sommaire..., p. 8)                                                                                  |              |
| Eynard, Ennemond (1749-1837)                                                 | Trimolet, Anthelme (1798-1866)                              | | Musée des Beaux-Arts de Lyon                                                                      | (1819) pour l’original / (1837) pour la copie | Portrait peint en pied                         | |              |
| Favre, Jules (1809-1880) - Homme politique                                   | Mathelin, Jean (1836-1900)                                  | | Musée des Beaux-Arts de Lyon                                                                      | S.D. 1887                                     | Buste en marbre                                | |              |
| Fay de Sathonay, Nicolas-Marie-Jean-Claude (1762-1812) - Administrateur      | Legendre-Héral, Jean-François (1795-1851)                   | Musée des Beaux-Arts de Lyon : ancien réfectoire de l'abbaye ;                                                                 | Musée des Beaux-Arts de Lyon                                                                      | S.D. 1827                                     | Buste en marbre                                | (Catalogue sommaire..., p. 11)                                                                                 |              |
| Flandrin, Jean Hippolyte (1809-1864) - Artiste                               | Fabisch, Joseph-Hugues (1812-1886)                          | Musée des Beaux-Arts de Lyon : ancien réfectoire de l'abbaye ; déposé à la mairie du 5e arrondissement de Lyon de 1948 à 1993. | Musée des Beaux-Arts de Lyon                                                                      | S. 1866                                       | Buste en marbre                                | (Catalogue sommaire..., p. 8-9)                                                                                |              |
| Fulchiron, Jean-Claude (1774-1859) - Écrivain / Administrateur / Bienfaiteur | Textor, Charles (1835-1905)                                 | Musée des Beaux-Arts de Lyon : ancien réfectoire de l'abbaye                                                                   | Musée des Beaux-Arts de Lyon                                                                      | S.D. 1874                                     | Buste en marbre                                | (Catalogue sommaire..., p. 9)                                                                                  |              |
| Gilibert, Jean-Emmanuel (1741-1814) - Savant                                 | Legendre-Héral, Jean-François (1795-1851)                   | Musée des Beaux-Arts de Lyon : ancien réfectoire de l'abbaye                                                                   | Musée des Beaux-Arts de Lyon                                                                      | S.D. 1837                                     | Buste en marbre                                | (Catalogue sommaire..., p. 9)                                                                                  |              |
| Grognard, François (1748-1823) - Bienfaiteur                                 | Legendre-Héral, Jean-François (1795-1851)                   | Musée des Beaux-Arts de Lyon : ancien réfectoire de l'abbaye                                                                   | Musée des Beaux-Arts de Lyon                                                                      | S.D. 1825                                     | Buste en marbre                                | (Catalogue sommaire..., p. 9)                                                                                  |              |
| Guy, Louis (1824-1888) - Artiste                                             | Guy, Louis (1824-1888)                                      | | Musée des Beaux-Arts de Lyon                                                                      | S.D. 1877                                     | Portrait peint                                 | |              |
| Jaboulay, Mathieu (1860-1913) - Chirurgien                                   | Renard, Léopold (1868-1945)                                 | | Musée des Beaux-Arts de Lyon                                                                      | 1916                                          | Buste en marbre                                | |              |
| Jacomin, Jean-Marie (1789-1858) - Artiste                                    | Jacomin, Jean-Marie (1789-1858)                             | | Musée des Beaux-Arts de Lyon                                                                      | S.D. 1836                                     | Portrait peint en pied                         | |              |
| Jacquard, Joseph Marie (1752-1834) - Savant                                  | Bonnefond, Claude (1796-1860), peintre                      | | Musée des Beaux-Arts de Lyon                                                                      | S.D. Lyon 1834                                | Portrait peint en pied                         | |              |
| Jordan, Camille (1771-1821) - Administrateur                                 | Guillot, Arthur (?-1871)                                    | Musée des Beaux-Arts de Lyon : ancien réfectoire de l'abbaye                                                                   | Musée des Beaux-Arts de Lyon                                                                      | S.D. 1831                                     | Buste en marbre                                | (Catalogue sommaire..., p. 9)                                                                                  |              |
| Jussieu, Bernard (de) (1699-1777) Savant                                     | Legendre-Héral, Jean-François (1795-1851)                   | Musée des Beaux-Arts de Lyon : ancien réfectoire de l'abbaye                                                                   | Musée des Beaux-Arts de Lyon                                                                      | S.D. 1834                                     | Buste en marbre                                | (Catalogue sommaire..., p. 9)                                                                                  |              |
| Legendre-Héral, Jean-François (1795-1851) - Artiste                          | Bonnassieux, Jean-Marie. (1810-1892)                        | Musée des Beaux-Arts de Lyon : ancien réfectoire de l'abbaye                                                                   | Musée des Beaux-Arts de Lyon                                                                      | S.D. 1879                                     | Buste en marbre                                | (Catalogue sommaire..., p. 10)                                                                                 |              |
| Lortet, Pierre (1792-1868) - Écrivain                                        | Pagny, Étienne (1829-1898)                                  | Musée des Beaux-Arts de Lyon : ancien réfectoire de l'abbaye ; déposé à la mairie du 5e arrondissement de 1848 à 1993.         | Musée des Beaux-Arts de Lyon                                                                      | S.D. 1880                                     | Buste en marbre                                | (Catalogue sommaire..., p. 10)                                                                                 |              |
| Maupetit, Pierre, général baron (1771-1811) - Militaire                      | Genod, Michel-Philibert (1795-1862)                         | | Musée des Beaux-Arts de Lyon                                                                      | (1849)                                        | Portrait peint en pied                         | |              |
| Meissonier, Ernest (1815-1891) - Artiste                                     | Aubert, Pierre (1853-1912)                                  | | Musée des Beaux-Arts de Lyon                                                                      | S. 1895                                       | Buste en marbre                                | |              |
| Ménestrier, Claude-François. (1631-1705) - Écrivain                          | Reverchon, André (1808-1882)                                | | Musée des Beaux-Arts de Lyon                                                                      | S.D. 1861                                     | Portrait peint en pied                         | |              |
| Neufville de Villeroy, François-Paul (de) (1677-1731) - Ecclésiastique       | Coustou, Guillaume (1677-1746)                              | Musée des Beaux-Arts de Lyon : ancien réfectoire de l'abbaye                                                                   | Musée des Beaux-Arts de Lyon                                                                      | S.D. 1723                                     | Buste en marbre                                | (Catalogue sommaire..., p. 10)                                                                                 |              |
| Orsel, Victor (1795-1850) - Artiste                                          | Bonnet, Guillaume (1820-1873)                               | Musée des Beaux-Arts de Lyon : ancien réfectoire de l'abbaye                                                                   | Musée des Beaux-Arts de Lyon                                                                      | S. (1859)                                     | Buste en marbre                                | (Catalogue sommaire..., p. 10)                                                                                 |              |
| Perrichon, André Camille (1678-1768)                                         | Grandon, Charles (v. 1691-1762)                             | | Musée des Beaux-Arts de Lyon                                                                      |                                               | Portrait peint                                 | |              |
| Puvis de Chavannes, Pierre (1824-1898)                                       | Rodin, Auguste (1840-1917)                                  | | Musée des Beaux-Arts de Lyon                                                                      | 1891                                          | Buste en plâtre                                | |              |
| Récamier Juliette (1777-1852)                                                | Canova, Antonio (1757-1822)                                 | Musée des Beaux-Arts de Lyon : ancien réfectoire de l'abbaye                                                                   | Musée des Beaux-Arts de Lyon                                                                      | 1813                                          | Buste en marbre                                | (Catalogue sommaire..., p. 11)                                                                                 |              |
| Révoil, Pierre Henri (1776-1842)                                             | Jacomin, Jean-Marie (1789-1858)                             | Musée des Beaux-Arts de Lyon : ancien réfectoire de l'abbaye                                                                   | Musée des Beaux-Arts de Lyon                                                                      | S.D.1847                                      | Portrait peint en pied                         | (Catalogue sommaire..., p. 11)                                                                                 |              |
| Révoil, Pierre Henri (1776-1842)                                             | Roubaud, François Félix (1824-1876)                         | | Musée des Beaux-Arts de Lyon                                                                      | S.D. 1871                                     | Buste en marbre                                | |              |
| Richard, Fleury François (1777-1852)                                         | Jacomin, Jean-Marie (1789-1858)                             | | Musée des Beaux-Arts de Lyon                                                                      | S.D. 1852                                     | Portrait peint en pied                         | |              |
| Rondelet, Jean (1753-1829) - architecte                                      | Elshoect, Carle (1797-1856)                                 | Musée des Beaux-Arts de Lyon : ancien réfectoire de l'abbaye                                                                   | Musée des Beaux-Arts de Lyon                                                                      | S.D. 1845                                     | Buste en marbre                                | (Catalogue sommaire..., p. 11)                                                                                 |              |
| Rozier, François (1734-1793)                                                 | Jacomin, Jean-Marie (1789-1858)                             | | Musée des Beaux-Arts de Lyon                                                                      | S.D. 1831                                     | Portrait en pied                               | |              |
| Sauzet, Paul (1800-1876)                                                     | Fontan, Vincent (1842-1903)                                 | | Musée des Beaux-Arts de Lyon                                                                      | S.D. 1897                                     | Buste en marbre                                | |              |
| Sénard, Charles (1878-1934)                                                  | Salendre, Georges (1890-1985)                               | | Musée des Beaux-Arts de Lyon                                                                      | (1936)                                        | Médaillon en plâtre                            | |              |
| Sériziat, Charles, général (1756-1802)                                       | Claitte, Philibert (1859-1938)                              | | Musée des Beaux-Arts de Lyon                                                                      | S. (1898)                                     | Buste en marbre                                | |              |
| Seve, Joseph, dit Soliman Pacha (1788-1860)                                  | Charles Bailly (1844-1898)                                  | | Musée des Beaux-Arts de Lyon                                                                      | S.D. 1887                                     | Buste en marbre                                | |              |
| Siefert, Louisa (1845-1877)                                                  | Pagny, Étienne (1829-1898)                                  | Musée des Beaux-Arts de Lyon : ancien réfectoire de l'abbaye                                                                   | Musée des Beaux-Arts de Lyon                                                                      | S.D. 1880                                     | Buste en marbre                                | (Catalogue sommaire..., p. 11)                                                                                 |              |
| Soufflot, J.G. (1713-1790)                                                   | Elshoect, Carle (1797-1856)                                 | Déposé aux musées Gadagne en 1935                                                                                              | Musée des Beaux-Arts de Lyon                                                                      | S.D. 1845                                     | Buste en marbre                                | |              |
| Soulary, Joséphin (1815-1891)                                                | Textor, Charles (1835-1905)                                 | | Musée des Beaux-Arts de Lyon                                                                      | S.D. 1867                                     | Buste en marbre                                | |              |
| Stella, Jacques (1596-1657)                                                  | Genod, Michel-Philibert (1795-1862)                         | | Musée des Beaux-Arts de Lyon                                                                      | S.D. 1851                                     | Portrait peint en pied                         | |              |
| Stella, Jacques (1596-1657)                                                  | Stella, Jacques (1596-1657)                                 | | Musée des Beaux-Arts de Lyon                                                                      | XVIIe siècle                                  | Portrait                                       | |              |
| Stella, Jacques (1596-1657)                                                  | Aubert, Pierre (1853-1912)                                  | | Musée des Beaux-Arts de Lyon                                                                      | S.D. 1902                                     | Buste en marbre                                | Notice no 000SC025364, sur la plateforme ouverte du patrimoine, base Joconde, ministère français de la Culture |              |
| Suchet, Louis-Gabriel (duc d’Albuféra) (1772-1826)                           | Soulary, Claude (1792-1870)                                 | | Musée des Beaux-Arts de Lyon                                                                      | (1831)                                        | Portrait peint                                 | |              |
| Suchet, Louis-Gabriel (duc d’Albuféra) (1772-1826)                           | Ruolz, Léopold (de) (1805-1879)                             | Musée des Beaux-Arts de Lyon : ancien réfectoire de l'abbaye                                                                   | Musée des Beaux-Arts de Lyon                                                                      | 1839                                          | Buste en marbre                                | (Catalogue sommaire..., p. 11)                                                                                 |              |
| Thierry, Jean (1669-1739)                                                    | Largillière, Nicolas de (1656-1746)                         | | Musée des Beaux-Arts de Lyon                                                                      |                                               | Portrait peint                                 | |              |
| Tisseur, Clair (1826-1895) - poète et publiciste                             | Renard, Marcel (1893-1974) - sculpteur et médailleur        | | Musée des Beaux-Arts de Lyon                                                                      | (1922)                                        | Buste en pierre                                | |              |
| Tisseur, Clair (1826-1895) - poète et publiciste                             | Delorme, J.A. (1829-1905)                                   | Musée des Beaux-Arts de Lyon : ancien réfectoire de l'abbaye                                                                   | Musée des Beaux-Arts de Lyon                                                                      | S.D. 1884                                     | Buste en marbre                                | (Catalogue sommaire..., p. 12)                                                                                 |              |
| Tolozan de Montfort, Louis (1726-1811)                                       | Blanchet, Louis Gabriel (1705-1772                          | | Musée des Beaux-Arts de Lyon                                                                      | S.D. Romae 1756                               | Portrait peint                                 | |              |
| Vibert, Victor (1799-1860)                                                   | Sebelon, Auguste (1819-1865)                                | | Musée des Beaux-Arts de Lyon                                                                      | S.D. 1864                                     | Portrait peint                                 | |              |
| Vitet, Louis (1736-1809)                                                     | Renard, Léopold (1868-1945)                                 | | Musée des Beaux-Arts de Lyon                                                                      | S. (1904)                                     | Buste en marbre                                | |              |
| Baron, Balthazar-Jean (1788-1869) - Artiste                                  | Trimolet, Anthelme (1798-1866)                              | | Musées Gadagne                                                                                    | S.D. 1847                                     | Portrait peint                                 | |              |
| Bouchaud, Pierre de (1862-1925) - Écrivain                                   | Maspoli, Alexandre (1875-1943)                              | | Musées Gadagne                                                                                    | S.D. 1929                                     | Buste en marbre                                | |              |
| Coysevox, Antoine (1640-1720) - Artiste                                      | Fontan, Vincent (1842-1903)                                 | | Musées Gadagne                                                                                    | S.D. 1893                                     | Buste en marbre                                | |              |
| Bourges, Clémence de (XVIe siècle, v.1535-1557) - Écrivain                   | Mathelin, Jean (1836-1900)                                  | | Musées Gadagne                                                                                    | S.D. 1898                                     | Buste en marbre                                | |              |
| Tournes, Jean de (XVIe siècle) - Artiste                                     | Vermare, André (1869-1949)                                  | | Musées Gadagne                                                                                    | S.D. Roma 1900                                | Buste en marbre                                | |              |
| Drevet, Claude (1697-1781) - Artiste                                         | Mathelin, Jean (1836-1900)                                  | | Musées Gadagne                                                                                    | S.D. 1891                                     | Buste en marbre                                | |              |
| Guillet, Pernette du (1518-1545) - Écrivain                                  | Pivot, Jean Louis (1844-1926)                               | | Musées Gadagne                                                                                    | S.D 1898                                      | Buste en marbre                                | |              |
| Dupont, Pierre (1821-1870) - Écrivain                                        | Girardet, François (1852-après 1910)                        | | Musées Gadagne                                                                                    | S.D. 1899                                     | Buste en marbre                                | |              |
| Fonville, Nicolas Victor (1805-1856) - Artiste                               | Trimolet, Anthelme (1798-1866)                              | | Musées Gadagne                                                                                    |                                               | Portrait peint                                 | |              |
| Gadagne, Thomas (1454-1533) - Bienfaiteur                                    | Vérot, Jacques-Emile (1862 - ?)                             | | Musées Gadagne                                                                                    | S.D. 1906                                     | Buste en marbre                                | |              |
| Ménestrier, Claude-François. (1631-1705) - Écrivain                          | Legendre-Héral, J.F. (1795-1851)                            | Musée des Beaux-Arts de Lyon : ancien réfectoire de l'abbaye                                                                   | Musées Gadagne                                                                                    | S.D. 1840                                     | Buste en marbre                                | (Catalogue sommaire..., p. 10)                                                                                 |              |
| Perrache Antoine Michel (1729-1769)                                          | Revol, Mlle (?)                                             | | Musées Gadagne                                                                                    |                                               | Portrait peint                                 | |              |
| Tisseur, Clair (1826-1895) - poète et publiciste                             | Delorme, Jean-André (1829-1905)                             | | Musées Gadagne                                                                                    | S.D. 1897                                     | Buste en marbre                                | |              |
| Ampère, Jean-Jacques (1800-1864) - Écrivain                                  | Courtel, Auguste (1821-1891)                                | Musée des Beaux-Arts de Lyon : ancien réfectoire de l'abbaye                                                                   | Palais de la Bourse (Lyon), dans l'escalier monumental côté Rhône                                 | S.D. 1877                                     | Buste en marbre                                | (Catalogue sommaire..., p. 7)                                                                                  |              |
| Berjon, Antoine (1754-1843), peintre                                         | Textor, Charles (1835-1905)                                 | Musée des Beaux-Arts de Lyon : ancien réfectoire de l'abbaye                                                                   | Palais de la Bourse (Lyon), dans l'escalier monumental côté Rhône                                 | S.D. 1874                                     | Buste en marbre                                | (Catalogue sommaire..., p. 7)                                                                                  |              |
| Dardel, René (1796-1871) - Artiste                                           | Aubert, Pierre (1853-1912)                                  | | Palais de la Bourse (Lyon), escalier monumental cöté Saône                                        |                                               | Buste en marbre                                | |              |
| Jacquard, Joseph Marie (1752-1834) - Savant                                  | Bonnefond, Claude (1796-1860), peintre                      | | Palais de la Bourse (Lyon)                                                                        |                                               | Portrait peint en pied                         | |              |
| Pernon, Camille (1753-1808) - Industriel                                     | Legendre-Héral, Jean-François. (1795-1851)                  | Musée des Beaux-Arts de Lyon : ancien réfectoire de l'abbaye                                                                   | Palais de la Bourse (Lyon), dans une niche de l'escalier monumental côté Rhône                    | S.D. 1836                                     | Buste en marbre                                | (Catalogue sommaire..., p. 10)                                                                                 |              |
| Lassale, Philippe de (1723-1804) - Artiste                                   | Maspoli, Alexandre (1875-1943)                              | | Palais de la Bourse (Lyon)                                                                        | S.D. 1911                                     | Buste en marbre                                | |              |
| Poivre, Pierre (1719-1786)                                                   | Legendre-Héral, Jean-François (1795-1851)                   | Musée des Beaux-Arts de Lyon : ancien réfectoire de l'abbaye                                                                   | Palais de la Bourse (Lyon), dans une niche de l'escalier monumental côté Rhône (dépôt de 1905)    | S.D. 1836                                     | Buste en marbre                                | (Catalogue sommaire..., p. 11)                                                                                 |              |
| Say, Jean-Baptiste (1767-1852)                                               | Fontan, Vincent (1842-1903)                                 | | Palais de la Bourse (Lyon) : dans une niche de l'escalier monumental côté Rhône                   | S.D. 1888                                     | Buste en marbre                                | |              |
| Castellane, Boniface de (1788-1862) - Militaire                              | Courtet, Augustin (1821-1891)                               | | Restitué à l'État                                                                                 | S.D. 1853                                     | Buste en marbre                                | |              |
| Deguerry, Gaspard (1797 -1871) - Écrivain                                    | Oliva, Alexandre (1823-1890)                                | Musée des Beaux-Arts de Lyon : ancien réfectoire de l'abbaye                                                                   | Restitué à l'État                                                                                 | S.D. 1874                                     | Buste en bronze                                | (Catalogue sommaire..., p. 8)                                                                                  |              |
| Desvernay, Félix (1854-1917) - Savant                                        | Maspoli, Alexandre (1875-1943)                              | Musées Gadagne | Palais archiépiscopal de Lyon                                                                     | S.D.1925                                      | Buste en marbre                                | |              |
| Ozanam, Antoine-Frédéric (1813-1853) - Écrivain                              | Fabisch, Joseph-Hugues (1812-1886)                          | Musée des Beaux-Arts de Lyon : ancien réfectoire de l'abbaye                                                                   | Palais archiépiscopal de Lyon                                                                     | S. (1861)                                     | Buste en marbre                                | (Catalogue sommaire..., p. 10)                                                                                 |              |
| Tisseur, Clair (1826-1895) - poète et publiciste                             | Burban, Henri (...1911-1958…)                               | Déposé à la mairie du 1er arrondissement de Lyon jusqu'en 2011                                                                 | Musée des Beaux-Arts de Lyon                                                                      | S.D. 1932                                     | Buste en plâtre patiné                         | |              |
| Tisseur, Clair (1826-1895) - poète et publiciste                             | Salendre, Georges (1890-1985)                               | | Mairie du 2e arrondissement de Lyon                                                               | S. (1932)                                     | Buste bronze à cire perdue                     | |              |
| Flandrin, Hippolyte (1809-1864) - Artiste                                    | Poncet, Jean-Baptiste (1827-1901)                           | | Mairie du 5e arrondissement de Lyon                                                               | S. 1862                                       | Portrait peint en pied                         | |              |
| Gensoul, Joseph (1797-1858) - Chirurgien                                     | Bonnet, Guillaume (1820-1873)                               | Musée des Beaux-Arts de Lyon : ancien réfectoire de l'abbaye                                                                   | Palais de justice historique de Lyon                                                              | S.D. 1862                                     | Buste en marbre                                | (Catalogue sommaire..., p. 9)                                                                                  |              |
| Guimet, Jean-Baptiste (1795-1871) - Savant                                   | Roubaud, François Félix (1824-1876)                         | Musée des Beaux-Arts de Lyon : ancien réfectoire de l'abbaye                                                                   | Palais de justice historique de Lyon                                                              | S.D. Paris 1853                               | Buste en marbre                                | (Catalogue sommaire..., p. 9)                                                                                  |              |
| Jacquard, Joseph Marie (1752-1834) - Savant                                  | Guichard, Joseph (1806-1880)                                | | Hôtel de ville de Lyon, salle de la Conservation                                                  | S.D. 1864                                     | Portrait peint en pied                         | |              |
| Magnin, Jean André (1794-1824)                                               | Magnin, Jean André (1794-1824)                              | | Hôtel de ville de Lyon, salle de la Conservation                                                  | S.D. 1821                                     | Portrait peint                                 | | \| \|        |
| Prunelle, Victor (1777-1853)                                                 | Fabisch, Joseph-Hugues (1812-1886)                          | | Hôtel de ville de Lyon, salle de la Conservation                                                  | S. (1853)                                     | Buste en marbre                                | |              |
| Rambaud, Pierre Thomas (1754-1845)                                           | Ruolz, Léopold (de) (1805-1879)                             | | Hôtel de ville de Lyon, salle de la Conservation                                                  | Septembre 1841                                | Buste en marbre                                | |              |
| Terme, Jean-François (1791-1847)                                             | Bonnassieux, J.M. (1810-1892)                               | | Hôtel de ville de Lyon, salle de la Conservation                                                  | S.D. Paris 1851                               | Buste en marbre                                | |              |
| Tisseur, Clair (1826-1895) - poète et publiciste                             |                                                             | | Hôtel de ville de Lyon, salle de la Conservation                                                  |                                               | Buste en plâtre (maquette du concours de 1932) | |              |
| Roy, Camille, pseudonyme de Claude-Marie Loron, (1861-1922)                  | Renard, Marcel (1893-1974) - sculpteur et médailleur        | | Jardin des Chartreux                                                                              | S.D. 1924                                     | Portrait peint                                 | |              |
| Rozier, J.F. (1734-1793)                                                     | Benoist, Robert (...1902-1935…)                             | | Parc de la Tête d’Or                                                                              | (1923)                                        | Buste en marbre                                | |              |
| Huguet, Eugène (1863-1914) - Artiste                                         | Ballanche, Pierre-Simon - médailliste, XXe siècle           | | Palais des expositions (5e arrondissement)                                                        |                                               | Médaillon en bronze                            | |              |
| Bataille, Jean Marie (1838-1912) - Administrateur                            | Devaux, Pierre (1865-1938)                                  | | Cimetières de La Guillotière, sur la tombe du modèle                                              | (1914)                                        | Buste en bronze                                | |              |
| Mourguet, Laurent (1769-1844) - Artiste                                      | Girardet, François (1852-après 1910)                        | | Monument à Laurent Mourguet                                                                       | 1910                                          | Buste en marbre                                | |              |
| Ampère André-Marie (1775-1836) - Savant                                      | Bonnassieux, Jean-Marie (1810-1892)                         | Musée des Beaux-Arts de Lyon : ancien réfectoire de l'abbaye                                                                   | Mairie de Poleymieux-au-Mont-d’Or (Rhône)                                                         | S.D. Paris 1849                               | Buste en marbre                                | (Catalogue sommaire..., p. 7)                                                                                  |              |
| Audran, Gérard (1640-1703) - Artiste                                         | Charpentier, Julie (1770-1845)                              | Musée des Beaux-Arts de Lyon : ancien réfectoire de l'abbaye                                                                   | Non localisé                                                                                      | S.D. 1817                                     | Buste en marbre                                | (Catalogue sommaire..., p. 7)                                                                                  |              |
| Barodet, Désiré (1823-1906) - Administrateur                                 | Burban, Henri (1866-1958)                                   | | Non localisé                                                                                      | 1910                                          | Buste en marbre                                | |              |
| Baudin, Eugène (1843-1907), peintre                                          | Devaux, Pierre (1865-1938)                                  | | Non localisé                                                                                      | (1936 ou 1935)                                | Médaillon en plâtre                            | |              |
| Bauer, Auguste Félix (1854-1933) - Artiste                                   | Renard, Léopold (1868-1945)                                 | | Non localisé                                                                                      | (1936 ou 1935)                                | Médaillon en plâtre                            | |              |
| Bertrand, Antoine-Marie (1754-1796) - Maire de Lyon en 1793-1794             | Patoret, Jean (1860-?)                                      | | Non localisé                                                                                      | (1907)                                        | Buste en marbre                                | |              |
| Bonnefond, Claude (1796-1860), peintre                                       | Bonnet, Guillaume (1820-1873)                               | Musée des Beaux-Arts de Lyon : ancien réfectoire de l'abbaye ; Musées Gadagne                                                  | Non localisé                                                                                      | S.D. 1866                                     | Buste en marbre                                | (Catalogue sommaire..., p. 7-8)                                                                                |              |
| Bonnet, Guillaume (1820-1873)                                                | Bonnet, Guillaume (1820-1873)                               | Musée des Beaux-Arts de Lyon : ancien réfectoire de l'abbaye                                                                   | Non localisé                                                                                      |                                               | Buste en bronze (galvanoplastie)               | (Catalogue sommaire..., p. 8)                                                                                  |              |
| Chenavard, Paul (1807-1895), peintre                                         | Devaux, Pierre (1865-1938)                                  | Déposé aux musées Gadagne en 1935                                                                                              | Non localisé                                                                                      | 1898                                          | Buste en marbre                                | |              |
| Cohendy, Émile (1851-1920) - Administrateur                                  |                                                             | | Non localisé                                                                                      |                                               | Buste en marbre ?                              | |              |
| Colonge, L. (1869-1914) - Artiste (chansonnier)                              | Devaux, Pierre (1865-1938)                                  | | Non localisé                                                                                      |                                               | Buste en marbre ?                              | |              |
| Coustou, Guillaume (1677-1746) - Artiste                                     | Bonnaire, Pierre-Toussaint (1813-1882)                      | Musée des Beaux-Arts de Lyon : ancien réfectoire de l'abbaye ; Musées Gadagne                                                  | Non localisé                                                                                      | S.D. 1853                                     | Buste en marbre                                | (Catalogue sommaire..., p. 8)                                                                                  |              |
| Coustou, Nicolas (1658-1733) - Artiste                                       | Legendre-Héral, Jean-François (1795-1851)                   | Musée des Beaux-Arts de Lyon : ancien réfectoire de l'abbaye ; ; déposé aux musées Gadagne à une date indéterminée             | Non localisé                                                                                      | S.D. 1836                                     | Buste en marbre                                | (Catalogue sommaire..., p. 8)                                                                                  |              |
| De l’Horme, Philibert (1514-1570) - Artiste                                  | Legendre-Héral, Jean-François (1795-1851)                   | Musée des Beaux-Arts de Lyon : ancien réfectoire de l'abbaye ; déposé aux musées Gadagne à une date indéterminée               | Non localisé                                                                                      | S.D. 1836                                     | Buste en marbre                                | (Catalogue sommaire..., p. 11)                                                                                 |              |
| Dolet, Étienne (1509-1546) - Écrivain                                        | Fontan, Vincent (1842-1903)                                 | Déposé aux musées Gadagne en 1935                                                                                              | Non localisé                                                                                      | (1901)                                        | Buste en marbre                                | |              |
| Dufraine, Charles (1827-1900) - Artiste                                      | Ploquin, Jean (1860- après 1933)                            | Refondu en 1942 par les troupes allemandes                                                                                     | Non localisé                                                                                      | (1922)                                        | Buste en bronze                                | |              |
| Girrane, pseudonyme de Gustave Garnier (1865-1922) - Artiste                 | Descombes, Lucien (1886-après 1922)                         | | Non localisé                                                                                      | S. 1924                                       | Buste en marbre                                | |              |
| Guichard, Claudius (1825-1895) - Administrateur / Bienfaiteur                | ?                                                           | | Non localisé                                                                                      |                                               | Buste en marbre ?                              | |              |
| Guy, Jean Baptiste Louis (1824-1888) - Artiste                               | Burban, Henri (...1911-1958…)                               | Déposé aux musées Gadagne en 1935                                                                                              | Non localisé                                                                                      | 1913                                          | Buste en marbre                                | |              |
| Jacquard, Joseph Marie (1752-1834) - Savant                                  | Maspoli, Alexandre (1875-1943)                              | | Non localisé                                                                                      | (1935)                                        | Médaillon en plâtre                            | |              |
| Labé, Louise (v. 1525-1566) - Écrivain                                       | Foyatier, Denis (1793-1863)                                 | Musée des Beaux-Arts de Lyon : ancien réfectoire de l'abbaye                                                                   | Non localisé                                                                                      | S.D. 1827                                     | Buste en marbre                                | (Catalogue sommaire..., p. 9-10)                                                                               |              |
| Larrivé, Jean-Baptiste (1875-1928) - Artiste                                 | Lapendery, AF, dit Francisque (1910-1961)                   | | Non localisé                                                                                      | (1948)                                        | Buste en pierre de Lins                        | |              |
| Lemot, François-Frédéric (1771-1827) - Artiste                               | Foyatier, Denis (1793-1863)                                 | Musée des Beaux-Arts de Lyon : ancien réfectoire de l'abbaye                                                                   | Non localisé                                                                                      | S.D. 1829                                     | Buste en marbre                                | (Catalogue sommaire..., p. 10)                                                                                 |              |
| Lumière, Antoine (1840-1911) - Industriel                                    | Penelle, Maurice (1852 - ?)                                 | | Non localisé                                                                                      | (1914)                                        | Buste en marbre                                | |              |
| Martin, Claude major. (1735-1800) - Bienfaiteur                              | Elshoect, Carle (1797-1856)                                 | Déposé au lycée La Martinière à une date inconnue                                                                              | Non localisé                                                                                      | 1845                                          | Buste en marbre                                | |              |
| Maupin, Simon (16..-1668) - Artiste                                          | Bailly, Charles-François (1844-1898)                        | Musées Gadagne | Non localisé                                                                                      | 1898                                          | Buste en marbre                                | |              |
| Mouillard, Louis-Pierre (1834-1897) - Aviateur                               | Devaux, Pierre (1865-1938)                                  | Déposé aux musées Gadagne en 1935. Dépôt à l'aéroport de Bron en 1938.                                                         | Œuvre réputée détruite lors du bombardement de l'aéroport de Bron en 1944 par les troupes alliées | (1924)                                        | Buste en marbre                                | |              |
| Perrache A.M. (1729-1769)                                                    | Larrivé, Jean-Baptiste (1875-1928)                          | | Non localisé                                                                                      | (1902)                                        | Buste en marbre                                | |              |
| Perrin, Louis-Benoît (1799-1865) - imprimeur                                 | Bonnet, Guillaume(1820-1873)                                | Musée des Beaux-Arts de Lyon : ancien réfectoire de l'abbaye ; déposé aux musées Gadagne en 1935                               | Non localisé                                                                                      | S.D. 1868                                     | Buste en marbre                                | (Catalogue sommaire..., p. 10-11)                                                                              |              |
| Plancus, Lucius Munatius                                                     | Mathelin, Jean (1836-1900)                                  | | Non localisé                                                                                      | (1900)                                        | Buste inachevé                                 | |              |
| Privas, Xavier, pseudonyme d'Antoine Taravel (1863-1927)                     | Devaux, Pierre (1865-1938)                                  | | Non localisé                                                                                      | 1927                                          | Buste en marbre ?                              | |              |
| Puvis de Chavannes, Pierre (1824-1898)                                       | Chorel, Jean-Louis (1875-1946)                              | | Non localisé                                                                                      | 1904                                          | Buste en marbre                                | |              |
| Récamier Juliette (1777-1852)                                                | Bonnet, Guillaume (1820-1822)                               | | Non localisé                                                                                      | (1860)                                        | Buste en terre en cuite                        | |              |
| Rougnard, Jean-Bonaventure (177.-1855)                                       | Chaine, Achille (1814-1884)                                 | | Non localisé                                                                                      | Septembre 1855                                | Portrait peint                                 | |              |
| Rozier, J.F. (1734-1793)                                                     | Chinard, Joseph (1756-1813) / Bonnet, Guillaume (1820-1873) | | Non localisé                                                                                      | (1810-1812) pour l’originale                  | Buste en plâtre                                | |              |
| Saint-Jean, Simon (1808-1860)                                                | Bailly, Charles-François                                    | Musée des Beaux-Arts de Lyon : ancien réfectoire de l'abbaye                                                                   | Millery, place du marché                                                                          | S.D. 1884                                     | Buste en marbre                                | (Catalogue sommaire..., p. 11)                                                                                 |              |
| Seignemartin, Jean (1848-1875)                                               | Benoist, Robert, (...1902-1935…)                            | | Non localisé                                                                                      | (1936)                                        | Médaillon en plâtre                            | |              |
| Tisseur, Clair (1826-1895) - poète et publiciste                             | Delorme, J.A. (1829-1905)                                   | | Non localisé                                                                                      | S.D. 1884                                     | Buste en marbre                                | |              |
| Tisseur, Clair (1826-1895) - poète et publiciste                             | Boudon, Émile(...-1935…)                                    | | Non localisé                                                                                      |                                               | Buste en plâtre                                | |              |
| Chenavard, Antoine-Marie (1787-1883) - Artiste                               | Barbaud-Kock, Marthe-Élizabeth                              | | Non localisé                                                                                      | (1907)                                        | Peinture                                       | |              |
|                                                                              |                                                             | |                                                                                                   |                                               |                                                | |              |